# FAIRY TAIL
『FAIRY TAIL』（フェアリーテイル）は、真島ヒロによる日本の漫画。『週刊少年マガジン』（講談社）において、2006年35号から2017年34号まで連載された。略称は「FT」。2020年2月時点で累計発行部数は7200万部を記録している。
テレビアニメは2009年10月から2013年3月まで第1期が、2014年4月5日から2016年3月26日まで第2期が、2018年10月7日から2019年9月29日までファイナルシリーズ（第3期）がそれぞれ放送された。また、同年7月からは原作の続編エピソード『FAIRY TAIL 100 YEARS QUEST』が上田敦夫の作画で『マガジンポケット』にて連載中。同作のアニメの放送開始を記念して、『FAIRY TAIL』の新たな読み切りが『週刊少年マガジン』2024年31号に掲載された。
日本国内にも増して海外人気が高く、特にフランスで非常に評価が高い。2023年時点でフランスでの単行本の発行部数は1400万部以上で、これは『ONE PIECE』『NARUTO』『ドラゴンボール』に続くフランス史上4番目の記録である。

## 制作背景
元々のアイディアは「乗り物に弱い少年が様々なものを届ける運び屋として成長していく」というものであったが、そこから「様々な仕事を請け負う魔法使い」というアイデアに派生し、連載案を読切として発表した『MP（マジックパーティー）』の一部設定を引き継いだ作品となった。主人公ナツは初期の段階では読切の『FAIRY TALE』の主人公と同一デザインの予定であり、その後、主人公を人間にするに当たって角が取られ、幾多の髪型と服装のデザイン変更を行い現在のナツが完成した。また、13巻以降にはカバーを外すと設定資料や没カットなどが描かれている。前作『RAVE』同様、単行本にキャラクターのプロフィールはあるが、身長や体重などの設定はない。真島ヒロ作品の中ではお色気シーンが多めで特に女性キャラクターの戦闘シーンには必ず何かしらのお色気要素が含まれている。

## あらすじ
世界中に幾多も存在する魔導士ギルド。そこは、魔導士達に仕事の仲介などをする組合組織である。立派な魔導士を目指す少女ルーシィは、ひょんなことから火を食べ火を吐き火を纏う滅竜魔導士（ドラゴンスレイヤー）ナツと喋る青い猫ハッピーと出会い、彼らの所属するギルド「妖精の尻尾（フェアリーテイル）」に加入する。王国最強と謳われながらも問題児だらけの「妖精の尻尾」だが、ルーシィはナツとハッピーとチームを組んで様々な依頼に挑んでいく。
鉄の森（アイゼンヴァルト）編（2巻 - 3巻）
闇ギルド「鉄の森（アイゼンヴァルト）」が呪歌（ララバイ）を使って各ギルドマスターの暗殺を企んでいることを知り、ナツ達は「妖精の尻尾」最強の女魔導士であり「妖精女王（ティターニア）」の異名を持つエルザや氷の造形魔導士グレイと共に、その阻止に向かい、最強チームも結成する。
ガルナ島編（4巻 - 6巻）
ナツとハッピーがギルドから勝手に持ち出したS級クエストにより、ガルナ島に行くことになったルーシィ。そこに彼らを止めに来たグレイも成り行きで同行することになり、そこで突如紫色の月により悪魔に変貌した村人達の呪いを解いてほしいという依頼を受けることになる。しかし、島には月の雫（ムーンドリップ）によりグレイと因縁のある悪魔デリオラを復活させようと企む彼の兄弟子リオンがいた。
幽鬼の支配者（ファントムロード）編（6巻 - 9巻）
ガルナ島から帰還した最強チームは、ギルドが「幽鬼の支配者（ファントムロード）」に所属する鉄の滅竜魔導士ガジルによって壊滅状態になった姿を目の当たりにする。それに加え、仲間たちを傷つけられた怒りからナツ達は「幽鬼の支配者」との全面抗争を起こすが、「幽鬼の支配者」マスタージョゼの本当の目的はハートフィリア財閥の令嬢であるルーシィだった。
楽園の塔編（10巻 - 13巻）
ロキの計らいでアカネのリゾートに行くことになったナツ達だが、エルザがかつて奴隷として働かされていた楽園の塔に連れて行かれてしまう。そこでエルザの過去や塔の支配者として君臨するジェラールとの因縁が明かされる。
バトル・オブ・フェアリーテイル編（13巻 - 16巻）
楽園の塔の事件が終わった後、最強チームを待っていたのは改修されたギルドと新たに仲間として加わった元「幽鬼の支配者」のガジルとジュビアの姿だった。しかし、「妖精の尻尾」マスターマカロフの実孫であるラクサスが現状にしびれを切らして、配下の雷神衆と共にギルド最強を決める「バトル・オブ・フェアリーテイル」を開催する。
ニルヴァーナ編（16巻 - 20巻）
バラム同盟の一角である闇ギルド「六魔将軍（オラシオンセイス）」を壊滅させるため、ナツ達は一夜を初めとする「青い天馬（ブルーペガサス）」、聖十大魔道の一人ジュラや改心したリオンをはじめとする「蛇姫の鱗（ラミアスケイル）」、天空の滅竜魔導士ウェンディやハッピーと似た白い猫シャルルが所属する「化猫の宿（ケット・シェルター）」の3つのギルドと共に「連合」を組むことになる。「六魔将軍」はワース樹海に封印された光と闇を入れ替える超反転魔法ニルヴァーナを手に入れて光の世界の崩壊を目論み、彼らの元には楽園の塔の件で生死不明になっていたジェラールの姿もあった。
エドラス編（20巻 - 24巻）
「六魔将軍」の目論見を阻止したナツたちだが、戦いの後にジェラールは評議院に逮捕され、「化猫の宿」を失い行き場を失ったウェンディとシャルルは「妖精の尻尾」に迎え入れられる。しかし、ギルドはナツ、ハッピー、ウェンディ、シャルルを除き、マグノリアと共に突如消滅してしまう。その原因がエクシードであるハッピーとシャルルの故郷・別世界エドラスにあることを知り、ナツたちは仲間を取り戻すためエドラスへ向かう。
天狼島編（24巻 - 30巻）
ナツ達がエドラスから帰還してしばらく経った後、「妖精の尻尾」におけるS級魔導士昇格試験が開かれ、ナツを初めとする8人の参加者が選ばれる。参加者の一人であるカナはある事情からS級魔導士を目指していることをルーシィに明かし、ルーシィもカナをS級魔導士にするためパートナーとして参加することを決める。しかし、試験会場である「妖精の尻尾」の聖地天狼島に何故かナツのことを知る伝説の黒魔導士ゼレフと、彼を狙うバラム同盟の一角「悪魔の心臓（グリモアハート）」が現れる。
大魔闘演武編（31巻 - 40巻）
突如襲撃してきた漆黒の竜アクノロギアによって天狼島は消滅し、ナツ達が行方不明になってから7年の年月が経ったX791年、「妖精の尻尾」は主力メンバーを失って弱体化していた。だが、ナツ達は初代「妖精の尻尾」マスターメイビスが発動した「妖精の球」で歳を取ることなく生存しギルドに復帰し、バトル・オブ・フェアリーテイルで破門されていたラクサスも再びギルドの一員となる。
その後、フィオーレ一のギルドを決める大魔闘演武が開かれることを知ったナツ達は「妖精の尻尾」の名声を取り戻すため参加を決める。祭までの3ヶ月の間に7年のブランクを取り戻すため各地で修行に励むが、ナツ達はその最中にウルティア達の手引きで脱獄したジェラールが結成した独立ギルド「魔女の罪（クリムソルシエール）」から毎年大魔闘演武で感じる「ゼレフに似た魔力」の調査を依頼される。大魔闘演武には「青い天馬」や「蛇姫の鱗」をはじめ、「四つ首の番犬（クワトロケルベロス）」「人魚の踵（マーメイドヒール）」「大鴉の尻尾（レイヴンテイル）」、そして二人の滅竜魔導士スティングとローグを有する現フィオーレ最強のギルド「剣咬の虎（セイバートゥース）」が参加する。さらには祭を開催しているフィオーレ王国が裏で建造しているエクリプスやゼレフ、竜といった様々な因縁が絡み合った事態へと発展していく。
冥府の門（タルタロス）編（40巻 - 49巻）
大魔闘演武に優勝してかつての名声を取り戻した「妖精の尻尾」には、仕事の依頼が殺到していた。そんな中、ナツとグレイに聖十大魔道でイシュガルの四天王の一人であるウォーロッドから凍りついた巨人達が住む太陽の村を救ってほしいという依頼が入る。
太陽の村の氷を溶かすことに成功したナツ達は、そこで大魔闘演武後のエクリプス騒動で共闘した炎竜アトラスフレイムと再会し、彼から氷の滅悪魔導士（デビルスレイヤー）の存在とゼレフ書最凶最悪の悪魔ENDのことを知る。その後、評議院がゼレフ書の悪魔で構成されたバラム同盟の一角「冥府の門（タルタロス）」に襲撃され、現評議員はおろか元評議員も狙われる事態になってしまう。それに伴い、ラクサスや「雷神衆」も「冥府の門」の襲撃に巻き込まれて重傷を負ってしまい、仇を討つためにナツ達は「冥府の門」との戦いに挑む。その最中で「冥府の門」の目的が評議院が保有する兵器フェイスの封印を解いて大陸中の魔力を消滅させることだと知り、ギルド同士の抗争から魔導士の存亡をかけた戦いに突入する。
黒魔術教団（アヴァタール）編（49巻 - 51巻）
「冥府の門」との戦いが終わった後、ナツはイグニールとの誓いによりさらに強くなるためハッピーと共に1年間の修行の旅に出るが、同時にマカロフから「妖精の尻尾」解散命令が下される。「妖精の尻尾」の解散から1年後のX792年、ルーシィは週刊ソーサラーの見習い編集者として働いていたが、その年の大魔闘演武でナツやハッピーと再会し、「妖精の尻尾」復活のため仲間探しの旅に出る。マーガレットの街で「蛇姫の鱗」に所属していたウェンディやシャルルと合流した後、アメフラシ村で暮らしていたジュビアからグレイが失踪したことを聞き、「剣咬の虎」で彼が所属していると思われるゼレフを信仰する「黒魔術教団（アヴァタール）」の存在を突き止める。
アルバレス帝国編（52巻 - 63巻）
「黒魔術教団」壊滅後、かつてのメンバーが集結し再び「妖精の尻尾」が結成される。ギルド復興中の最中、ナツ達は長年評議院に潜入していたメストから「マカロフを助けてほしい」と頼まれ、彼からマカロフがギルドを解散した理由が「妖精の尻尾」の最高機密であるルーメン・イストワールを狙うアルバレス帝国から自分達を守るためと知る。同時に評議院再結成の時間稼ぎのための交渉でマカロフがアルバレス帝国皇帝スプリガンに会いにアルバレスに渡ったことを聞かされ、ナツ達はマカロフ救出のためにアルバレスへの潜入を決める。一方マカロフはスプリガンと対面するが、その正体はナツとの因縁深き黒魔導士ゼレフだった。
潜入の末、マカロフ奪還に成功したナツ達はギルドに帰還し「妖精の尻尾」は完全復活を遂げる。これから侵攻してくるであろうアルバレスに向けて戦うことを決意するが、そこでメイビスが自身とゼレフとの関係、それが切っ掛けで生まれたルーメン・イストワールの正体である秘匿大魔法「妖精の心臓（フェアリーハート）」の秘密を語り始める。さらには双方の戦いを感じ取ったアクノロギアも動き出し、ナツとゼレフ、メイビス、「妖精の尻尾」、アクノロギア、様々な想いが交錯して400年前に起こった最終決戦である竜王祭が再び始まろうとしていた。そしてナツは単身ゼレフとの一騎討ちに挑むが、そこで彼から自らの出自と正体を知らされてしまい、戦争の最中でナツはその運命に立ち向かうことになる。

### 100 YEARS QUEST
エルミナ編（1巻 - 3巻）
ゼレフとアクノロギア討伐・消滅後、「妖精の尻尾」最強チームメンバー達は北大陸ギルティナの「魔陣の竜（マギア・ドラゴン）」ギルドが発行する「100年クエスト」に乗り出す。ギルドのマスターであるエレフセリアは、ナツ達にアクノロギアに匹敵すると噂されている「五神竜」を征服するように依頼する。ナツを含む最強チームは、水神竜であるメルクフォビアを求めてエルミナの街に移動し、彼を喰うことでメルクフォビアの魔法を手に入れようとする、第五世代の滅竜魔導士ドラゴンイーター達が集まる魔導士ギルド「ディアボロス」のドラゴンイーターの三人組に遭遇する。「ディアボロス」の三人組は、ナツ達を打ち負かし、メルクフォビアを傷つけその力のために白魔導士を標的にすることを計画していた。ブランディッシュ・μの助け借りてルーシィと投獄されたナツ達は、「ディアボロス」を退却させる。その直後、メルクフォビアは自身のコントロールを失い、エルミナを無意識に攻撃し、ナツ達を彼の魔力で圧倒した。一方、ギルドの方では、ジェラールがトウカを白魔導士だと非難するが、ラクサスは彼女を弁護する。「妖精の尻尾」がトウカの身元に疑問を呈し始めると白魔導士は、トウカ内の別の人格であることを明らかにし、ジェラールを攻撃しようとするが、トウカに抑圧されガジルに捕えられた。トウカが「妖精の尻尾」のギルドホールで尋問されている途中、白魔導士が再び眠りから覚め、ギルドホールの全員の魔法を盗む。その頃、エルミナでは、イグニールの実の息子や炎神竜であるイグニアによってメルクフォビアから救出させる事に成功する。イグニアは将来の対決のためにナツを強化するつもりで、ナツを説得して炎神竜の魔力を染み込ませた炎を食べさせた後、自身は飛び去っていった。ナツは一時的な魔力により、メルクフォビアを倒すことが出来たが、暴走しそうになってしまうも、ルーシィがナツを沈静化させた。感覚を取り戻したメルクフォビアは生き残り、彼の敗北によって永久に無力となった人間と化した。こうして、「妖精の尻尾」の使命の一部を果たしたのだ。
ドラシール編（3巻 - 7巻）
エルミナの事件も解決し、水神竜を無事に封印することが出来たナツ一行は木神竜がいると言うドラシールと言う街に向かう。しかし、そこで待っていたのは白魔導士トウカ率いる洗脳された「妖精の尻尾」のメンバーだった。
エレンティア編（8巻 - 10巻）
無事、木神竜を倒したナツ達はドラシールを監視していた街ドラミールで休息を取っていた。白魔導士とエクシードの少女トウカの目覚めを待つナツ達。そんな時、ナツ達の体が光り出し、突如として何処かへ飛ばされてしまう。そこに辿り着いたのは、かつてのエドラスだった。
ディアボロス編（10巻 - 14巻）
エレンティアの大事件を解決させたナツ達は、一度エレフセリアの元へ戻って来るが、ナツ達と敵対している魔導士ギルド「ディアボロス」が、エレフセリアの心臓が眠るドラグ大迷宮に侵入しようとしていた。そこは、六頭目の五神竜が眠る地でもあった。
錬金術師ギルド編（14巻 - 17巻）
真・竜王祭編（18巻 - ）

## 登場人物
ナツ・ドラグニル
声 - 柿原徹也、MAKO（少年時代）
演 - 宮崎秋人
本作の主人公。「火竜（サラマンダー）」の異名を持つ滅竜魔導士で、「妖精の尻尾」一の問題児。
ルーシィ・ハートフィリア
声 - 平野綾
演 - 愛加あゆ
本作のヒロイン。ハートフィリア財閥の令嬢で星霊魔導士。
ハッピー
声 - 釘宮理恵
ナツの相棒で、人間語を話す猫に似たエクシードという生き物。
グレイ・フルバスター
声 - 中村悠一、喜多村英梨（少年時代）
演 - 白又敦
氷の造形魔導士で、ナツとは喧嘩仲間。
エルザ・スカーレット
声 - 大原さやか、二ノ宮愛子（赤ん坊時代）
演 - 佃井皆美
「妖精女王（ティターニア）」の異名を持つS級魔導士。
ウェンディ・マーベル
声 - 佐藤聡美
演 - 桃瀬美咲
天空の滅竜魔導士である幼い少女。
シャルル
声 - 堀江由衣
ウェンディの相棒で、ハッピーと同じくエクシード。未来を予知する能力を持つ。

## ギルド
一種の組合。各ギルドによってそれぞれ紋章が定められており、ギルドのメンバーはその紋章を自分の体や衣服に入れている。なお、依頼主やギルドのメンバー以外でも食事や買い物などの用事なら誰でも出入りは可能。魔導士ギルド、傭兵ギルドなど種類は様々。

### 魔導士ギルド
妖精の尻尾（フェアリーテイル）

巨人の鼻（タイタンノーズ）
かつてボラが所属していたギルド。
青い天馬（ブルーペガサス）
マスターはボブ。彼の趣味により、ギルドメンバーには一夜とニチヤを除き美男美女が多く、週ソラの常連ランカーであるトライメンズとジェニーもここの所属。ギルドの近くに「天馬の里」という温泉を所有する。エドラスでは女性しか入れない。
男女共に美形が揃っているのだが、何故か一夜をイケメンと称して絶賛するなど美的感覚が一般とずれているのも特徴。
四つ首の番犬（クワトロケルベロス）
マスターはゴールドマイン。レッグボール皇帝杯で「猟犬の聖石」を破り優勝した。
大魔闘演武では2日目のバッカス敗北により、彼と賭けをしたエルフマンの条件で、大会期間中「四つ首の仔犬（クワトロパピー）」に改名させられている。
蛇姫の鱗（ラミアスケイル）
マスターはオーバ。聖十大魔導の一人・ジュラ、グレイの兄弟子・リオン、天空の滅神魔導士・シェリアらが所属している。拠点を置くマーガレットの町でギルドの一体感を高める祭である「『蛇姫の鱗』感謝祭」を開いている。
幽鬼の支配者（ファントムロード）
マスターはジョゼ。かつてのガジル、ジュビアが所属し、「妖精の尻尾」のS級魔導士に当たる「エレメント4」を擁している。「妖精の尻尾」とは戦力は均衡しており、昔から仲が悪く対立していたが、ルーシィを巡る一連の事件で解散命令を出された。
外伝『FAIRY TAIL ZERØ』において「青い髑髏」マスター・ジョフリーがギルド壊滅後に「妖精の尻尾」と対立するために作り出したギルドであることが判明。
化猫の宿（ケット・シェルター）
マスターはローバウル。人知れない集落にある無名のギルドで、衣服・織物類を生産している。ウェンディとシャルルが所属していたが、彼女ら以外のメンバーは全て「魔導士ギルドに行きたがっていたウェンディのためにローバウルが魔法で作り出していた意思ある幻」であり、ローバウルの精神体が消滅したことでギルド自体も消滅した。
アルバレス帝国編では、カラコール島での検問を抜けるためにナツ達も「化猫の宿」を名乗っている。
黄昏の鬼（トワイライトオウガ）
マスターはバナボスタ。「妖精の尻尾」の衰退後マグノリアを仕切っている。作中のマカオやミラの言葉によると、高利貸しとしてかなりあくどい手口を使っているとのこと。
剣咬の虎（セイバートゥース）
マスターはジエンマ→スティング。ジエンマの代になってから実力をつけ、X791年時点においてフィオーレ王国最強のギルドになる。白竜、影竜の滅竜魔導士をはじめとした実力者を多数擁する。マスターがスティングとなってからはギルドの雰囲気が明るくなった。
人魚の踵（マーメイドヒール）
女性だけの魔導士ギルド。エルザのかつての仲間・ミリアーナが所属している。大魔闘演武出場時期は不明だが、カグラの加入で大幅に力を着けた模様。
不死鳥の墓（フェニックスグレイヴ）
魔導士ギルドの一つ。
猟犬の聖石（ハウンドホーリー）
魔導士ギルドの一つ。
グラムラッシュ
魔導士ギルドの一つ。
大鴉の尻尾（レイヴンテイル）
「妖精の尻尾」の元メンバーであるイワン・ドレアーが組織した対「妖精の尻尾」に特化したギルド。
物語当初は闇ギルドであり、他の闇ギルドからは独立した存在だった。X791年の大魔闘演武出場に当たり正規ギルドに加盟したが、大魔闘演武終了後にギルドは解散された。また、竜との戦いには参戦しなかった。
首無騎士の頭（デュラハンヘッド）
X792年の大魔闘演武に出場したギルドの一つ。クリサークが所属している。
土精霊の輪（ドワーフギア）
X792年の大魔闘演武に出場したギルドの一つ。ベリックが所属している。
毒鬼の牙（スカルミリオーネ）
X792年の大魔闘演武に出場したギルドの一つ。ブックメーカーのオッズを上げるため決勝戦まで実力を隠しており、「首無騎士の頭」に圧勝するも乱入してきたナツに一撃で倒された。アニメ版では大会終了後、ナツに弟子入りしようとするが、ナツの睨みにビビって立ち去った。
蛇鬼の鰭（オロチノフィン）
何年も前から「蛇姫の鱗」と犬猿の仲であるギルド。X792年には元「悪魔の心臓」のブルーノートを用心棒に10万のモンスターを操ってマーガレット諸共「蛇姫の鱗」の壊滅に乗り出すも、ナツにブルーノートを倒され降参した。
赤い蜥蜴（レッドリザード）
外伝『FAIRY TAIL ZERØ』に登場。マスターはジーセルフ。X679年に天狼島にあった魔導士ギルド。6歳時のメイビスが所属していたが、「青い髑髏」との抗争で壊滅した。
喧騒の秒針（クロノ・ノイズ）
外伝『TALE OF FAIRY TAIL ICE TRAIL 〜氷の軌跡〜』に登場。マスターはネズ。雪原地帯に本拠地を置く魔導士ギルド。悪魔の卵をナノの魔法で孵化させその力を利用しようと企むが、当時子供だったグレイに阻止され、ギルドも壊滅した。
ディアボロス
外伝『100 YEARS QUEST』に登場。マスターはゲオルグ・ライゼン。

### 闇ギルド
解散命令を出されたにも拘らず、それを守らずに裏で活動し続けているギルド。ほぼ犯罪組織と化している。中でも「悪魔の心臓」「冥府の門」「六魔将軍」の3つのギルドは「バラム同盟」と呼ばれており、闇ギルドの中心的な存在となっている。現存する闇ギルドの多くはバラム同盟の傘下に入っている。
悪魔の心臓（グリモアハート）
バラム同盟の一角で、最強の闇ギルド。マスターはハデス。マスター直属部隊として「失われた魔法」の使い手である「煉獄の七眷属」を擁している。ジュピターを搭載した巨大な空中戦艦を拠点にしている。最凶の黒魔導士・ゼレフの封印を解き魔導士だけが生き残れる「大魔法世界」を築こうとしている。
X784年12月にゼレフを求めて天狼島を襲撃するが、「妖精の尻尾」との抗争の末に敗北。「七眷属」の半数以上を失った上、逃亡中にハデスが死亡し事実上壊滅した。
冥府の門（タルタロス）
バラム同盟の一角。マスターはEND（実際の創始者はマルド・ギール）。メンバーは全員ゼレフ書の悪魔・エーテリアスで構成されており、別名「ゼレフ書架」。呪法を使用し、幹部には「九鬼門」を擁している。冥界島に本拠地を置く。
評議院を壊滅状態に追い込み、評議院が保有するフェイスを使って大陸中の魔力を消滅させENDの復活を目論むも、「妖精の尻尾」との戦いで「九鬼門」は倒され、ENDが封印された本もゼレフに回収された。
夢魔の眼（サキュバス・アイ）
「冥府の門」傘下の闇ギルド。「剣咬の虎」を抜けた後のミネルバが所属していたが、キョウカの選別により壊滅状態になった。
六魔将軍（オラシオンセイス）
バラム同盟の一角。マスターはゼロ。メンバーは6人（厳密には8人）だが、メンバー一人一人が単独でギルド一つ壊滅させられるほどの実力を持つ。各自が固有のコードネームと「祈り」を持ち、それを触媒に生体リンク魔法で繋がっている。ブレイン以外のメンバーはエルザやジェラール同様「楽園の塔」の元奴隷である。
ニルヴァーナを手に入れて光の世界の崩壊を目論むが、「連合」の魔導士の活躍により壊滅した。
テレビアニメオリジナルストーリーの「星空の鍵編」では、改心したホットアイを除くメンバーが脱獄し、グリムリーパーとイミテイシアを加え再編した「新生六魔将軍」として活動する。
鉄の森（アイゼンヴァルト）
「六魔将軍」傘下の闇ギルド。現在はエリゴールがリーダーを務める。
評議院から禁止されている暗殺系の依頼を引き受けたことからギルドマスターは逮捕され、解散命令を出された。それを逆恨みし、呪歌の力で正規ギルドのマスター達の呪殺を図るが失敗、エリゴール以外の全員が逮捕され壊滅した。
屍人の魂（グールスピリット）
「六魔将軍」傘下の闇ギルド。「雷神衆」を笑ったことから彼らに全滅させられる。
裸の包帯男（ネイキッドマミー）
「六魔将軍」傘下の闇ギルド。ガトーとザトーが暫定的なリーダーを務める。
末端メンバーがアカリファを襲撃したが、ルーシィに撃退された。ニルヴァーナを巡る戦いでは、ナツ達により倒される。
黒い一角獣（ブラックユニコーン）
「六魔将軍」傘下の闇ギルド。メンバーは皆不良学生のような姿で髪を角のように逆立ている。
レッドフード
「六魔将軍」傘下の闇ギルド。ニルヴァーナを巡る戦いで「蛇姫の鱗」のメンバーに襲い掛かる。名前はアニメから。
尾白鷲（ハルピュイア）
「六魔将軍」の一員・レーサー直属の闇ギルド。
髑髏会（どくろかい）
まともな仕事がなく、暗殺依頼に特化した闇ギルド。「三羽鴉」が所属している。
青い髑髏（ブルースカル）
外伝『FAIRY TAIL ZERØ』に登場。マスターはジョフリー。X686年時のマグノリアに本拠地を置いている闇ギルド。X679年には天狼島の「赤い蜥蜴」を壊滅させたが、X686年にゼレフの元で魔法を修得したメイビスをはじめとする後の「妖精の尻尾」創設期メンバーの活躍で壊滅した。
伍条橋一家（ファイブリッジ・ファミリア）
外伝『TALE OF FAIRY TAIL ICE TRAIL 〜氷の軌跡〜』に登場。マスターはドラム。彼と血の繋がったドラムの息子達で構成された闇ギルド。
漆黒の仔鬼（ブラックゴブリン）
外伝『FAIRY GIRLS』に登場。マスターはリペニル。彼女の父・シルバースパークが創設した闇の発明ギルド。
ウスバ・カゲロウ
外伝『FAIRY GIRLS』に登場。メンバーはゲンとリリィが所属している。リゾート経営を装って魔導士たちの魔力を摂食する闇ギルド。
南の海に面しているリゾートで、リゾートに来た人たちに幸せなリゾートの幻覚を見せながら、植物のような形をした魔力吸収装置で魔力を奪っていた。
カーバングル
劇場版『鳳凰の巫女』に登場。マスターはディスト。

### その他のギルド
南の狼
バニッシュブラザーズが所属している傭兵ギルド。
LOVE&LUCKY
アカリファの街にある商業ギルド。かつてルーシィの両親も所属していた。また、ルーシィの名前の由来にもなっている。
魔女の罪（クリムソルシエール）
元「悪魔の心臓」のメンバーのウルティアとメルディ、そして脱獄したジェラールが作った独立ギルド。マスターは存在せず、メンバー3人の意志によって動く。全ての「暗黒」を払うことを目的としており、数々の闇ギルドを壊滅させている。冥府の門（タルタロス）編で「六魔将軍」との対戦後、打倒ゼレフの為に「六魔将軍」のメンバーを受け入れた。
風精の迷宮（シルフラビリンス）
宝探しを専門とするトレジャーハンターギルド。ヒロシ、ララ、ドレイクが所属している。フィオーレ一のトレジャーハンターギルドを決める「大秘宝演武」で優勝したことがある。
外伝『FAIRY TAIL ZERØ』では後の「妖精の尻尾」創設期メンバーであるユーリ、ウォーロッド、プレヒトの3人が所属していたことが明かされている。
妖精の爪（フェアリーネイル）
外伝『FAIRY TAIL 100 YEARS QUEST』に登場。

## 魔法
魔法には大きく分けて2つあり、覚えて身につけた魔法を「能力（アビリティ）系」、アイテムを持って使う魔法を「所持（ホルダー）系」と呼ぶ。店で売っている魔法のほとんどは所持系の魔法であり、能力系と比べて比較的手軽に行使できる反面、そのアイテムを失う（盗まれる・なくす・壊れるなど）と使用できなくなるデメリットがある。ただし所持系魔導士が能力系魔導士に実力が劣るという訳ではない。
※各個人が使う魔法についてはFAIRY TAILの登場人物を参照。
色替（カラーズ）
服の色を自在に変えることができる。女の子に人気な魔法。
魅了（チャーム）
人の心を惹きつける魔法。現在は販売および使用禁止となっている。ボラが使用していた。
翼（エーラ）
背中から翼を生やして飛行する能力系魔法。エクシードは全員これを使用する。
星霊魔法
星霊界と人間界を結ぶ門（ゲート）を、契約した星霊に対応する鍵で開門し召喚する魔法。使用者は星霊魔導士と呼ばれる。契約は曜日単位で行い、呼び出せる日は星霊個人の事情によって異なる。通常は一度に1体しか呼べず、他の星霊を呼ぶためには召喚した星霊を一度戻す（閉門）必要がある。膨大な魔力を持つ魔導士ならば一度に2体以上の星霊を召喚できる。作中に登場する星霊魔導士は大半が女性である。X791年ではユキノ曰く、ここ数年で星霊魔導士の数が激減しているらしい。
代償召喚術
1つの金の鍵（黄道十二門の鍵）を壊すことで星霊王の扉を一度だけ開き、星霊王を召喚することができる。ただし壊す鍵はどれでもいいわけではなく、主と壊す鍵の星霊との信頼関係が高くなければ、星霊王の扉は開かない。なお、壊された鍵は一年の年月を経て世界のどこかに復活する。
変身魔法
あらゆるものに姿を変える魔法。初級では自分の体のみ（服はそのまま）だが、中級になると身に付ける物も変化でき、さらに上級になると体の質量・能力・戦闘力も変えられる。
接収（テイクオーバー）
対象者の体を乗っとり、自分の肉体にその力を還元する魔法。ミラジェーンは【悪魔】、エルフマンは【野獣】、リサーナは【動物】、ジェニーは【機械】、ディマリアは【神】で、それぞれ違う魔法とされている。前作『RAVE』でも同名の魔法が登場。
造形魔法（ぞうけいまほう）
特定の物を自由に造形することができる魔法。使用者は造形魔導士と呼ばれる。術者の性格が最も現れる魔法の一つであり、その造形創造力が強さに繋がるとされる。これまでに氷（グレイ、リオン、ウル、ウルティア）・木（ラキ）・記憶（ルーファス）・水（ジュビア）が登場している。
魔法の発動には両手を使うことが基本であり、片手の造形は不安定でバランスが悪い。
換装（かんそう）
魔法空間にある魔法剣などの武器や防具を呼び出したり、持ち替える魔法。無限に貯蔵できるわけではなく広さには限界がある。
思念体（しねんたい）
実体を持たない自分の分身を作る魔法。
絶対氷結（アイスドシェル）
術者の肉体を氷に変えて、対象者と共に永久に封じ込める「意思の魔法」。使用時には腕を交差させた構えを取る。それはグレイ曰く「いかなる爆炎の魔法をもってしても溶かすことのできない氷」である。また、氷の中の標的を長時間かけて風化させる。
月の雫（ムーンドリップ）
ベリア語の呪文。月の魔力を一つに収束することで、いかなる魔法をも解除する力を発揮する。しかし強大な月の魔力により悪魔の体を汚染するという副作用もあり、ガルナ島の住民はこの影響を受けていた。後に液体化して所持できることが明らかになっている。
思念伝達魔法（しねんでんたつまほう）
頭に直接「通信」をして話しかけることができる魔法。
合体魔法（ユニゾンレイド）
別々の魔法を一つにして威力を高める魔法。本当に息が合った者同士でなければ発動は難しく、生涯を費やしても習得には至らないこともある。
エーテリオン
別名「超絶時空破壊魔法」。評議院が保有する兵器の一つで、現評議員9名の承認と上級職員10名の解除コードで発射することができる。上空に描かれた「衛星魔法陣（サテライトスクエア）」から地上の標的を消滅させる。非常に多くの魔法属性が融合されており、威力次第では一国を破壊するほど。
作者の『前作』に登場したエーテリオンとは名称以外は全くの別物である。
セイズ魔術
憑霊の魔法で、自分や物体に霊を憑かせて戦う。「妖精の尻尾」ではビックスローとナブが使える。なお、この二人のセイズ魔術はタイプが異なり、別の魔法とされている。
生体リンク魔法
効力が生物と同期した魔法。攻撃してきた者と自分のダメージを連結や、特定のものを抑制する鍵とさせるタイプのものが登場している。
ヘアメイカー
髪にスプレーを吹きかければイメージ通りの髪型とヘアカラーに24時間だけ変えられる。カラーズの姉妹品。
古文書（アーカイブ）
情報圧縮の魔法。対象への情報送信などに用いられる。ヒビキやブレインが使用している。
星の記憶
星霊達の紡ぐ記憶の古文書。アクエリアス曰く「夢の中」といえる空間らしいが、過去の歴史の中で星霊魔導士に関係する全ての真実を映し出すことができる。なお、人間はこの空間では人魚の姿になる。『RAVE』にも同名の場所が登場。
自律崩壊魔法陣
組み込まれたモノを自壊させる魔法。ブレインが作った魔法の一つ。
アニマ
エドラスがアースランドの魔力を搾取するための超亜空間魔法。空に開けた穴を介して魔力を持つ存在（魔導士）を空間ごと吸収して、魔水晶に変えてしまう。ただし、滅竜魔導士及びエクシードには効かなかった。
魔法を逆展開することにより、エドラスの魔力をアースランドに流すことができる。この魔力には魔水晶などの道具だけでなく、エクシードのような体内に魔力を持つ生物も含まれる。
呪法（じゅほう）
魔法の歴史の中でENDが新たな可能性として見出した魔法の上位に存在する力。「冥府の門」が使用し、魔法とは違い呪力を用いるため魔力は使わない。その力の源は恨み・妬み・憎しみといった負の感情による「呪い」から来ている。
付加術（エンチャント）
人や物に魔法付加を与え、一時的に能力を高める魔法。使用者は付加術士（エンチャンター）と呼ばれる。ウェンディやアイリーンが使用している。
魂竜の術（こんりゅうのじゅつ）
竜が自ら育てた滅竜魔導士の体内に竜の体と力を封じる魔法。しかし、この術は当時弱っていた竜達が解くにはエーテルナノの豊富な時代でなければならず、そのために未来に行く必要があった。また、体内に竜を封じられた滅竜魔導士はそれ以前の記憶があやふやになる。
スリープ
アニメオリジナル。睡眠の魔法。
チェンジリング
アニメオリジナル。第19話に登場。2人の人物の肉体と精神を入れ替える。一回の発動で複数のペアを入れ替えることができる。しかし、術を解く際には1組ずつしか解けない。発動してから30分後に術を解かないと元に戻れないという言い伝えもある。
ユニゾンピクト
アニメオリジナル。複数名で絵画魔法を使用し魔物を実体化する魔法。
リベラム
アニメオリジナル。正式名称は「リベラム・ウェールス」。星霊を人間との契約から完全に解き放つとされる魔法で、当初この儀式によって自由となった星霊達はその代償として十二日間しか生きられなくなると伝えられていたが、後にオフィウクスから実際は星霊王の力を強化するための儀式であることが明かされた。
儀式には星霊を契約の鎖から解き放つ力を持つ天球儀が必要とされ、アストラル・スピリタスで行う事で魔法を発動させる。また星霊王に天球儀の力を送るには黄道十二門の星霊達が星霊界にいて、それを示す十二星座がアストラル・スピリタス上空に現れることを必要とし、十二星座に天球儀から発せられる光を照射することで星霊王に力を与える。
錬金術

霊術

### 禁忌魔法
呪歌（ララバイ）
黒魔導士ゼレフが作り出した魔笛を使った生きた魔法。その笛の音を聴いた者全てを呪殺する集団呪殺魔法。
煉獄砕波（アビスブレイク）
闇の波動を放つ魔法。魔法陣を空中に描くことで発動する。ファントムMkIIが使用した場合の威力は「妖精の尻尾」のギルドの裏にある湖から、街の中心に聳え立つカルディア大聖堂までを破壊できるほど。
Rシステム
正式名称は「リバイブシステム」、またの名を「楽園の塔」という。一度死んだ者を蘇らせるという人道に反した魔法で黒魔術的な思想を持った魔導師集団が完成を試みた。評議会がエーテリオンを使用するほどの危険因子として認識している。ただし、発動するには27億イデアもの膨大な魔力が必要である。元々はゼレフが弟であるナツを蘇らせるために作り出した。
ニルヴァーナ
400年前に古代人・ニルビット族によって開発・封印された「光と闇を入れ替える」超反転魔法。元々は世界のバランスをとるために作られ、「平和の国（ニルヴァーナ）」と名づけられた。封印が解けると最初に黒い光の柱が上がり、周囲の光と闇の狭間にいる者（心が正義と悪の間で揺れ動いている者）を逆の属性にする。次に白い光になり、最後に巨大な都市が現れ、この都市こそニルヴァーナの正体である。魔法効果を発射する大砲が前方に備えられており、側面の6本の足で移動する。足の付け根には地面から魔力を供給するための魔水晶が置かれており、これらを同時に破壊しない限り破壊は不可。
アライブ
アニメオリジナル。無生物に命を与え、怪物化させる。

### 失われた魔法（ロストマジック）
その威力や術者への副作用から使用者が限られていき、利用が禁じられ、次第に失われていった魔法。
一なる魔法
全ての魔法の始まりとされる魔法。具体的にどのような魔法かは明確にされておらず、謎に包まれている。作中では人物によって解釈が諸説あり、ハデス（プレヒト）は「闇の中で生まれた奇跡」が一なる魔法と解釈し、そのためにゼレフを復活させて大魔法世界を創ることで一なる魔法へと辿り着こうとしたが、ルーシィは母から聞かされた「全ての魔法は愛から生まれた」という話から一なる魔法は「愛」と解釈し、後のメイビスの回想でも触れられ彼女もこれを「愛」と解釈している。
スレイヤー系の魔法
竜・神・悪魔といった人外の存在を倒すための魔法。いずれも同じ属性の魔法を食らうことでその魔法が効かないという性質を持つ。
滅竜魔法（めつりゅうまほう）
竜迎撃用の太古の魔法（エンシェント・スペル）。滅竜魔法の使い手を滅竜魔導士（ドラゴンスレイヤー）と呼ぶ。滅竜魔法の魔法自体にも種類があり、これまでに火（ナツ、ゴッドセレナ）・鉄（ガジル）・雷（ラクサス）・天（ウェンディ）・毒（コブラ）・光（スティング）・影（ローグ）・水（ゴッドセレナ）・大地（ゴッドセレナ）・風（ゴッドセレナ）・賢（アイリーン）・魔（アクノロギア）の10人が登場している。
術者の体質を各々の属性の竜に変換しているため、身体能力も強化されている。自らの属性の物質を食べることで体力回復・強化が可能。エドラスの世界では魔水晶化した人間を元に戻す力がある。違う属性の滅竜魔導士の魔力を食らい、元々持っていた自身の属性と融合させることも可能で、作中ではナツ、ガジル、未来のローグ、スティングが使用している。
元々は竜王祭において、人間との共存を望む竜がアイリーンの付加術によって人間に竜を滅する魔法を与えたことが滅竜魔導士の始まりとされる。ある程度熟練した滅竜魔導士は竜の視力と人間の三半規管の認識のズレで乗り物（車や船などに限らず、生物も含む）に乗ると極端に酔う体質になり、竜の大きすぎる力を抑えきれず凶暴化したりする場合もある。最大のリスクとして滅竜魔導士の体内で成長してその者を竜に変える「竜の種」があり、竜化すると人間時と身体の感覚も大きく異なってしまう。作中ではアクノロギアやアイリーンが竜化しているが、ナツをはじめとする竜に育てられた滅竜魔導士は体内でイグニール達が長い時間をかけて抗体を作ることで竜化を抑えていた。
竜から直接魔法を教えられた者（ナツ、ガジル、ウェンディが該当）を「第一世代」、滅竜魔法を使える魔水晶を体内に埋め込んだ者（ラクサス、コブラ、ゴッドセレナが該当）を「第二世代」、その両方の特徴を併せ持つ者（スティング、ローグが該当）を「第三世代」と呼んでいる。100 YEARS QUESTでは無から魔力のみで作り出された「第四世代」、竜を喰うことで力を得た「第五世代」も登場している。
ドラゴンフォース
滅竜魔法の最終形態。滅竜魔導士の体内に眠る竜の力を解放する。その魔力は実際の竜にも匹敵するといわれている。
作中ではナツがエーテリオンやジェラールの全魔力である「咎の炎」を、ウェンディがフェイスの近くに漂う高濃度のエーテルナノが混じった空気を食べることで発動させているが、スティングやローグ等の第三世代は自分の意思で発動させることが出来る。後にナツもマルド・ギールとの戦いで感情の昂りから発動させており、ウェンディもX792年には自力で発動可能になっている。そしてナツもゼレフとの最後の戦いで自力で発動させた。
滅神魔法（めつじんまほう）
滅竜魔法よりも強力な「神殺しの魔法」。使い手は滅神魔導士（ゴッドスレイヤー）と呼ばれる。これまでに炎（ザンクロウ）・天空（シェリア）・雷（オルガ）の3人が登場している。
滅竜魔導士と同じく、自らの属性の物質を食べることで体力回復・強化が可能。使用者の善悪とは関係無く魔法自体が黒く禍々しい代物であり、大魔闘演武の陰で「ゼレフに似た魔力の気配」を探していたジェラールはシェリアの天空の滅神魔法について「探している気配とは違うが似ている」と評した。
滅悪魔法（めつあくまほう）
悪魔を倒す「悪魔祓いの魔法」。使い手は滅悪魔導士（デビルスレイヤー）と呼ばれる。これまでに氷（シルバー→グレイ）の2人が登場している。
滅竜魔導士や滅神魔導士と同じく、自らの属性の物質を食べることで体力回復・強化が可能。インベル曰く「心を奪い、正常な思考ではいられなくなる」というリスクがあるらしい。
治癒魔法
傷を治す魔法。自分の傷は治せない。ウェンディやシェリアなどが使用する。
アンクセラムの呪い
別名「矛盾の呪い」。生と死を司るアンクセラム神の怒りに触れた者（死者の蘇生、命の選別など）が掛かる古い呪いの一種。生命を尊く思うほど死のエネルギーを放出して周りの命を奪ってしまい、逆に尊く思わなければ命を奪うことはない。また、これに掛かった者は不老不死にされ、断食・斬首などあらゆる方法を用いても死ぬことはできない（ただし、呪われた者同士が互いを愛した場合は愛の強い方が相手を死なせてしまう）他、自分の考えていることすら矛盾していく。傷を負っても時間の経過で完治してしまう。作中でこれを掛けられたのはゼレフとメイビスの二人。

## 用語

### 道具
イグニールのマフラー
ナツが普段から首に巻いているイグニールの贈り物である白銀の鱗模様のマフラー。イグニールの体から離れ赤から白に変色した竜鱗をルーシィの先祖・アンナが編んだもので、そのためかどんなに激しい戦闘でも傷付かない。また、ゼレフの「死の捕食」を受けた際には一時的に黒く変色し（ハッピーはナツの身代わりとして守ったと推測している）、ウェンディの魔法によるナツの治癒の邪魔をしたが、先にマフラーを元の状態に戻したことでナツ自身も治療することができた。
星霊の鍵
星霊魔導士が使用する、星霊を召喚する力を秘めた鍵。星霊界の門を開閉する事で、一つの鍵につき一体の星霊を召喚できる。召喚する星霊に対応する鍵によってその形状は異なり、置店で売っている銀色の鍵、黄道十二門の門を開ける超レアな金色の鍵、オフィウクスの黒色の鍵の3種類がある。
アニメオリジナルではヒスイがエクリプスの影響で豹変した黄道十二門の星霊達を星霊界に還すために創った「強制閉門の鍵」が存在する。発動させるには星霊魔導士の魔力を吸収・蓄積させ、また対象の星霊を戦意喪失させる必要があり、それ故星霊魔導士でない者でもこの鍵を使用して星霊を星霊界へ還すことができる。
週刊ソーサラー
魔法専門誌。通称週ソラ。魔導士ギルドの情報や魔導士のグラビアなどが掲載されてある。ルーシィの愛読誌である。美男美女の魔導士の特集も行っており、「妖精の尻尾」ではグレイとロキ、ミラジェーンが名前を連ね、「剣咬の虎」ではスティングとローグの名前が確認されている。
監視水晶
その名の通り、水晶を透して周りの情景を伝える。
風詠みの眼鏡
魔水晶のレンズに風の魔法を付け加えた眼鏡。品質にもよるが2 - 32倍の速度で本が読める。最新バージョンでは120倍まで可能。
光筆（ヒカリペン）
空中に文字が書ける魔法アイテム。現在72色発売している。最近、新しい色が販売されていない。
魔道四輪（まどうよんりん）
オニバスモーターズがギルド加入者向けにレンタルしている四輪車。ギルド非加入者は免許が必要とある。「SE（セルフエナジー）プラグ」と呼ばれる部品を介して魔道士の魔力を供給し、馬車以上のスピードで走行することができる。まだ計画途中だが、魔導四輪販売計画がスタートしている。
エドラスにも存在するが、こちらにはSEプラグの代わりに魔水晶を動力に変換するシステムが組み込まれている。
魔道二輪（まどうにりん）
魔道四輪の二輪車バージョン。スピードは運転手の魔力に比例する。
毒毒ゼリー
強力な酸のようなゼリー。ナツ曰く「かなり危ない匂い」。
魔水晶（ラクリマ）
魔力を結晶化させて一般人でも魔法を使えるようにしたもの。単なる家庭用品から強力な魔法や滅竜魔法が使えるものまでその種類は様々。エドラスではエクシードを除けば、これが唯一の魔力の供給源である。
爆弾魔水晶
文字通り爆弾の形をした魔水晶。
通信用魔水晶
遠く離れた相手と会話をするための魔水晶。基本的に大きな水晶が使われている。
小型通信魔水晶
X792年にウォーレンが開発した通信魔水晶。外見はスマートフォンに近く、以前よりも持ち運びが容易になったが、通信範囲は狭いのでいずれ大陸中に繋げるようにすることを目標にしている。
映画魔水晶
映画を記憶させた魔水晶。外見はビデオソフトでスイッチを押すことで空中に映し出す。
神鳴殿（かみなりでん）
「バトル・オブ・フェアリーテイル」でラクサスが起動した、マグノリアを囲むほど無数にある強力な雷の魔力を帯電した魔水晶。放電することで下に無数の落雷を落とし、破壊しても生体リンク魔法でそのダメージが自分に返ってくる。
タンニング魔水晶
「青い天馬」のレンが使用している日焼け用の魔水晶。
対魔戦用魔水晶（ウィザードキャンセラー）
ドロマ・アニムに使用されている外部からの魔法を全部無効化させる魔水晶。
魔水晶映像（ラクリマビジョン）
監視カメラのように別の地点の風景を映し出す魔水晶。大魔闘演武でも試合の実況に使われた。
超濃縮エーテル発光体
ジュピターの約500倍の威力を持つ魔水晶。「冥府の門」のセイラが「妖精の尻尾」を破壊するために「命令」で操ったエルフマンにこれを持たせた。
消臭魔水晶
相手の臭いを消す魔水晶で、スプレーの形をしている。元はエルザが風呂に入っていないナツに使用したもの。そのおかげでナツは「一夜ウイルス」の感染を免れ、ロメオはウイルス除去を閃いた。
蘇生用の魔水晶
「妖精の尻尾」のギルドの地下にある仮死状態の肉体を封じ込める魔水晶。巨大なクリスタルのような形状をしている。作中ではハデス（プレヒト）がゼレフによって命を奪われたメイビスを蘇生されるために使われたが、最終的にそれが「妖精の心臓」の創造に繋がった。
滅竜魔法の魔水晶
第二世代、第三世代の滅竜魔導士の体に埋め込まれている滅竜魔法が使えるようになる魔水晶。イワンによると高値で売れる模様。
ジュピター
魔導収束砲。組み込まれた魔水晶に弾丸の代わりとして圧縮した魔力を詰め込んで発射する。一発の威力は強力だが、次弾の装填には15分かかる。作中では「幽鬼の支配者」と「悪魔の心臓」が使用していたが、X792年にはビスカが単独での使用を可能にしていた。
超魔道巨人ファントムMkII（ちょうまどうきょじんファントムマークツー）
「幽鬼の支配者」の最終兵器。ギルドの建物が変形して巨大な人型ロボットとなる。建物そのものが魔道士となっており、原動力はエレメント4の魔力である。エレメント4が全員敗北したことにより機能を停止し、本体は内部での戦闘により大破した。
クリスティーナ
「青い天馬」が所有するペガサスの形をした魔導爆撃艇。「六魔将軍」殲滅のために使われるはずだったが撃墜された。ニルヴァーナ起動後、リオンら「連合」の魔導士達の魔法を組み合わせることで修理・航行し、ニルヴァーナ侵入に成功したナツ達を手助けするために使われた。
クリスティーナ改
X791年に登場した巨大な帆船型のクリスティーナ。X792年には乗り物酔いをする滅竜魔導士用にカスタムされたクリスティーナ改が登場している。
エクスボール
飲むとエドラスで魔法が使えるようになる丸薬。
竜鎖砲（りゅうさほう）
エドラス王国が保有する、滅竜魔法の力を凝縮したエドラス魔法。魔力で構成された鎖を放ち、上空の魔水晶に接続、そのままエクスタリアに衝突させることがコードETDの目的だった。
ドロマ・アニム
エドラスの言葉で「竜騎士」を意味する、竜を模した搭乗型の装甲である魔導兵器。滅竜魔法などの強力なもの以外の魔法攻撃を無効化する対魔戦用魔水晶で全身を覆われており、破壊は困難。最終形態である魔法の出力を数倍に引き上げる特殊装甲「ドロマ・アニム黒天」はエドラス中の魔力を無尽蔵に吸収しエネルギーに変えてしまうため、禁式とされている。背中から追尾型もしくは途中で爆発するミサイル「竜騎弾」、口からエネルギー弾を発射する「竜騎拡散砲」などの装備がある。
エドラス王国軍との決戦でファウストが搭乗・操縦した。ナツ、ガジル、ウェンディの3人の滅竜魔導士を追い詰めるが、彼らの連携で破壊された。アニメでは大昔にも本機が使用されたことがエクシードの長老達により語られている。
魔封石（まふうせき）
イシュガルの大陸にある魔導士の魔力を封じる石。評議院の監獄やギルドが持つ枷はこの石で出来ている。
魔力測定器（マジックパワーファインダー）
通称MPF。魔法をぶつけることでその魔力が数値として表示される装置。評儀院の「ルーンナイト」の訓練にも導入されている。大魔闘演武の3日目に使用された。
エクリプス
フィオーレ王国が7年の月日を掛けて建造していた、時を渡る力を持つ巨大な扉。ゼレフ書の魔法と星霊魔法が合わさった装置で、扉を通った者は「ゼレフに似た魔力」が体に残留する。「世界を変える扉」とも言われる。ラハール曰く「存在しているだけで30の法律に触れる」代物。建造のために大量の魔力を必要としており、それで大魔闘演武を利用して毎年魔導士達から微量ずつ魔力を奪っていた。間近では魔力吸収力がさらに強まるため魔法が使えなくなる（使えば魔力を吸収され、星霊は顕現できなくなる）。黄道十二門の全ての鍵で扉を開けることが出来る（ユキノによると、星霊界独自の次元境界線を利用して、星霊魔導士の力で扉を開くらしい）。時間座標を指定し、入り口と出口に2人の星霊魔導士が開くことで時間移動を可能にするが、太陽と月が交差することで起きる月蝕の日には魔法が狂い制御不能になる。また、魔力耐性の強い「マギナニウム合金」で作られており、並の魔法では破壊は不可能。
元々はゼレフが弟であるナツを蘇らせるために作り出したが、アクノロギアを倒すことを目的とするイグニール達をナツ達と共にX777年7月7日の未来に送るために使われ、その際にルーシィの先祖・アンナが入口を、ルーシィの母・レイラが出口の役割を担った。
フィオーレ王国はエクリプスで400年の時を渡り、不死になる前のゼレフを討つ「エクリプス計画」実行のために建造するが、未来から来たローグの思惑に惑わされたヒスイによりエクリプスに7年間蓄積したエーテリオンに匹敵する魔力を竜の大群に向けて放出する「エクリプス2計画『エクリプスキャノン』」を実行してしまう（実際にはこれは未来のローグの計画のための嘘だった）。前述の月蝕が起きるX791年7月7日に扉を開けたため制御不能となり、400年前の時代と繋がり七頭の竜の出現を許してしまうが、ルーシィとユキノが発動した「ゾディアック」で扉は閉じられ、ナツによってマザーグレアを叩きつけられ破壊された。
ルーシィの未来では不死になる前のゼレフを討つ当初の「エクリプス計画」が実行されるが、前述の月食時期に開かれたために制御を失い扉から一万の竜が現れて世界は崩壊し、ローグの未来では一万の竜の真相に気付いたルーシィによって閉じられた7年後にアクノロギアに世界が支配され、両者がそれぞれの未来を阻止するべくこれを使用して本編の時間軸にやってきている。
アニメオリジナルストーリー「日蝕星霊編」では、エクリプスの扉が破壊された後にその強大な魔力の余波でアースランドは各地で異常気象に見舞われ星霊界は荒廃し、黄道十二門の星霊達が豹変するなど様々な影響が及んでいる。
永遠の炎
太陽の村の巨人達が守護神としている何百年も燃え続けているという炎。ヒロシ曰く「トレジャーハンターの間ではS指定されている宝」らしい。その正体は炎竜・アトラスフレイム。
フェイス
「白き遺産」と呼ばれる評議院が保有する兵器の一つ。その名の通り上方を向いた巨大で不気味な顔の像のような形をしている。その実態は大陸中の全ての魔力を消滅させる「大陸全域魔導パルス爆弾」で、大陸各地に三千機も配置されている。封印方法は3人の元評議員の生体リンク魔法であるが、その3人が誰なのかは元議長・クロフォードであっても知らない。また、クロフォードのみフェイスを遠隔操作で起動できる。呪法を使用するエーテリアス達には効果がない。
封印の内の2人は既に「冥府の門」に殺害され、ジェラールの「封印の鍵」を自らに譲渡させたクロフォードが殺害されたことで封印が解かれる。その後、クロフォードの死体をキース、セイラが呪法で遠隔操作することで起動し、キョウカがその発動時間を早めて遂に発動してしまうが、グランディーネをはじめとした滅竜魔導士の体内から出現した竜達によって全機のフェイスが破壊された。
冥界島（キューブ）
「冥府の門」が本拠地を置いている四角形状の島。上空に浮いており、常に移動している。各面には重力が発生している。正体は「冥王獣（プルトグリム）」という巨大な怪物で、マルド・ギールの「喜び」で元の姿に戻りルーシィ以外の「妖精の尻尾」のメンバーを取り込んだが、ルーシィの代償召喚術によって呼び出された星霊王に破壊された。その後、他の「冥府の門」のエーテリアス共々ミラジェーンに吸収された。
ヘルズ・コア
「冥府の門」の再生（リボーン）地点であるラボ。冥王（マルド・ギール）との契約により肉体を失ってもこの場所で再生できる。また、人間の悪魔への改造にも使用される。ミラの接収で支配下に置かれ破壊された。
オリンピア
「魔女の罪」のエンジェルが所有する移動神殿。普段は海中でも呼吸が出来る構造になっているが、移動時には鳥のような羽と足が出た状態に変形し、頭部には砲台がある。
レジェンカ
アルバレス帝国のカードゲーム。ヤジール曰く攻略の鍵は「女神」のカードを手放さないことらしい。
ENDの書
最後にして最強のエーテリアスであるENDことナツの「悪魔的な力」が封印されている一冊の魔法書。この封印を解くにはマルド・ギール曰く「大陸中の魔力を消し、呪力を集める必要がある」らしく、そのためにフェイスを必要としていた。離れていても超高度の生体リンク魔法によりナツとは密接に繋がっており、傷つけられるとナツの体にもダメージが伝わる。1ページ分を開くだけでもナツに関する大量の情報が圧縮された悪魔の文字として空中に飛び出し、ナツ本人が重傷を負えば文字の一部が弾ける。それを書き換えることでナツを回復させることも出来るが、書き換えた者はナツの悪魔としての炎に体を侵蝕され闇に落ちる。
「冥府の門」のマルド・ギールによって守られていたが、フェイス破壊後に創造主であるゼレフに回収された。後のアルバレス帝国の戦いでゼレフの元から逃れたメイビスが入手しており、ナツを救うための手段としてルーシィ達の手に渡った。
ステラニウム
劇場版第2作に登場。ステラ王国で採掘される鉱石。星の光を吸収し美しく輝く性質を持ち、高い硬度から武器や防具の素材にも用いられる。
天狼玉（てんろうぎょく）
外伝『FAIRY TAIL ZERØ』に登場。天狼島に眠るS級秘宝である宝石で、島の聖なる証。しかし、実際には過去に邪悪な力を吸収しすぎて手に負えなくなり天狼島に封じられた危険な石であり、人間が物理的に触れるとその力に支配されてしまう。
「青い髑髏」の手によって一度天狼島から盗み出され、最終的にユーリの手に渡り彼を取り込み「青い髑髏」の象徴である青い骸骨の竜の石像に宿って暴走してしまうが、メイビスが発動した「ロウ」で邪悪な力を滅せられ砕けた。
爆発の服
『FAIRY GIRLS』で登場。「漆黒の仔鬼」のドムの発明品で、魔力爆発を起こすことができる服。後にシルバースパークも使用した。
無音飛空艇
『FAIRY GIRLS』で登場。「漆黒の仔鬼」の特製の乗り物。
巨大要塞ブラックベア
『FAIRY GIRLS』で登場。「漆黒の仔鬼」の本部。巨大なクマの形状でリモコンで操作することが可能。口からビームを放てる。
無限時計（むげんどけい）
アニメオリジナル。各人の時間に干渉して、年齢をコントロールしたり辛い記憶を呼び起こす時間魔法「リアルナイトメア」を発動させるための装置。星霊魔導士を組み込むことで力を発揮し、組み込まれた星霊魔導士は魔力だけが残り、身体も意識も失われてしまう。
6つの部品に分けられ、各地の遺跡に封印されていたが、「新生六魔将軍」に利用された「妖精の尻尾」と「レギオン隊」の手で部品を集められて完成。「新生六魔将軍」が所有者となり、ルーシィが組み込まれた。最終的には「新生六魔将軍」の敗北により所有権が無効となった為に元の部品に戻って各地に散らばり、このおかげでルーシィも元に戻る事が出来た。
無限城（むげんじょう）
無限時計の真の姿である魚型飛行船。船内にある無限時計本体が星霊魔導士と融合するためには、時間をかけた精神感応とその者の持つ時間の感覚＝記憶と一体化しなければならない為、無限城から地上に打ち下ろされた鎖はリアルナイトメアを伝播させ、地上の魔力とあらゆる記憶を取り込む。その為、鎖を断ち切れば、その分だけ融合は遅れることになる。

### 生物
星霊（せいれい）
星座をモチーフとした人外の存在。普段は星霊界に住んでおり、星霊魔導士と契約することによって人間界に召喚される。自力で人間界に来ることも可能だが、長時間の顕現はできず、無理をすれば消滅してしまう。それぞれが特殊な能力を持ち、人間界で召喚された際の能力の高さは契約した星霊魔導士の魔力に比例する。
黄道十二門（おうどうじゅうにもん）
星霊の中でも特別な力を持つ十二体（厳密には十三体）の星霊。アニメでは獅子宮のレオ（ロキ）が黄道十二門のリーダーを務めている。
バルカン
マカオが討伐依頼を受けた凶悪モンスター。ゴリラに似た姿をしており、知能が高い。人間を接収することで生きつなぐ。アニメでは亜種である森バルカンが登場している。
羽魚（はねさかな）
胸びれが翼になっている魚。獰猛な性格のようで油断しているとあちこちから群がってどんどん噛み付いてくる。よって、崖の上から釣るのが最適。珍味と噂されているが、味は非常に不味い。
毒ガスネズミ
ハッピーが請け負った依頼主のボロ家に住み着いた見るからに凶悪そうな顔構えのネズミ。大量にいるばかりか、毒ガスまで吐くという性質の悪い連中である。
エクシード
エドラスに住む猫に似た生命体。エドラスの生物で唯一体内に魔力を持つ。卵生により生まれ、人間と同等レベルの知性を持ち、二足歩行も行う。体の大きさは普通の猫と変わらないが、人間一人を抱える位の力はある。一部の者は人間の成人サイズになることができ、近衛師団に属するエクシードの大半は成人サイズで構成されている。
エドラスでは「天使」のような存在であり、人間達にとっては尊敬と畏怖の対象となっている。女王シャゴットが「他人の死を決定できる」という能力を持つと吹聴されてきたために強い権限を持つことから、エクシードのほとんどは人間を見下している。人間の考えに染まった者は堕天として取り締まられる。
しかし、実際は非力な種族であり、人間たちによる迫害から種族を守るためにシャゴットの予知能力を利用してエドラスでの地位を保っていたにすぎなかった。アニマの逆展開によりエドラスから排除され、全員がアースランドに移住し、マグノリアを拠点に暮らし始め、自分たちの傲慢さも改めるようになった。
本編の約6年前には、女王の命により「滅竜魔導士抹殺計画」が発動され、抹殺の使命を帯びた100人のエクシードが卵の状態でアースランドに送り込まれた。ハッピーとシャルルもこの中に含まれている。後にこの計画自体は方便に過ぎず、本来の目的は「未来に起こるエクスタリア崩壊から子供たちを逃がすこと」であったことが明らかになり、アースランドに来てからは避難させた子供たちを探している。
レギオン
エドラスに生息する、翼を持つ大型のモンスター。王国で多数が飼い慣らされている。
巨人
非常に巨大な体を持つ種族。太陽の村に住んでいる。
悪魔
異形の姿を持つ種族。大抵は邪悪な性質を持つ者が多いが、中にはガルナ島の住人達のような人間に変身する能力を持ち、人間に対して友好的である者達もいる。
エーテリアス
「ゼレフ書の悪魔」の総称。黒魔導士・ゼレフが書き上げた悪魔の書から生まれた悪魔で、一国の軍隊にも匹敵する強さを持つ生物兵器。名前の由来は魔法を形成する「エーテル」から来ている。その召喚法を一冊の本にまとめており、悪魔一体につき本一冊で呼び出せる。通常はその強大な力と本性を抑制して本来とは違う姿で行動しているが、真の力を解放する際に悪魔としての正体・エーテリアスフォームを現す。魔力とは異なる呪力を有するため、魔封石やフェイスなどの魔導士の魔力を封じる効果を持つ道具や魔法は通用しない。「冥府の門」はこのエーテリアスで構成されている。
元々は不死身となってしまったゼレフが自身を呪い、そんな自分を殺すために生み出されたのがエーテリアスである。ただしエーテリアスの大半は「ゼレフの元に還る」という強い強迫観念による遺伝子レベルの命令として受けており、このことに気付いているのはマルド・ギールしかいない。仮に創造主であるゼレフが殺されるとエーテリアスも死亡する。
魔障粒子（ましょうりゅうし）
空気中のエーテルナノを破壊して汚染していく黒い霧のようなもの。微量の鉄分が含まれており、この霧を吸い込めば魔力欠乏症や魔障病などの魔導士にとっては死に至る病を引き起こす。口だけではなく皮膚からも吸収される。エーテリアスの中でもテンペスターとキースがその体組織内に所有しており、ブラッドマンは肉体そのものが魔障粒子で構成されている。
悪魔因子
「冥府の門」が人間を悪魔に改造する際に体内に流し込む因子。ミラジェーンは「サタンソウル」を使うためにこの因子を持っている。
悪魔の卵
外伝『TALE OF FAIRY TAIL ICE TRAIL 〜氷の軌跡〜』に登場。外見は巨大な黒い球体に近い。孵化させるには十年以上もかかる代物。
機械族（マキアス）
魔法を使う機械（ロボット）のような種族。錬金術の一種と言われる能力を持つ。体は有機金属で出来ているため雷属性の魔法に弱く、匂いを感知する機能が無い。
竜（ドラゴン）
作中の世界でも滅多に見られない存在とされている生物（そのため絶滅したという噂が広まっており、マルド・ギールからも「忘れられし種族」と呼ばれていた）。ジルコニス曰く「竜族はこの世界の王であり、この世の全ては竜族のものだった」とのこと。400年前のイシュガルの大陸ではドラグノフ王国をはじめ人と竜が共存する国がいくつもあり、人間との間で「大憲章（マグナカルタ）」という盟約を交わした。
知性・嗅覚が高く言葉を話し、巨大な体と膨大な魔力を持つ。基本的に滅竜魔法以外の攻撃は一切効果がなく、エクリプスでやってきた竜達に対して大魔闘演舞に出場した全てのギルドの魔導士達が交戦したが、エルザを始めカグラやリオン、一夜、バッカスといった実力者はおろかマカロフとジュラ、更には滅神魔導士のシェリアとオルガの攻撃すら効果がなかった。加えて滅竜魔導士と竜の力量の差でナツ達滅竜魔導士の攻撃もほとんど効かなかった。体表にある鱗は体から離れると色素が薄くなり、人間の手でも触れることが出来る。
400年以上前に起きた竜王祭において、ほとんどの竜はアクノロギアの手によって滅んだ。その遺骨はフィオーレ王国の首都クロッカスのドムス・フラウの地下に眠っている。
ブリザードバーン
アニメオリジナル。ハコベ山などに生息するワイバーンの姿をしたモンスター。通称は白ワイバーンとも言い草食。鱗は高値で売れる。

### その他
評議院
魔法界全体の秩序を保つためにルールを取り決めている機関。
当初は体面を保つためにエルザを一時的に逮捕したり、「楽園の塔」の一件ではエーテリオンの使用を「使えば未来永劫非難される」という理由で躊躇う等、世間体を保とうとする俗人の集まりのように描かれ、ジークレインことジェラールに呆れられる有様だった。そのジェラールに利用された後、議員の大半が入れ替えとなるが、先の失敗を繰り返さないよう強硬な姿勢を取るようになり、特に「妖精の尻尾」を危険視する。しかし、今度は何かと「妖精の尻尾」を潰す口実を求め、「冥府の門」の問題を先延ばしにするなど古株のオーグや実行部隊のラハールとメストに呆れられていた。後に「冥府の門」によって現評議員は殺され事実上の壊滅状態になったが、事件後（マカロフやゴッドセレナを除く）聖十大魔道が集まり評議院を再結成した。
検束魔導士
評議院に属する魔導士で、違法行為を犯した魔導士を検挙・拘束する権限を持つ。
ERA（エラ）
魔法評議会会場。
ルーンナイト
評議院傘下の強行検束部隊。かつては「青い天馬」のイヴが所属していた。
ギルド間抗争禁止条約
第二次通商戦争が切っ掛けで締結したギルド同士の抗争を禁止する条約。対象は正規ギルドだけでなく、闇ギルドも一応枠内に入るので、闇ギルドへの武力行使は評議院の意を受けた検束魔道士でなければ、理由に関係なく犯罪行為にされうるなどの問題点を抱えている。
J（ジュエル）
作中の世界の通貨単位。
定例会
地方のギルドマスターが集まって定期報告をする場。
オニバスモーターズ
魔導四輪車を販売している。
クエスト
各ギルドを通して依頼される仕事。中でも認められた者のみが請け負うことの出来る危険な依頼をS級クエストといい、難易度が上がるごとにSS級クエスト・10年クエスト・100年クエストと呼ばれている。
S級魔導師
S級クエストを初めとした上位クエストに参加できるだけの力を持つ魔導士。
聖十大魔道（せいてんだいまどう）
通称聖十。大陸で特に優れた10人の魔導士のこと。マカロフ、ジュラがこれに当たる。ジョゼ、ジークレイン（ジェラール）もこの称号を有していたが、それぞれ問題を起こしたことで剥奪された。
イシュガルの四天王
聖十の上位4人を指し、その強さは人外並といわれている。「イシュガル」とは作中の舞台になる大陸の古い名前を指す。ゴッドセレナ、ハイベリオン、ウルフヘイム、ウォーロッドがこれに当たる。
紋章
ギルドの一員が服もしくは体の一部につけている所属ギルドのマーク。その形態は魔力・刺青などギルドや個人によって多種多様となっている。「妖精の尻尾」ではスタンプを体の一部に押して付着させる。
また、天狼島では「妖精の尻尾」の紋章を持つ者には天狼樹の加護が与えられるなどといった効力もある。
エーテルナノ
大気中に存在する魔力の微粒子。魔導士の魔力が切れると体が自動的に吸収する。
魔力欠乏症（まりょくけつぼうしょう）
大量の魔力を一度に消費する事で全身の筋力が低下してしまう症状。
アンチエーテルナノ腫瘍
長年の魔力のオーバーヒートが原因で体内に悪性の塊が出来る病気。手術で取り除かなければ死亡するほど重い病だが、イシュガルでもこれを治せる医者はいない。
第二魔法源（セカンドオリジン）
どの魔導士にもある潜在能力でいわゆる「二つ目の器」のようなもの。解放すると魔法の使用時間が増え、より強力な魔法を使えるようになる。作中ではウルティアが「時のアーク」を使って激痛と引き換えにナツ達が使える状態にしている。
第三魔法源（サードオリジン）
魔導士が今後手にする可能性のある「未来の力」をその時点で使い切る秘術。限界を超えた桁外れの魔力を得られるがその代償として体内からエーテルナノが完全に消え去って二度と生成されなくなり、今後一切魔法が使えなくなる。
大魔闘演武（だいまとうえんぶ）
天狼組が不在の間にできたフィオーレ一の魔導士ギルドを決める祭。フィオーレ王国の首都クロッカスで開催される。幾つかの競技の総合点で優勝が決まるが、競技の内容は毎年変わり一貫性は無いため予測は不可能。出場チームのギルドの紋章を持たない者やギルドマスターは参加できない。優勝賞金は3千万J。X791年まではエクリプス建造のために、参加している魔導士達からこの大会で少しずつ魔力を奪っていた。X792年には勝ち抜きのトーナメント方式を取っている。
王国一のトレジャーハンターギルドを決める「大秘宝演武」という類似した大会もある。
第二次通商戦争
領主同士の通商権争いが激しかったX686年7月に起きた戦争。当時は魔導士ギルドも傭兵として巻き込まれ、X690年に終結した。しかし、魔導士ギルドの介入が原因で第一次に比べ各地での死者の数は数十倍に上り、これによりギルド間抗争禁止条約が締結された。この戦いでメイビスは軍師の才を発揮した。
竜王祭（りゅうおうさい）
400年以上前、人間との共存を望むイシュガルの竜とそれに反対するアラキタシアの竜との間で起きた戦争。フィオーレ王家では古の災厄として語り継がれ、大魔闘演舞のかつての呼び名でもあった。ダートン曰く「竜と人と魔の宴」。なお、「竜王祭」とはイシュガルでの呼び名であり、アラキタシアでは「最終戦争（ラグナロク）」と呼ばれる。
当初、共存派の竜はアラキタシアの竜の物量とイシュガルで共存を望まない竜の敵対により戦況は芳しくなく、アイリーンの付加術で人間達に滅竜魔法を与えることで戦争に参加させ、次第に反対派の竜を追い詰めていく。しかし、滅竜魔導士から本当の竜になってしまったアクノロギアにより共存派を含むほとんどの竜を滅ぼされ、それにより戦争は勝敗もなく終結し、アクノロギアは竜の王になるという結果になってしまった。
大魔闘演舞終了後にエクリプスから現れた竜と滅竜魔導士達が交戦し、更にローグの支配を逃れたアトラスフレイムがナツと共闘したことによって竜王祭が再現されることになってしまった。後にアルバレス帝国皇帝のゼレフは「妖精の心臓」を持ってアクノロギアを滅ぼすべく、フィオーレに戦争を仕掛けて三度目の竜王祭を起こそうとする。

## 地名

### アースランド
本作の主要な舞台となる世界。世界中の人々の一割程度が魔導士の素質を持つ。エドラスにおいては「地上」とも呼ばれる。いくつかの大陸が存在し、作中では「大陸（イシュガル）」「西の大陸（アラキタシア）」「北の大陸（ギルティナ）」が登場している。
フィオーレ王国
作中の主な舞台である国家。イシュガルの大陸に位置し、ギルドの数はイシュガル全体で約500。王はトーマ・E・フィオーレ。人口1700万人。主な産業は酪農・園芸農業。X622年、永世中立国に認められた。飲酒は15歳以上から認められる。領内にある街は草や花の名前から付けられている。
X792年にはイシュガルに攻めてきたアルバレス帝国のアイリーンの「ユニバースワン」で国の面積が20分の1以下まで縮小され、その形や建造物の位置も大きく変わったが、アイリーンが自害したことで魔法は解け国は元の形に戻った。
クロッカス
フィオーレ王国の首都。「花咲く都」とも呼ばれ、街の至る所に花が咲いている。中央にフィオーレ王の居城「華灯宮メルクリアス」に中央広場「リ・イン・クリスタル」、西の山に大魔闘演武の会場「ドムス・フラウ」が存在する。また、街の一角にフィオーレ有数のサマーレジャースポット「リュウゼツランド」がある。
マグノリア
王国東方にある街。人口6万人で古くから魔法も盛んな商業都市。「妖精の尻尾」の本拠地。街の中心にはフィオーレ三大教会の一つ「カルディア大聖堂」が建っており、花粉が多い。ギルダーツの「クラッシュ」の被害に遭わないために、「妖精の尻尾」の手前が左右に分かれ動くようになっている。
外伝『FAIRY TAIL ZERØ』では「妖精の尻尾」が誕生する前のX696年時点において、闇ギルド「青い髑髏」によって青い骸骨の竜の石像が建てられ荒廃した姿が描かれている。
ハルジオン
フィオーレ南方にある魔法より漁業が盛んな港街。近くにガルナ島がある。ナツ&ハッピーとルーシィが出会い、その時にナツにより港が半壊したが、無事に立ち直った。X792年にはイシュガルに攻めてきたアルバレス帝国のディマリア達に制圧されたが、グレイ達や「蛇姫の鱗」「人魚の踵」の活躍で奪還に成功した。
外伝『FAIRY TAIL ZERØ』では、天狼島を出たメイビスとゼーラが初めて目の当たりにした「外の世界」にして、メイビスが闇ギルド「青い髑髏」の構成員を相手にプレヒトと共に最初の実戦を行った場所でもある。
ルピナス
城下町を持った都市。ナツにより二度も街を壊されている。
チューリィ村
ナツが時計台を破壊した村。X792年には時計台は修繕されている（変な境界線が出来ているが）。
フリージア
ナツが教会を全焼させた街。
ハコベ山
夏季でも雪に覆われている山。
シロツメ
エバルーやカービィが住んでいる街。エバルーの絶対的権力下に置かれていたが、彼の逮捕により支配から解放された。
オニバス
マグノリアより商業が盛んな都市。
クヌギ
オニバスの近くの街。
オシバナ
クヌギの近くの街。「鉄の森」が駅を占拠した。
オーク
王国北東にある街。「幽鬼の支配者」の本部があった。
クローバー
ギルドマスター達が定例会をしている街。
フィオーレ
評議会支部がある場所。
鳳仙花村
マグノリア西部に位置する東洋建築の並ぶ温泉観光地。居酒屋や旅館などが立ち並ぶ静かで小さな村である。
アカネ
王国で最も人気のある海辺の観光地。リゾートホテルやビーチがある。
カ＝エルム
フィオーレの接国で、国境近くに楽園の塔があった場所。
アカリファ
マグノリア西部に位置する商業都市。ルーシィの父・ジュードがここにある「LOVE&LUCKY」で働くことになる。
ワース樹海
ニルヴァーナが封印されていた樹海。
霊峰ゾニア
フィオーレ北方にある雪山。かつて黒き天女と白き天女が一人の男を巡って争い、白き天女が勝利したことで永遠に雪が降り続ける地になったと言われる。ギルダーツは100年クエストの途中、ここでアクロノギアに遭遇した。X792年にはイシュガルに攻めてきたアルバレス帝国のアイリーンの魔法で辺り一面広大な花畑になった。
ローズマリー村
エルザとシモン、カグラの出身地。楽園の塔建設を目的とする黒魔法を崇拝する教団に大人達を殺され、カグラ以外の子供が奴隷として連れ去らわれた。
マーガレット
「蛇姫の鱗」が拠点を置く町。
アメフラシ村
マーガレットの東にある誰も住んでいない村。「妖精の尻尾」解散後のグレイとジュビアが暮らしていたが、グレイが「黒魔術教団」に潜入するためジュビアの元から失踪したのが原因で雨女に戻った彼女によりこの村だけ常時雨が降るようになった。
ミカゲの森
「黒魔術教団」の支部である古い教会がある森。
マルバ
「黒魔術教団」が「浄化作戦」決行に選んだ街。人口3万人。
ボスコ
フィオーレの東に位置する隣国。ボラが奴隷を売り払おうしていた。X792年にはイシュガルに攻めてきたアルバレス帝国のゴッドセレナ達によってギルドはほぼ全滅・制圧された。
ガルナ島
人間の姿に変身できる悪魔達が住んでいる島。「呪われた島」と呼ばれているが、実際は平和で穏やかである。
天狼島（てんろうじま）
フィオーレ王国近海にある「妖精の尻尾」の聖地。巨大な大樹「天狼樹」が島の中央部にそびえ、「妖精の尻尾」の紋章を刻む者に加護を与える。緑豊かな島で、様々な動物が生息している。初代「妖精の尻尾」マスターのメイビスの墓がある。X792年にはイシュガルに攻めてきたアルバレス帝国のアイリーンの「ユニバースワン」でフィオーレ本土と陸続きになった。
外伝『FAIRY TAIL ZERØ』作中におけるX689年時点では「赤い蜥蜴」の本拠地と村があったが、闇ギルド「青い髑髏」の襲撃で壊滅し、住民は森に逃げ延びたメイビスとゼーラを除き皆殺しにされた。
太陽の村
巨人が住み、永遠の炎（アトラスフレイム）を守護神として信仰している村。
ドグゼリ渓谷大空洞
低温高湿度な環境の場所。ここにフェイスの一つが封印されていた。
カラコール島
イシュガルとアラキタシアの間にある観光地。スターマンゴーが絶品。ブランディッシュの魔法で鳥がやっと乗れるサイズまで縮小された。
アルバレス帝国
イシュガルの西にあるアラキタシアの大陸に位置する大国。皇帝はスプリガン（ゼレフ）。正規・闇を合わせアラキタシアにあった730もの魔導士ギルド全てを統一することで造られた超軍事魔法帝国。首都は「ヴィスタリオン」。
元はゼレフがアクロノギアに対抗するために何百年も前から造り出した国家。アルバレス帝国編の約10年前には「妖精の尻尾」のルーメン・イストワールを手に入れるために一度イシュガルに侵攻するが、評議院のエーテリオンやフェイスの存在もあって作戦を中止した。X792年にはゼレフがアクロノギアにもイシュガルにも勝てると確信したことで再びイシュガルへの侵攻・殲滅作戦を始める。X793年には女王となったヒスイは、帝国自身とフィオーレの関係を再構築し始めたり、アジィール・ラムルは弟のナツによって殺されたゼレフに代わる新たな王として擁立されている。
ミルディアン魔術学院
400年前にゼレフが通っていた魔法の学院。生と死を司るというアンクセラム神を信仰するが、その怒りに触れ呪いにかかったゼレフによって教授や他の生徒も死んでしまった。
ミルディアン
時の神たるクロノスが祀られていた古の時の都。アルバレス帝国のディマリアはこの都の末裔。『RAVE』にも同名の町が登場。
ドラグノフ王国
400年前のイシュガルに存在した、代々人と竜が共に歩んできた国家。女王はアイリーン。アラキタシアの竜から人と竜の共存関係を守るために竜王祭を繰り広げていた。
星霊界（せいれいかい）
星霊達が住む世界。1日が人間界での約3ヶ月に相当する。人間の星霊界への侵入自体が星霊魔導士にとっては重大な契約違反になる。通常、人間は息ができずに死んでしまうらしいが、星霊の服を着ることで活動は可能。
アストラル・スピリタス
アニメオリジナル。人間界と星霊界の狭間に存在する異空間。その入り口はマグノリアの南にある。この空間はオフィウクスの身体そのものであり、彼女の意思により地形や空間が変化する。空間内にはオフィウクスによって創られた黄道十二門の紋章が刻まれた十二（後に十三）の扉があり、各々の星霊が存在する空間へと繋がっている。
ステラ王国
劇場版第2作の舞台。イシュガル南東に位置する島国。フィオーレよりも標高が高い土地にあるため気温も比較的低く、「星々の国」と称されるほど綺麗な星空で有名。首都は「アルタイル」。
BLACK VOX（ブラック ヴォックス）
外伝『TALE OF FAIRY TAIL ICE TRAIL 〜氷の軌跡〜』に登場。トーチが刑務所長を務める超一級の魔導監獄。宙を浮く巨大な黒い正方形の建物で、内部には中央の「監制塔」と牢屋である無数の黒い正方形の形をした「牢匣（ハコ）」がある。
ベロニカ公国
劇場版1作の舞台。

### エドラス
アースランドの平行世界。空には幾つもの島が浮遊している。アースランドとは違った動植物の生態・文化・歴史が根付いているが、名前や容姿が同じ人物が存在している。この世界に住む人々は体内に魔力を持たず、魔水晶を組み合わせた道具を魔法として使用する。しかし、魔水晶を消費し続けたことにより魔力の枯渇が進みつつある。そのため、王国軍以外の魔法所持が禁止されるようになった。アースランドの人間はこの世界では魔法が使えなくなるが、エクスボールを服用することで回避可能。後にアニマの逆展開により全ての魔力がアースランドに流れ、魔法が完全に失われた。
王都
人間の国。首都に魔力のほとんどを集め独占している。エドラス城内には魔力で動く遊園地「E-LAND（イーランド）」がある（全てのアトラクションをヒューズの「コマンドタクト」で操る事が出来る）。
永遠の魔力を得るためには手段を選ばず、数年前からアニマを利用してアースランドから魔力を搾取し、さらには従属していたエクシードからも魔力を奪うために天使殲滅作戦「コードETD（エクシード・トータル・デストラクション）」を発令するに至る。
エクスタリア
エクシードだけの国家。王国の上空を浮遊する島に建国されている。
魔水晶衝突回避のために全国民が島を出た後、アニマの逆展開により島を浮かせるための魔力が失われたことにより崩壊した。
妖精の尻尾
王国から解散命令を出されながらもそれを拒む、エドラス最後の魔導士ギルド（そのため、闇ギルドとなっている）。大木を模した建物を魔法で移動させながら王国から逃げ続けている。マスターは死亡しており、エドラスのルーシィが暫定的なリーダーを務める。
ルーエン
エドラスにある町の一つ。ナツ達はここで「封炎剣」などの魔法の武器を買った。
シッカ
エドラスにある町の一つ。ナツ達はここでエドナツに会った。
トライア
エドラス王都の近くにある町。

## 備考

### 『RAVE』との関係性
この作品には同作家の前連載作品『RAVE』からの客演があるが、作者自身が「あれはファンサービス的なもの」としており、『RAVE』と『FAIRY TAIL』は全く関係のない別々の世界の物語である。ただし、建築様式、生活様式などの世界観は『RAVE』に通ずるものもある。また、「テン・コマンドメンツ」や「オラシオンセイス」など、共通の用語も登場している。
作中にはハルやエリーなどRAVEの登場人物らしき人物がモブに登場している。なお、ジークやプルーは設定を完全に変更した上で以降も出演している。
第91話ではセルフパロディーとして『RAVE』のコスプレをしたナツとルーシィが扉ページに登場した。
『マガジンSPECIAL』2011年No.5では、両作のコラボレーションが行われ、単行本39巻の特装版に追加要素を加え映像化したOAD『FAIRY TAIL × RAVE』として収録されている。
アニメにおいては、第126話・第136話にケツプリ団が登場している。

### 読切版『FAIRY TALE』について
『FAIRY TALE』は『マガジンFRESH』2002年9月3日増刊号に読切で掲載された。しかし、本作とはタイトルの読みだけが類似しているだけで、内容は「火の民」の少年シルバと「水の民」の少女エルが魔女に盗まれた「デビルマ全書」を取り戻す、という全くの別物である。こちらは現在短編集「ましまえん」の1巻に収録されている。
本作のタイトル『FAIRY TAIL』は「妖精の尻尾」という意味であり、読切作品のタイトル『FAIRY TALE』は「おとぎ話」という意味である。前者が「フェアリーテイル」、後者が「フェアリーテール」と記載されている。
連載版でのフェアリーテイルは魔導士ギルドの名称である。『FAIRY TALE』は元々『RAVE』の次の連載案であった作品であるが、スケジュールの都合から読切として発表された。

## 受賞
- 第33回講談社漫画賞少年部門
- ジャパン エキスポ アワード2009 少年漫画部門 最優秀少年漫画賞
- ゾンデルマンコミック賞 漫画部門 最優秀国際漫画賞

## スピンオフ作品
FAIRY TAIL ZERØ（フェアリーテイル ゼロ）
『月刊 FAIRY TAIL マガジン』2014年1号（創刊号）から2015年13号まで連載された。全13話。原作者の真島が本編と並行して執筆。メイビスが主人公を務めており、幼少時代の彼女が成長し後に「妖精の尻尾」を創設するまでを描いた外伝。2016年1月〜3月に本編の枠でテレビアニメ化されている。
TALE OF FAIRY TAIL ICE TRAIL 〜氷の軌跡（こおりのきせき）〜
『月刊 FAIRY TAIL マガジン』2014年1号（創刊号）から2015年13号まで連載された。全13話。漫画は白土悠介が担当。少年時代のグレイが主人公のエピソードで、彼が「妖精の尻尾」に加入するまでを描いた作品。
FAIRY TAIL ブルー・ミストラル
『なかよし』2014年9月号から2016年1月号まで連載された。全16話。漫画は渡辺留衣が担当。「妖精の尻尾」に加入したばかりの頃のウェンディが主人公となり、シャルルと共にクエストを受けながら竜の目撃情報を追っていく。
FAIRY GIRLS
『マガジンSPECIAL』2014年No.12から2016年No.9まで連載された。全21話。漫画はBOKUが担当。大魔闘演武編と冥府の門編の間に位置し、ルーシィ、エルザ、ウェンディ、ジュビアの4人を主人公にした作品。
FAIRY TAIL外伝
『マガジンポケット』で連載。漫画は芝野郷太。
剣咬の双竜（けんがみのそうりゅう）
2015年49号まで連載された。全15話。「冥府の門」編後のスティングとローグをはじめとする「剣咬の虎」のメンバーが主役の作品。
ロードナイト
2015年51号より連載。全17話。ガジルを主人公とした作品で、大魔闘演武編後「幽鬼の支配者」に入る前の過去が明かされる話と、「妖精の尻尾」が解散した間に評議員となった時の話が描かれている。
雷豪一閃（らいごういっせん）
全19話。「妖精の尻尾」解散後、「青い天馬」に所属していたラクサスを主人公とした作品。
FAIRY TAIL 100 YEARS QUEST
『マガジンポケット』にて連載。漫画は上田敦夫。ナツたちは依頼「100年クエスト」を受けるべくギルティナ大陸を訪れた。そこで待っていた依頼主はドラゴンだった。本編の続編となる物語でネームも原作者の真島が担当している。
FAIRY TAIL ハッピーの大冒険
『マガジンポケット』にて連載。全80話。漫画は坂本憲司郎。異世界に転移してしまったハッピーを主人公とした冒険譚。
FAIRY TAIL CITY HERO
『マガジンポケット』にて連載。全45話。漫画は安東汐。「妖精の尻尾」の面々が警察官、闇ギルド側は犯罪者や暴走族となった世界観で繰り広げられる刑事もの。

## 書誌情報

### 漫画
- 真島ヒロ 『FAIRY TAIL』 講談社〈講談社コミックス〉、全63巻
  1. 2006年12月15日発売[5]、ISBN 4-06-363771-9
  2. 2007年1月17日発売[6]、ISBN 978-4-06-363782-3
  3. 2007年3月16日発売[7]、ISBN 978-4-06-363810-3
  4. 2007年5月17日発売[8]、ISBN 978-4-06-363832-5
  5. 2007年7月17日発売[9]、ISBN 978-4-06-363857-8
    - 限定版（同日発売[10]）、ISBN 978-4-06-362091-7

  6. 2007年9月14日発売[11]、ISBN 978-4-06-363890-5
  7. 2007年11月16日発売[12]、ISBN 978-4-06-363914-8
  8. 2008年1月17日発売[13]、ISBN 978-4-06-363940-7
  9. 2008年3月17日発売[14]、ISBN 978-4-06-363965-0
  10. 2008年5月16日発売[15]、ISBN 978-4-06-363986-5
  11. 2008年8月12日発売[16]、ISBN 978-4-06-384023-0
  12. 2008年10月17日発売[17]、ISBN 978-4-06-384050-6
  13. 2008年12月17日発売[18]、ISBN 978-4-06-384075-9
  14. 2009年3月17日発売[19]、ISBN 978-4-06-384098-8
  15. 2009年5月15日発売[20]、ISBN 978-4-06-384136-7
  16. 2009年7月17日発売[21]、ISBN 978-4-06-384158-9
    - 限定版（同日発売[22]）、ISBN 978-4-06-362145-7

  17. 2009年9月17日発売[23]、ISBN 978-4-06-384185-5
  18. 2009年11月17日発売[24]、ISBN 978-4-06-384211-1
  19. 2010年1月15日発売[25]、ISBN 978-4-06-384233-3
  20. 2010年3月17日発売[26]、ISBN 978-4-06-384266-1
  21. 2010年5月17日発売[27]、ISBN 978-4-06-384296-8
  22. 2010年8月17日発売[28]、ISBN 978-4-06-384346-0
  23. 2010年10月15日発売[29]、ISBN 978-4-06-384379-8
  24. 2010年12月17日発売[30]、ISBN 978-4-06-384416-0
    - 特装版（同日発売[31]）、ISBN 978-4-06-358333-5

  25. 2011年2月17日発売[32]、ISBN 978-4-06-384442-9
  26. 2011年4月15日発売[33]、ISBN 978-4-06-384473-3
    - 特装版（同日発売[34]）、ISBN 978-4-06-358334-2

  27. 2011年6月17日発売[35]、ISBN 978-4-06-384502-0
    - 特装版（同日発売[36]）、ISBN 978-4-06-358335-9

  28. 2011年8月17日発売[37]、ISBN 978-4-06-384533-4
  29. 2011年10月17日発売[38]、ISBN 978-4-06-384563-1
  30. 2011年12月16日発売[39]、ISBN 978-4-06-384597-6
  31. 2012年2月17日発売[40]、ISBN 978-4-06-384628-7
    - 限定版（同日発売[41]）、ISBN 978-4-06-358369-4

  32. 2012年4月17日発売[42]、ISBN 978-4-06-384654-6
  33. 2012年6月15日発売[43]、ISBN 978-4-06-384686-7
    - 特装版、ISBN 978-4-06-358402-8

  34. 2012年8月17日発売[44]、ISBN 978-4-06-384719-2
  35. 2012年11月16日発売[45]、ISBN 978-4-06-384765-9
    - 特装版（同日発売[46]）、ISBN 978-4-06-358414-1

  36. 2013年2月15日発売[47]、ISBN 978-4-06-384810-6
    - 特装版（同日発売[48]）、ISBN 978-4-06-358426-4

  37. 2013年4月17日発売[49]、ISBN 978-4-06-384845-8
  38. 2013年6月17日発売[50]、ISBN 978-4-06-384876-2
    - 特装版（同日発売[51]）、ISBN 978-4-06-358442-4

  39. 2013年8月16日発売[52]、ISBN 978-4-06-394908-7
    - 特装版（同日発売[53]）、ISBN 978-4-06-358454-7

  40. 2013年10月17日発売[54]、ISBN 978-4-06-394941-4
  41. 2013年12月17日発売[55]、ISBN 978-4-06-394982-7
  42. 2014年3月17日発売[56]、ISBN 978-4-06-395009-0
  43. 2014年5月16日発売[57]、ISBN 978-4-06-395077-9
  44. 2014年7月17日発売[58]、ISBN 978-4-06-395124-0
  45. 2014年9月17日発売[59]、ISBN 978-4-06-395186-8
  46. 2014年11月17日発売[60]、ISBN 978-4-06-395241-4
  47. 2015年1月16日発売[61]、ISBN 978-4-06-395287-2
  48. 2015年3月17日発売[62]、ISBN 978-4-06-395343-5
  49. 2015年5月15日発売[63]、ISBN 978-4-06-395406-7
  50. 2015年7月17日発売[64]、ISBN 978-4-06-395435-7
    - 限定版（同日発売[65]）、ISBN 978-4-06-362302-4

  51. 2015年9月17日発売[66]、ISBN 978-4-06-395489-0
    - 限定版（同日発売[67]）、ISBN 978-4-06-362311-6

  52. 2015年11月17日発売[68]、ISBN 978-4-06-395538-5
  53. 2016年1月15日発売[69]、ISBN 978-4-06-395577-4
  54. 2016年3月17日発売[70]、ISBN 978-4-06-395626-9
  55. 2016年5月17日発売[71]、ISBN 978-4-06-395675-7
    - 特装版（2016年5月14日発売[72]）、ISBN 978-4-06-358824-8

  56. 2016年7月15日発売[73]、ISBN 978-4-06-395715-0
  57. 2016年9月16日発売[74]、ISBN 978-4-06-395761-7
    - 限定版（同日発売[75]）、ISBN 978-4-06-358839-2

  58. 2016年11月17日発売[76]、ISBN 978-4-06-395804-1
    - 特装版（同日発売[77]）、ISBN 978-4-06-397003-6

  59. 2016年12月16日発売[78]、ISBN 978-4-06-395831-7
    - 特装版（同日発売[79]）、ISBN 978-4-06-397004-3

  60. 2017年3月17日発売[80]、ISBN 978-4-06-395897-3
  61. 2017年5月17日発売[81]、ISBN 978-4-06-395945-1
  62. 2017年9月15日発売[82]、ISBN 978-4-06-510034-9
    - 限定版、ISBN 978-4-06-510288-6

  63. 2017年11月17日発売[83]、ISBN 978-4-06-510390-6
    - 特装版（同日発売[84]）、ISBN 978-4-06-510824-6
- 真島ヒロ（原作） / 渡辺留衣（作画） 『FAIRY TAIL ブルー・ミストラル』 講談社〈講談社コミックスなかよし〉、全4巻 
  1. 2015年1月16日発売[85]、ISBN 978-4-06-364456-2
  2. 2015年5月15日発売[86]、ISBN 978-4-06-364470-8
  3. 2015年9月17日発売[87]、ISBN 978-4-06-364485-2
  4. 2016年1月15日発売[88]、ISBN 978-4-06-364498-2
- 真島ヒロ（原作） / BOKU（作画） 『FAIRY GIRLS』 講談社〈講談社コミックス〉、全4巻
  1. 2015年5月15日発売[89]、ISBN 978-4-06-395407-4
  2. 2015年11月17日発売[90]、ISBN 978-4-06-395539-2
  3. 2016年3月17日発売[91]、ISBN 978-4-06-395627-6
  4. 2016年9月16日発売[92]、ISBN 978-4-06-395760-0
- 真島ヒロ（原作） / 白土悠介（作画） 『TALE OF FAIRY TAIL ICE TRAIL 〜氷の軌跡〜』 講談社〈講談社コミックス〉、全2巻
  1. 2015年9月17日発売[93]、ISBN 978-4-06-395502-6
  2. 2015年9月17日発売[94]、ISBN 978-4-06-395503-3
- 真島ヒロ 『FAIRY TAIL ZERØ』 講談社〈講談社コミックス〉、2015年11月17日発売[95]、ISBN 978-4-06-395540-8
- 真島ヒロ（原作） / 芝野郷太（作画） 『FAIRY TAIL外伝』 講談社〈講談社コミックス〉、全3巻
  1. 「剣咬の双竜」2016年1月15日発売[96]、ISBN 978-4-06-395578-1
  2. 「ロードナイト」2016年5月17日発売[97]、ISBN 978-4-06-395676-4
  3. 「雷豪一閃」2016年11月17日発売[98]、ISBN 978-4-06-395805-8
- 真島ヒロ 『FAIRY TAIL S』 講談社〈講談社コミックス〉、既刊2巻（2016年9月16日現在）
  1. 2016年9月16日発売[99]、ISBN 978-4-06-395758-7
  2. 2016年9月16日発売[100]、ISBN 978-4-06-395759-4
- 真島ヒロ（原作） / 上田敦夫（作画） 『FAIRY TAIL 100 YEARS QUEST』 講談社〈講談社コミックス〉、既刊21巻（2025年8月7日現在）
  1. 2018年11月9日発売[101]、ISBN 978-4-06-513398-9
  2. 2019年3月8日発売[102]、ISBN 978-4-06-514119-9
  3. 2019年7月9日発売[103]、ISBN 978-4-06-515724-4
  4. 2019年11月8日発売[104]、ISBN 978-4-06-517305-3
  5. 2020年3月9日発売[105]、ISBN 978-4-06-518450-9
  6. 2020年6月9日発売[106]、ISBN 978-4-06-519429-4
  7. 2020年10月9日発売[107]、ISBN 978-4-06-521026-0
  8. 2021年2月9日発売[108]、ISBN 978-4-06-522350-5
  9. 2021年2月9日発売[109]、ISBN 978-4-06-524017-5
  10. 2021年11月9日発売[110]、ISBN 978-4-06-525984-9
  11. 2022年3月9日発売[111]、ISBN 978-4-06-527265-7
  12. 2022年7月8日発売[112]、ISBN 978-4-06-528381-3
  13. 2022年11月9日発売[113]、ISBN 978-4-06-529716-2
  14. 2023年4月7日発売[114]、ISBN 978-4-06-531285-8
  15. 2023年8月8日発売[115]、ISBN 978-4-06-532600-8
  16. 2023年12月7日発売[116]、ISBN 978-4-06-533891-9
  17. 2024年4月9日発売[117]、ISBN 978-4-06-535160-4
  18. 2024年8月7日発売[118]、ISBN 978-4-06-536506-9
    - 特装版（同日発売[119]）、ISBN 978-4-06-536674-5

  19. 2024年12月9日発売[120]、ISBN 978-4-06-537768-0
  20. 2025年4月9日発売[121]、ISBN 978-4-06-539041-2
  21. 2025年8月7日発売[122]、ISBN 978-4-06-540351-8
- 真島ヒロ（原作） / 坂本憲司郎（作画） 『FAIRY TAIL ハッピーの大冒険』 講談社〈講談社コミックス〉、全8巻[注 17]
  1. 2018年12月7日発売[123]、ISBN 978-4-06-514275-2
  2. 2019年2月15日発売[124]、ISBN 978-4-06-514938-6
  3. 2019年4月17日発売[125]、ISBN 978-4-06-516040-4
  4. 2019年10月9日発売[126]、ISBN 978-4-06-517562-0

- 真島ヒロ（原作） / 坂本憲司郎（作画） 『FAIRY TAIL CITY HERO』 講談社〈講談社コミックス〉、全4巻
  1. 2019年3月4日発売[127]、ISBN 978-4-06-514784-9
  2. 2019年7月9日発売[128]、ISBN 978-4-06-515722-0
  3. 2019年10月9日発売[129]、ISBN 978-4-06-517209-4
  4. 2020年2月7日発売[130]、ISBN 978-4-06-517879-9

### 小説
- 真島ヒロ（原作・イラスト） / 川崎美羽（著） 『FAIRY TAIL』 講談社〈講談社ラノベ文庫 / KCデラックス〉、既刊3巻
  1. 「心に宿るcolor」2012年5月2日[131]、ISBN 978-4-06-375233-5
    - KCデラックス版（2016年5月17日[132]）、ISBN 978-4-06-377481-8

  2. 「大魔闘演武その後、それぞれの1日」2014年8月1日[133]、ISBN 978-4-06-375336-3
    - KCデラックス版の刊行時にタイトルが『FAIRY TAIL ケモケモが来た！』に改題されている。
    - KCデラックス版（2016年5月17日[134]）、ISBN 978-4-06-377482-5

  3. 「トラブルツインズ」2016年3月17日[135]、ISBN 978-4-06-381424-8
- 真島ヒロ（原作・イラスト） / 華南恋（著）、講談社〈講談社ラノベ文庫 / KCデラックス〉、既刊2巻（2016年5月17日現在）
  1. 『FAIRY TAIL 大江戸フェアリーテイル』2015年10月2日[136]、ISBN 978-4-06-381459-0
  2. 『小説 不思議の国のフェアリーテイル』2017年9月15日[137]、ISBN 978-4-06-393039-9

### 関連書籍

#### 画集
- 『FANTASIA -FAIRY TAIL ILLUSTRATIONS-』2012年8月11日発売[138]、ISBN 978-4-06-364896-6
- 『HARVEST -FAIRY TAIL ILLUSTRATIONS-』2016年11月16日発売[139]、ISBN 978-4-06-365002-0

#### ガイドブック
- 『FAIRY TAIL ＋』2010年5月17日[140]、ISBN 978-4-06-375945-7
- 『FAIRY TAIL PORTABLE GUILD 公式攻略ガイド』2010年6月25日、ISBN 978-4-06-367250-3
- 『FAIRY TAIL BOX』2010年8月17日、ISBN 978-4-0635-8326-7
- 『FAIRY TAIL A』|2011年1月17日[141]、ISBN 978-4-0637-6008-8

#### 月刊 FAIRY TAIL マガジン
1. 2014年7月17日発売、ISBN 978-4-06-358713-5
  - キャラクター特集：ナツ & ハッピー
2. 2014年8月16日発売、ISBN 978-4-06-358715-9
  - キャラクター特集：ルーシィ
3. 2014年9月17日発売、ISBN 978-4-06-358730-2
  - キャラクター特集：グレイ
4. 2014年10月17日発売、ISBN 978-4-06-358731-9
  - キャラクター特集：エルザ
5. 2014年11月17日発売、ISBN 978-4-06-358732-6
  - キャラクター特集：ウェンディ & シャルル
6. 2014年12月17日発売、ISBN 978-4-06-358733-3
  - キャラクター特集：ガジル & パンサーリリー
7. 2015年1月16日発売、ISBN 978-4-06-358734-0
  - キャラクター特集：ラクサス
8. 2015年2月17日発売、ISBN 978-4-06-358735-7
  - キャラクター特集：ジュビア
9. 2015年3月17日発売、ISBN 978-4-06-358736-4
  - キャラクター特集：ジェラール & 「魔女の罪」
10. 2015年4月17日発売、ISBN 978-4-06-358737-1
  - キャラクター特集：ミラジェーン & エルフマン & リサーナ
11. 2015年5月15日発売、ISBN 978-4-06-358738-8
  - キャラクター特集：スティング & ローグ
12. 2015年6月17日発売、ISBN 978-4-06-358739-5
  - キャラクター特集：メイビス
13. 2015年7月17日発売、ISBN 978-4-06-358740-1
  - キャラクター特集：「妖精の尻尾」メンバー

#### その他
- 『FAIRY TAIL名言集〜FAIRY WORDS100〜』2017年11月17日発売[142]、ISBN 978-4-06-510630-3
- 『フェアリーテイルゲームブック 夢幻島の怪物』2018年10月17日発売[143]、ISBN 978-4-06-513296-8

## テレビアニメ

### 本編
テレビ東京系列ほかにて2009年10月から2013年3月まで第1期が放送された。原作1巻から35巻の「大魔闘演武編」の途中までアニメ化された。ナレーションは柴田秀勝が担当。
2012年には、フランスにて第19回アニメ&マンガ大賞の最優秀日本アニメ賞、および最優秀ダビング賞を受賞している。
2014年4月から2016年3月まで第2期が放送された。35巻の「大魔闘演武編」176話からのスタートとなる。放送局は前回同様にテレビ東京系列でキャストに変更はないが、一部スタッフやキャラクターデザイン、および音楽制作会社（ポニーキャニオン→エイベックス・ピクチャーズ）が変更となっている。
2015年4月放送分からは、冥府の門編の開始に合わせて構成が大きく変更。ハッピーによるサブタイトル読み上げが廃され、次回予告もナツとハッピーのコミカルな掛け合いから、ルーシィ役の平野綾によるシリアスな語りとなった。また、冥府の門編開始後のサブタイトルには、物語の進行に合わせて「冥府の門編 序章」または「冥府の門編」が加えられている。
2016年1月放送分からは、外伝『FAIRY TAIL ZERØ』のエピソードを描いており、それに伴い次回予告もメイビス役の能登麻美子が担当している。
2018年10月から2019年9月まで、原作最終回までを描く、ファイナルシリーズが放送された。スタッフは第2期とほぼ同様だが、制作はA-1 Picturesから分割されたCloverWorksが主導で行っている。
本放送枠
2009年10月12日から2011年3月28日まで、毎週月曜日19:30より放送。毎週土曜日10:30に放送枠移動後、2011年4月から2013年3月30日まで放送された。
また、2014年4月5日から毎週土曜日10:30より新シリーズを放送。2016年3月26日まで放送された。
ファイナルシリーズは毎週日曜日7:00に枠を移し、2018年10月7日より放送。2019年9月29日の第328話をもって本シリーズは完結した。
再放送枠
テレビ東京系列6局のみ実施。タイトル・放送時間・話数は以下の通り。
- 「明日まで待てない!! FAIRY TAIL」 - 2009年11月1日 - 2010年3月28日（毎週日曜日9:00 - 9:30、1〜20話）
- 「おさらいっ! フェアリーテイル」 - 2011年4月7日 - 2012年3月29日（毎週木曜日17:30 - 18:00、73〜124話（105話を除く）
- 「フェアリーテイル ベスト!」 - 2013年4月4日 - 2014年3月27日（毎週木曜日17:30 - 18:00、全175話の中から厳選して放送）

#### スタッフ
|                               | 第1期                                                   | 第2期                                         | 第3期                                         |
| ----------------------------- | ------------------------------------------------------- | --------------------------------------------- | --------------------------------------------- |
| 原作                          | 真島ヒロ                                                | 真島ヒロ                                      | 真島ヒロ                                      |
| 監督                          | 石平信司                                                | 石平信司                                      | 石平信司                                      |
| シリーズ構成                  | 十川誠志                                                | 十川誠志                                      | 十川誠志                                      |
| キャラクターデザイン          | 山本碧                                                  | 竹内進二、佐野聡彦                            | 竹内進二、佐野聡彦                            |
| コンセプトデザイン            | 大河広行、岩永悦宜                                      | 大河広行、岩永悦宜                            | 大河広行、岩永悦宜                            |
| コンセプトデザイン            | 大橋幸子（第125話 - 第175話）                           | N/A                                           | N/A                                           |
| 美術監督                      | 清水順子、鈴木隆文→杉本智美                             | 石田晶子                                      | 川口正明                                      |
| カラーデザイン                | 甲斐けいこ→小野寺笑子                                   | 川上善美                                      | 川上善美                                      |
| カラーディレクター            | 甲斐けいこ                                              | 甲斐けいこ                                    | 甲斐けいこ                                    |
| 撮影監督                      | 岩崎敦                                                  | 黒岩悟（第176話 - ）→岩崎敦                   | 黒岩悟（第176話 - ）→岩崎敦                   |
| 編集                          | 岡祐司                                                  | 邉見俊夫                                      | 邉見俊夫                                      |
| 音響監督                      | はたしょう二                                            | はたしょう二                                  | はたしょう二                                  |
| 音楽                          | 高梨康治                                                | 高梨康治                                      | 高梨康治                                      |
| 音楽プロデューサー            | 浅田和朗・髙取昌史・佐藤直紀（共に途中まで）            | 浅田和朗・髙取昌史・佐藤直紀（共に途中まで）  | 浅田和朗・髙取昌史・佐藤直紀（共に途中まで）  |
| 音楽プロデューサー            | 高畑裕一郎 伊達尚                                       | 飯泉朝一（第176話 - ） 吉田雄哉（第227話 - ） | 飯泉朝一（第176話 - ） 吉田雄哉（第227話 - ） |
| チーフプロデューサー          | N/A                                                     | 土屋潤一郎（第176話 - 第226話）               | N/A                                           |
| チーフプロデューサー          | N/A                                                     | 伊藤洋平                                      |                                               |
| プロデューサー                | 紅谷佳和                                                | 紅谷佳和                                      | 吉野文 鍋岩晶子                               |
| プロデューサー                | 山西太平（第1話 - 第48話） 今井陽介（第49話 - 第175話） | 遠藤哲哉                                      | 吉野文 鍋岩晶子                               |
| プロデューサー                | 落越友則→佐藤成俊、武末治（一時期）                     |                                               |                                               |
| アニメーション プロデューサー | 川人憲治郎                                              | 飯島弘志                                      | N/A                                           |
| アニメーション プロデューサー | 中山浩太郎（第73話 - ）                                 |                                               |                                               |
| アニメーション制作            | A-1 Pictures                                            | A-1 Pictures                                  | A-1 Pictures                                  |
| アニメーション制作            | サテライト                                              | ブリッジ                                      | ブリッジ                                      |
| アニメーション制作            | N/A                                                     | N/A                                           | CloverWorks                                   |
| 製作                          | テレビ東京、電通                                        | テレビ東京、電通                              | テレビ東京、電通                              |
| 製作                          | A-1 Pictures                                            | A-1 Pictures                                  | CloverWorks                                   |

#### 主題歌
歌詞字幕あり。特に記載のない限り全てポニーキャニオン（第1期）→avex trax（第2期・ファイナル）から発売。

##### オープニングテーマ
|    | 曲名                                | 放送話数  | 作詞              | 作曲             | 編曲                       | 歌手               | 備考                                                |
| -- | ----------------------------------- | --------- | ----------------- | ---------------- | -------------------------- | ------------------ | --------------------------------------------------- |
| 1  | Snow fairy                          | 1 - 11    | 染谷西郷          | 染谷西郷         | FUNKIST、松岡モトキ        | FUNKIST            |                                                     |
| 2  | S.O.W. センスオブワンダー           | 12 - 24   | leonn             | 日比野裕史       | 日比野裕史                 | アイドリング!!!    |                                                     |
| 3  | ft.                                 | 25 - 35   | 染谷西郷          | 染谷西郷         | FUNKIST、松岡モトキ        | FUNKIST            |                                                     |
| 4  | R.P.G.〜Rockin' Playing Game        | 36 - 48   | 武瑠              | yuji             | SuG & Tom-H@ck             | SuG                |                                                     |
| 5  | エガオノマホウ                      | 49 - 60   | AIRI              | 本田光史郎       | 本田光史郎／松岡モトキ     | MAGIC PARTY        |                                                     |
| 6  | Fiesta                              | 61 - 72   | +Plus             | +Plus            | +Plus, Redwood Humberg Jr. | +Plus              |                                                     |
| 7  | Evidence                            | 73 - 85   | 40mP              | 40mP             | 40mP                       | Daisy×Daisy        |                                                     |
| 8  | The Rock City Boy                   | 86 - 98   | JAMIL             | シライシ紗トリ   | 宮井英俊                   | JAMIL              |                                                     |
| 9  | 永久のキズナ feat. Another Infinity | 99 - 111  | mitsu             | Another Infinity | Another Infinity           | Daisy×Daisy        |                                                     |
| 10 | I Wish                              | 112 - 124 | Tsubasa、佐藤永麻 | 松井亮           | 松井亮                     | Milky Bunny        |                                                     |
| 11 | はじまりの空                        | 125 - 137 | +Plus             | +Plus            | Redwood Humberg Jr.        | +Plus              |                                                     |
| 12 | 「テノヒラ」                        | 138 - 150 | JIN               | HERO             | HERO                       | HERO               | STAR FIELDより発売。 劇場版の映像の一部が使われた。 |
| 13 | Breakthrough                        | 151 - 166 | 河野丈洋          | 河野丈洋         | 比留間整                   | GOING UNDER GROUND |                                                     |
| 14 | フェアリーテイル 〜約束の日〜       | 167 - 175 | 瀬名恵            | 俊龍             | Sizuk                      | 米倉千尋           | ストリングスアレンジは牧野信博。                    |

|    | 曲名                 | 放送話数  | 作詞             | 作曲                                                         | 編曲                  | 歌手                 | 備考                    |
| -- | -------------------- | --------- | ---------------- | ------------------------------------------------------------ | --------------------- | -------------------- | ----------------------- |
| 15 | MASAYUME CHASING     | 176 - 188 | Junji Ishiwatari | STEVEN LEE Caroline Gustavsson                               | N/A                   | BoA                  |                         |
| 16 | STRIKE BACK          | 189 - 203 | BACK-ON          | BACK-ON                                                      | N/A                   | BACK-ON              | cutting edgeより発売。  |
| 17 | Mysterious Magic     | 204 - 214 | 森月キャス       | Peter Mansson/Jonas Hermansson/ Melisa Bester                | 亀田誠治              | Do As Infinity       |                         |
| 18 | BREAK OUT            | 215 - 226 | rino             | Takuya Harada/STEVEN LEE/ Joakim Bjornberg/Christofer Erixon | 鈴木雅也              | V6                   |                         |
| 19 | ユメイログラフィティ | 227 - 239 | 國土佳音         | 小山寿                                                       | 小山寿                | タッキー&翼          |                         |
| 20 | NEVER-END TALE       | 240 - 252 | 松井洋平         | 矢鴇つかさ（Arte Refact）                                    | 桑原聖（Arte Refact） | 小林竜之、鈴木このみ | avex picturesより発売。 |
| 21 | Believe in Myself    | 253 - 265 | サイトウヨシヒロ | サイトウヨシヒロ                                             | 大西克巳              | EDGE of LIFE         |                         |
| 22 | 明日を鳴らせ         | 266 - 277 | シシド・カフカ   | 平出悟                                                       | 平出悟                | シシド・カフカ       |                         |

|    | 曲名               | 放送話数  | 作詞              | 作曲                                 | 編曲                                 | 歌手                         | 備考 |
| -- | ------------------ | --------- | ----------------- | ------------------------------------ | ------------------------------------ | ---------------------------- | ---- |
| 23 | power of the dream | 278 - 290 | giz'mo(from jam9) | armyslick・giz'mo(from jam9)         | armyslick・giz'mo(from jam9)         | lol                          |      |
| 24 | DOWN BY LAW        | 291 - 303 | P.O.S.            | PIUS／FAST LANE／Maxx Song／J.PRAIZE | PIUS／FAST LANE／Maxx Song／J.PRAIZE | THE RAMPAGE from EXILE TRIBE |      |
| 25 | NO-LIMIT           | 304 - 315 | GAKU              | GAKU                                 | GAKU                                 | 大阪☆春夏秋冬                |      |
| 26 | MORE THAN LiKE     | 316 - 328 | 松隈ケンタ×JxSxK  | 松隈ケンタ                           | SCRAMBLES                            | BiSH                         |      |

##### エンディングテーマ
|    | 曲名                             | 放送話数  | 作詞             | 作曲                                        | 編曲                            | 歌手                                   | 備考                    |
| -- | -------------------------------- | --------- | ---------------- | ------------------------------------------- | ------------------------------- | -------------------------------------- | ----------------------- |
| 1  | 完璧ぐ〜のね                     | 1 - 11    | 秋元康           | 藤本貴則                                    | KnocKout                        | 渡り廊下走り隊                         |                         |
| 2  | 追憶メリーゴーランド             | 12 - 24   | yu-suke          | yu-suke                                     | onelifecrew                     | onelifecrew                            |                         |
| 3  | ごめんね、私。                   | 25 - 35   | 土岐麻子         | 矢野博康                                    | 矢野博康                        | 南波志帆                               |                         |
| 4  | 君がいるから                     | 36 - 48   | 下川みくに       | 下川みくに                                  | Sin                             | 下川みくに                             |                         |
| 5  | HOLY SHINE                       | 49 - 60   | MiKA             | 神津裕之                                    | 神津裕之                        | Daisy×Daisy                            |                         |
| 6  | -Be As One-                      | 61 - 72   | Natsumi Watanabe | ZETTON, SHIKATA, MATS LIE SKARE             | ZETTON, SHIKATA, MATS LIE SKARE | w-inds.                                | FLIGHT MASTERより発売。 |
| 7  | ひとりさみしく                   | 73 - 85   | ShaNa            | headphone-Bulldog                           | headphone-Bulldog               | ShaNa                                  |                         |
| 8  | Don't think. Feel !!!            | 86 - 98   | PA-NON           | しほり                                      | KOUTAPAI                        | アイドリング!!!                        |                         |
| 9  | この手伸ばして                   | 99 - 111  | KIM              | Hi-Fi CAMP                                  | Hi-Fi CAMP                      | Hi-Fi CAMP                             |                         |
| 10 | Boys Be Ambitious!!              | 112 - 124 | Hi-Fi CAMP       | Hi-Fi CAMP                                  | Hi-Fi CAMP／MACK                | Hi-Fi CAMP                             |                         |
| 11 | Glitter (Starving Trancer Remix) | 125 - 137 | Mayumi Morinaga  | Another Infinity （Ryu☆／Starving Trancer） | Starving Trancer                | Another Infinity feat. Mayumi Morinaga | EXIT TUNESより発売。    |
| 12 | YELL 〜輝くためのもの〜          | 138 - 150 | 山下和彰         | 山下和彰                                    | 山下和彰                        | サーターアンダギー                     |                         |
| 13 | キミがくれたもの                 | 151 - 166 | 絢香             | 絢香                                        | 松浦晃久                        | 工藤静香                               |                         |
| 14 | We're the stars                  | 167 - 175 | 森由里子         | Yu-pan.                                     | Yu-pan.                         | 愛美                                   |                         |

|    | 曲名               | 放送話数  | 作詞             | 作曲                                                        | 編曲                             | 歌手       | 備考                                                     |
| -- | ------------------ | --------- | ---------------- | ----------------------------------------------------------- | -------------------------------- | ---------- | -------------------------------------------------------- |
| 15 | 君と彼と僕と彼女と | 176 - 188 | 松尾潔           | 中野雄太                                                    | N/A                              | BREATHE    | rhythm zoneより発売。                                    |
| 16 | 心の鍵             | 189 - 203 | 沢口千恵         | 佐伯youthK                                                  | N/A                              | May J.     | rhythm zoneより発売。 第201 - 203話は特殊エンディング。  |
| 17 | キミノミライ       | 204 - 214 | ハヤシケイ       | ハヤシケイ                                                  | akkin                            | ROOT FIVE  |                                                          |
| 18 | Don't let me down  | 215 - 226 | Satomi           | Pete Woodroffe/Charlie Grant/ Carmen Reece/Shridhar Solanki | Pete Woodroffe and Charlie Grant | 西内まりや | SONIC GROOVEより発売。 第219 - 226話は特殊エンディング。 |
| 19 | Never ever         | 227 - 239 | 坂田麻美         | Hiroki Sagawa                                               | N/A                              | 東京女子流 | 第227 - 231話は原作・真島ヒロ描き下ろしエンディング。    |
| 20 | FOREVER HERE       | 240 - 252 | 松井洋平         | 矢鴇つかさ（Arte Refact）                                   | 矢鴇つかさ（Arte Refact）        | 石田燿子   | avex picturesより発売。                                  |
| 21 | 鮮やかな旅路       | 253 - 265 | 森恵             | 森恵                                                        | N/A                              | 森恵       | cutting edgeより発売。                                   |
| 22 | Landscape          | 266 - 276 | 森月キャス       | Justin Moretz & Kotaro Egami                                | Justin Moretz & Kotaro Egami     | SOLIDEMO   |                                                          |
| 23 | MASAYUME CHASING   | 277       | Junji Ishiwatari | STEVEN LEE Caroline Gustavsson                              | N/A                              | BoA        |                                                          |

|    | 曲名             | 放送話数  | 作詞                 | 作曲         | 編曲         | 歌手    | 備考                          |
| -- | ---------------- | --------- | -------------------- | ------------ | ------------ | ------- | ----------------------------- |
| 23 | Endless Harmony  | 278 - 290 | 坂田麻美             | 山田秀俊     | 山田秀俊     | Beverly |                               |
| 24 | ピアス           | 291 - 303 | 松隈ケンタ×JxSxK     | 松隈ケンタ   | SCRAMBLES    | EMPiRE  |                               |
| 25 | 僕と君のララバイ | 304 - 315 | 佐伯ユウスケ、みゆな | 佐伯ユウスケ | 佐伯ユウスケ | みゆな  | Rhythm REPUBLICより発売予定。 |
| 26 | Exceed           | 316 - 328 | Miyuu                | Miyuu        | 井上慎二郎   | Miyuu   |                               |

##### 挿入歌
| 曲名         | 放送話数 | 作詞     | 作曲          | 編曲          | 歌手     |
| ------------ | -------- | -------- | ------------- | ------------- | -------- |
| 悲しき過去   | 12       | 高梨康治 | 高梨康治      | 高梨康治      | 中島愛   |
| 君に伝えたい | 175      | 瀬名惠   | Gravity musik | Gravity musik | 米倉千尋 |

#### 各話リスト
サブタイトルが太字の回はアニメオリジナルストーリー、話数が太字の回は前述「フェアリーテイル ベスト!」で再放映されたもの。
| 放送日             | 話数  | サブタイトル                                 | 脚本     | 絵コンテ          | 演出              | 作画監督                                                                     | 総作画監督               |
| 第1期              | 第1期 | 第1期                                        | 第1期    | 第1期             | 第1期             | 第1期                                                                        | 第1期                    |
| ------------------ | ----- | -------------------------------------------- | -------- | ----------------- | ----------------- | ---------------------------------------------------------------------------- | ------------------------ |
| 2009年 10月12日    | 1     | 妖精の尻尾                                   | 十川誠志 | 石平信司          | 福島宏之          | 千島知明、服部憲知                                                           |                          |
| 10月19日           | 2     | 火竜と猿と牛                                 | 冨岡淳広 | 石平信司          | 鈴野貴一          | 飯飼一幸                                                                     |                          |
| 10月26日           | 3     | 潛入せよ!! エバルー屋敷                      | 米村正二 | 石平信司          | 五月女有作        | 山崎輝彦、松尾亜希子                                                         |                          |
| 11月2日            | 4     | DEAR KABY 〜親愛なるカービィへ〜             | 十川誠志 | 石平信司          | ヤマトナオミチ    | 水野知己                                                                     |                          |
| 11月9日            | 5     | 鎧の魔導士                                   | 志茂文彦 | 石平信司          | 山崎茂            | 柳瀬譲二                                                                     |                          |
| 11月16日           | 6     | 妖精たちは風の中                             | 志茂文彦 | 石平信司          | 鈴野貴一          | 飯飼一幸                                                                     |                          |
| 11月23日           | 7     | 炎と風                                       | 冨岡淳広 | 石平信司          | 浅井義之          | 小山知洋                                                                     |                          |
| 11月30日           | 8     | 最強チーム!!!                                | 米村正二 | 石平信司          | 石黒恭平          | 稲吉朝子                                                                     |                          |
| 12月7日            | 9     | ナツ、村を食う                               | 十川誠志 | 福島宏之          | 米田光宏          | 稲田真樹                                                                     |                          |
| 12月14日           | 10    | ナツ vs. エルザ                              | 十川誠志 | 福島宏之          | 福島宏之          | 服部憲知                                                                     |                          |
| 12月21日           | 11    | 呪われた島                                   | 志茂文彦 | 伊藤真朱          | 清水聡            | 箕輪悟                                                                       |                          |
| 2010年 1月4日      | 12    | 月の雫                                       | 冨岡淳広 | 福島宏之          | 五月女有作        | 松尾亜希子、牛島勇二                                                         |                          |
| 1月11日            | 13    | ナツ vs. 波動のユウカ                        | 米村正二 | ヤマトナオミチ    | ヤマトナオミチ    | 水野知己                                                                     |                          |
| 1月18日            | 14    | 勝手にしやがれ!!                             | 志茂文彦 | 福島宏之          | 山崎茂            | 柳瀬譲二                                                                     |                          |
| 1月25日            | 15    | 永遠の魔法                                   | 冨岡淳広 | 石平信司          | 安藤正臣          | 稲吉朝子                                                                     |                          |
| 2月1日             | 16    | ガルナ島 最終決戦                            | 米村正二 | 浅井義之          | 浅井義之          | 小山智洋                                                                     |                          |
| 2月8日             | 17    | BURST                                        | 十川誠志 | 白川灯馬          | 米田光宏          | 稲田真樹                                                                     |                          |
| 2月15日            | 18    | 届け あの空に                                | 志茂文彦 | 伊藤真朱          | 清水聡            | 佐々木敏子、箕輪悟                                                           |                          |
| 2月22日            | 19    | チェンジリング                               | 十川誠志 | 福島宏之          | 福島宏之          | 内田孝                                                                       |                          |
| 3月1日             | 20    | ナツとドラゴンの卵                           | 米村正二 | 石平信司          | 五月女有作        | 松尾亜希子、牛島勇二                                                         |                          |
| 3月8日             | 21    | 幽鬼の支配者                                 | 冨岡淳広 | 石平信司          | 吉沢俊一          | 青野厚司                                                                     |                          |
| 3月15日            | 22    | ルーシィ・ハートフィリア                     | 冨岡淳広 | 石平信司 白川灯馬 | 林瑛介            | 村田峻治                                                                     |                          |
| 3月22日            | 23    | 15分                                         | 十川誠志 | 石平信司          | 石黒恭平          | 椛島洋介                                                                     |                          |
| 3月29日            | 24    | その涙を見ない為に                           | 米村正二 | 石平信司          | 米田光宏          | 稲田真樹                                                                     |                          |
| 4月12日            | 25    | 雨の中に咲く花                               | 志茂文彦 | 浅井義之          | 浅井義之          | 村田峻治                                                                     |                          |
| 4月19日            | 26    | 炎の翼                                       | 冨岡淳広 | 石平信司 白川灯馬 | 斎藤徳明          | 朴性厚、金栄範                                                               |                          |
| 4月26日            | 27    | 二人の滅竜魔導士                             | 十川誠志 | 石平信司          | 渡邊哲哉          | 稲吉智重                                                                     |                          |
| 5月3日             | 28    | フェアリーロウ                               | 米村正二 | 福島宏之          | 福島宏之          | 小山知洋                                                                     |                          |
| 5月10日            | 29    | あたしの決意                                 | 志茂文彦 | 石平信司          | 五月女有作        | 牛島勇二、松尾亜希子                                                         |                          |
| 5月17日            | 30    | NEXT GENERATION                              | 十川誠志 | 伊藤真朱          | 間島崇寛          | 古賀美裕紀                                                                   |                          |
| 5月24日            | 31    | 空に戻れない星                               | 米村正二 | 福島宏之          | 安藤正臣          | 木村智                                                                       |                          |
| 5月31日            | 32    | 星霊王                                       | 志茂文彦 | 石平信司          | 石黒恭平          | 稲吉朝子                                                                     |                          |
| 6月7日             | 33    | 楽園の塔                                     | 冨岡淳広 | 石平信司          | 水本葉月          | 小山知洋                                                                     |                          |
| 6月21日            | 34    | ジェラール                                   | 十川誠志 | 石平信司          | 林瑛介            | 内田孝                                                                       |                          |
| 6月28日            | 35    | 闇の声                                       | 米村正二 | 石平信司          | 安藤正臣          | 鈴木勘太                                                                     |                          |
| 7月5日             | 36    | 楽園ゲーム                                   | 冨岡淳広 | 福島宏之          | 吉沢俊一          | 岡山思菜子                                                                   |                          |
| 7月12日            | 37    | 心の鎧                                       | 志茂文彦 | 石黒恭平          | 石黒恭平          | 椛島洋介、西崎亜希                                                           |                          |
| 7月19日            | 38    | 運命                                         | 米村正二 | 石平信司          | 五月女有作        | 牛島勇二、山崎輝彦                                                           |                          |
| 7月26日            | 39    | 聖なる光に祈りを                             | 志茂文彦 | 福島宏之          | 福島宏之          | 村田峻治                                                                     |                          |
| 8月2日             | 40    | 妖精女王、散る                               | 冨岡淳広 | 京極尚彦          | 京極尚彦          | 木村智                                                                       |                          |
| 8月9日             | 41    | HOME                                         | 十川誠志 | 浅井義之          | 林瑛介            | 李カンミン                                                                   |                          |
| 8月16日            | 42    | バトル・オブ・フェアリーテイル               | 米村正二 | 石黒恭平          | 石黒恭平          | 稲吉朝子                                                                     |                          |
| 8月23日            | 43    | 友の為に友を討て                             | 志茂文彦 | 福島宏之          | 筑紫大介          | いとうまりこ                                                                 |                          |
| 8月30日            | 44    | 神鳴殿                                       | 冨岡淳広 | 福島宏之          | 榎本守            | 水野知己                                                                     |                          |
| 9月6日             | 45    | サタン降臨                                   | 十川誠志 | 石平信司          | 水本葉月          | 小山知洋                                                                     |                          |
| 9月13日            | 46    | 激突! カルディア大聖堂                       | 米村正二 | 福島宏之          | 五月女有作        | 牛島勇二、荒川絵里花                                                         |                          |
| 9月20日            | 47    | トリプル ドラゴン                            | 志茂文彦 | 石黒恭平          | 安藤正臣 石黒恭平 | 久行宏和                                                                     |                          |
| 9月27日            | 48    | 幻想曲                                       | 十川誠志 | 石平信司          | 福島宏之          | 村田峻治                                                                     |                          |
| 10月11日           | 49    | 運命の出会いの日                             | 十川誠志 | ヤマトナオミチ    | ヤマトナオミチ    | 小山知洋                                                                     |                          |
| 10月18日           | 50    | 特別依頼。気になる彼に注意せよ!              | 十川誠志 | 福島宏之          | 柳瀬雄之          | 曾我篤史                                                                     |                          |
| 10月25日           | 51    | LOVE & LUCKY                                 | 十川誠志 | 久行宏和          | 安藤正臣          | 久行宏和                                                                     |                          |
| 11月1日            | 52    | 連合軍、集結!                                | 十川誠志 | 五月女有作        | 五月女有作        | 牛島勇二、飯塚正則                                                           |                          |
| 11月8日            | 53    | 六魔将軍現る!                                | 十川誠志 | 石平信司          | 林瑛介            | 李カンミン                                                                   |                          |
| 11月15日           | 54    | 天空の巫女                                   | 志茂文彦 | 福島宏之          | 斎藤徳明          | 金江元、徐正徳                                                               |                          |
| 11月22日           | 55    | 少女と亡霊                                   | 米村正二 | 榎本守            | 榎本守            | 内田孝                                                                       |                          |
| 11月29日           | 56    | デッドGP                                     | 冨岡淳広 | 石平信司          | 五月女有作        | 牛島勇二、田中正之                                                           |                          |
| 12月6日            | 57    | 闇                                           | 十川誠志 | ヤマトナオミチ    | ヤマトナオミチ    | 小山知洋                                                                     |                          |
| 12月13日           | 58    | 星霊合戦                                     | 志茂文彦 | 石平信司          | 大関雅幸          | 曾我篤史                                                                     |                          |
| 12月20日           | 59    | 追憶のジェラール                             | 十川誠志 | 福島宏之          | 林瑛介            | 李カンミン                                                                   |                          |
| 12月27日           | 60    | 破滅の行進                                   | 米村正二 | 佐南善行          | 安藤正臣          | 久行宏和                                                                     |                          |
| 2011年 1月10日     | 61    | 超空中戦! ナツ vs. コブラ                    | 冨岡淳広 | 石平信司          | 水本葉月          | 池下博紀                                                                     |                          |
| 1月17日            | 62    | 聖十のジュラ                                 | 十川誠志 | 五月女有作        | 五月女有作        | 牛島勇二、飯塚正則                                                           |                          |
| 1月24日            | 63    | 君の言葉こそ                                 | 十川誠志 | 福島宏之          | 木村寛            | 岸本誠司                                                                     |                          |
| 1月31日            | 64    | ゼロ                                         | 十川誠志 | 石平信司          | いわもとやすお    | 芳賀亮、高橋優也                                                             |                          |
| 2月7日             | 65    | 天馬から妖精たちへ                           | 冨岡淳広 | 福島宏之          | 大関政幸          | 曾我篤史                                                                     |                          |
| 2月14日            | 66    | 想いの力                                     | 志茂文彦 | ヤマトナオミチ    | ヤマトナオミチ    | 小山知洋                                                                     |                          |
| 2月21日            | 67    | 私がついている                               | 米村正二 | 石平信司          | 林瑛介            | 李カンミン                                                                   |                          |
| 2月28日            | 68    | たった一人の為のギルド                       | 十川誠志 | 五月女有作        | 五月女有作        | 牛島勇二、松尾亜希子                                                         |                          |
| 3月7日             | 69    | 竜の誘い                                     | 冨岡淳広 | 福島宏之          | 斎藤徳明          | 洪錫杓                                                                       |                          |
| 3月14日            | 70    | ナツ vs. グレイ!!                            | 志茂文彦 | 福島宏之          | 榎本守            | 池下博紀                                                                     |                          |
| 3月21日            | 71    | 友は屍を越えて                               | 米村正二 | 安藤正臣          | 安藤正臣          | 小倉典子                                                                     |                          |
| 3月28日            | 72    | フェアリーテイルの魔導士                     | 十川誠志 | 石平信司          | 岩本やすお        | 高橋優也、岩本貴玲                                                           |                          |
| 4月2日             | 73    | 虹の桜                                       | 十川誠志 | 石平信司          | ヤマトナオミチ    | 小山知洋                                                                     |                          |
| 4月9日             | 74    | ウェンディ、初めての大仕事!?                 | 志茂文彦 | 五月女有作        | 五月女有作        | 牛島勇二、田中正之                                                           |                          |
| 4月16日            | 75    | 24時間耐久ロードレース                       | 冨岡淳広 | 福島宏之          | 佐々木奈々子      | 空島かるた                                                                   |                          |
| 4月23日            | 76    | ギルダーツ                                   | 米村正二 | 石平信司          | 安藤正臣          | 畑智司                                                                       |                          |
| 4月30日            | 77    | アースランド                                 | 十川誠志 | 福島宏之          | 飛田剛            | 石堂伸晴                                                                     |                          |
| 5月7日             | 78    | エドラス                                     | 十川誠志 | 石平信司          | 布施木一喜        | 池下博紀                                                                     |                          |
| 5月14日            | 79    | 妖精狩り                                     | 十川誠志 | 石平信司          | 安藤正臣          | 久行宏和                                                                     |                          |
| 5月21日            | 80    | 希望の鍵                                     | 米村正二 | ヤマトナオミチ    | ヤマトナオミチ    | 小山知洋                                                                     |                          |
| 5月28日            | 81    | ファイアボール                               | 志茂文彦 | 福島宏之          | 齋藤徳明          | ホン・ソクピョ、芳賀亮                                                       |                          |
| 6月4日             | 82    | おかえりなさいませ                           | 冨岡淳広 | 李カンミン        | 李カンミン        | 村田峻治                                                                     |                          |
| 6月11日            | 83    | エクスタリア                                 | 十川誠志 | 福島宏之          | 木村寛            | 徳倉栄一、坂本ひろみ                                                         |                          |
| 6月18日            | 84    | 飛べ! 友のもとに!                            | 十川誠志 | 石平信司          | 五月女有作        | 牛島勇二、松尾亜希子                                                         |                          |
| 6月25日            | 85    | コードETD                                    | 志茂文彦 | 西澤晋            | 佐々木奈々子      | 岸本誠司                                                                     |                          |
| 7月2日             | 86    | エルザ vs. エルザ                            | 冨岡淳広 | 福島宏之          | 榎本守            | 畑智司                                                                       |                          |
| 7月9日             | 87    | 命だろーが!!!!                               | 米村正二 | 福島宏之          | 飛田剛            | 石堂伸晴                                                                     |                          |
| 7月16日            | 88    | 星の大河は誇りの為に                         | 十川誠志 | 石平信司          | 布施木一喜        | 池下博紀                                                                     |                          |
| 7月23日            | 89    | 終焉の竜鎖砲                                 | 十川誠志 | 石平信司          | いわもとやすお    | 岩本貴玲、洪錫杓                                                             |                          |
| 7月30日            | 90    | あの時の少年                                 | 十川誠志 | 安藤正臣          | 安藤正臣          | 服部憲知                                                                     |                          |
| 8月6日             | 91    | DRAGON SENSE                                 | 米村正二 | 石平信司          | 牧野吉高          | 半澤淳、大久保修 関口雅浩                                                    |                          |
| 8月13日            | 92    | 生きる者たちよ                               | 志茂文彦 | 福島宏之          | 玉田博            | Shin hyung woo、志賀道憲                                                     |                          |
| 8月20日            | 93    | オレはここに立っている                       | 冨岡淳広 | ヤマトナオミチ    | ヤマトナオミチ    | 小山知洋                                                                     |                          |
| 8月27日            | 94    | バイバイ エドラス                            | 十川誠志 | 浅井義之          | 榎本守            | 畑智司                                                                       |                          |
| 9月3日             | 95    | リサーナ                                     | 十川誠志 | 石平信司          | 布施木一喜        | 池下博紀                                                                     |                          |
| 9月10日            | 96    | 生命を消す者                                 | 十川誠志 | 石平信司          | 飛田剛            | 石堂伸晴                                                                     |                          |
| 9月17日            | 97    | ベストパートナー                             | 十川誠志 | 石平信司          | 吉沢俊一          | 内田孝                                                                       |                          |
| 9月24日            | 98    | 運がいいのは誰?                              | 十川誠志 | 福島宏之          | 五月女有作        | 牛島勇二、松尾亜希子                                                         |                          |
| 10月1日            | 99    | ナツ vs. ギルダーツ                          | 十川誠志 | 石平信司          | 齋藤徳明          | 吉田巧介、芳賀亮                                                             |                          |
| 10月8日            | 100   | メスト                                       | 米村正二 | 福島宏之          | 室谷靖            | 三國しおり                                                                   |                          |
| 10月15日           | 101   | 黒魔導士                                     | 志茂文彦 | 石平信司          | 木村寛            | 岸本誠司                                                                     |                          |
| 10月22日           | 102   | 鉄の魂                                       | 冨岡淳広 | 安藤正臣          | 安藤正臣          | 飯塚正則                                                                     |                          |
| 10月29日           | 103   | 進撃のマカロフ                               | 十川誠志 | ヤマトナオミチ    | ヤマトナオミチ    | 小山知洋                                                                     |                          |
| 11月5日            | 104   | 失われた魔法                                 | 冨岡淳広 | 石平信司          | 山田弘和          | 半澤淳                                                                       |                          |
| 11月12日           | 105   | 火竜 vs. 炎神                                | 志茂文彦 | 石平信司          | 飛田剛            | 石堂伸晴                                                                     |                          |
| 11月19日           | 106   | 大魔法世界                                   | 米村正二 | 浅井義之          | 布施木一喜        | 池下博紀                                                                     |                          |
| 11月26日           | 107   | 具現のアーク                                 | 冨岡淳広 | 安藤正臣          | 安藤正臣          | 飯塚正則                                                                     |                          |
| 12月3日            | 108   | 人間の扉                                     | 志茂文彦 | 石平信司          | 五月女有作        | 牛島勇二、一川孝久 吉田直美                                                  |                          |
| 12月10日           | 109   | ルーシィファイア                             | 米村正二 | 石平信司          | いわもとやすお    | 高橋優也                                                                     |                          |
| 12月17日           | 110   | 絶望の袋小路                                 | 十川誠志 | 福島宏之          | Qzo               | 曾我篤史                                                                     |                          |
| 12月24日           | 111   | 愛と活力の涙                                 | 冨岡淳広 | 福島宏之          | 山田弘和          | 半澤淳 関口雅浩                                                              |                          |
| 2012年 1月7日      | 112   | 言えなかった一言                             | 米村正二 | 石平信司          | 榎本守            | 小山知洋                                                                     |                          |
| 1月14日            | 113   | 天狼樹                                       | 志茂文彦 | 飛田剛            | 飛田剛            | 石堂伸晴、飯飼一幸                                                           |                          |
| 1月21日            | 114   | エルザ vs. アズマ                            | 十川誠志 | 浅井義之          | 安藤正臣          | 池下博紀                                                                     |                          |
| 1月28日            | 115   | 凍える闘志                                   | 十川誠志 | 福島宏之          | 小野田雄亮        | 尾尻進矢                                                                     |                          |
| 2月4日             | 116   | 生なる力                                     | 十川誠志 | 石平信司          | 斎藤徳明          | ホン・ソクピョ、ゾ・ウォンヒ                                                 |                          |
| 2月11日            | 117   | 雷鳴響く                                     | 十川誠志 | 福島宏之          | 五月女有作        | 牛島勇二、吉田直美                                                           |                          |
| 2月18日            | 118   | 紋章を刻まぬ男                               | 十川誠志 | 石平信司          | 水本葉月          | 小山知洋                                                                     |                          |
| 2月25日            | 119   | 深淵の領域                                   | 十川誠志 | 福島宏之          | いわもとやすお    | 吉田巧介、芳賀亮                                                             |                          |
| 3月3日             | 120   | 暁の天狼島                                   | 十川誠志 | 石平信司          | Qzo               | 曾我篤史                                                                     |                          |
| 3月10日            | 121   | 愛する資格                                   | 十川誠志 | 福島宏之          | 山田弘和          | 半澤淳                                                                       |                          |
| 3月17日            | 122   | 手をつなごう                                 | 十川誠志 | 安藤正臣          | 安藤正臣          | 飯塚正則                                                                     |                          |
| 3月24日            | 123   | X791年・妖精の尻尾                           | 十川誠志 | 石平信司          | 榎本守            | 池下博紀                                                                     |                          |
| 3月31日            | 124   | 空白の7年                                    | 十川誠志 | 石平信司          | 布施木一喜        | 小山知洋                                                                     |                          |
| 4月7日             | 125   | 魔法舞踏会                                   | 米村正二 | 福島宏之          | 飛田剛            | 石堂伸晴                                                                     |                          |
| 4月14日            | 126   | 真の悪ケツプリ団                             | 冨岡淳広 | 浅井義之          | 布施康之          | 坂本龍典、吉田巧介                                                           |                          |
| 4月21日            | 127   | 透明ルーシィの恐怖!                          | 志茂文彦 | 福島宏之          | 斎藤徳明          | 吉田巧介                                                                     |                          |
| 4月28日            | 128   | 父の遺品                                     | 冨岡淳広 | 石平信司          | 江副仁美          | 本多恵美、川上暢彦                                                           |                          |
| 5月5日             | 129   | 怒涛の対決!ナツ vs. ラクサス                 | 米村正二 | 福島宏之          | 小野田雄亮        | 谷口繁則、藤原未来夫                                                         |                          |
| 5月12日            | 130   | 狙われたルーシィ                             | 志茂文彦 | 石平信司          | いわもとやすお    | 高橋優也、吉田巧介                                                           |                          |
| 5月19日            | 131   | レギオンの猛威                               | 十川誠志 | 浅井義之          | ヤマトナオミチ    | 飯塚正則                                                                     |                          |
| 5月26日            | 132   | 星空の鍵                                     | 冨岡淳広 | 石平信司          | 布施木一喜        | 小山知洋                                                                     |                          |
| 6月2日             | 133   | 旅の仲間たち                                 | 十川誠志 | 福島宏之          | まつもとよしひさ  | 鈴木健一朗                                                                   |                          |
| 6月9日             | 134   | 迷宮狂想曲                                   | 米村正二 | 石平信司          | 五月女有作        | 坂巻貞彦、服部憲知 牛島勇二                                                  |                          |
| 6月16日            | 135   | 神話の足跡                                   | 志茂文彦 | 福島宏之          | 榎本守            | 池下博紀                                                                     |                          |
| 6月23日            | 136   | 真の悪、ふたたび                             | 冨岡淳広 | 斎藤徳明          | 斎藤徳明          | 河野絵美、芳賀亮                                                             |                          |
| 6月30日            | 137   | 計算をこえるもの                             | 志茂文彦 | 福島宏之          | 飛田剛            | 石堂伸晴                                                                     |                          |
| 7月7日             | 138   | 聖戦のゆくえ                                 | 米村正二 | 石平信司          | 安藤正臣          | 飯塚正則                                                                     |                          |
| 7月14日            | 139   | 動き始めた刻                                 | 十川誠志 | 石平信司          | 布施康之          | ジュ・ヒョンウ、ゾ・ウォンヒ                                                 |                          |
| 7月21日            | 140   | 新生六魔将軍現る!                            | 冨岡淳広 | 石平信司          | 小野田雄亮        | 藤原未来夫、山本真嗣                                                         |                          |
| 7月28日            | 141   | 無限時計を追え!                              | 志茂文彦 | 福島宏之          | まつもとよしひさ  | 桜井木ノ実                                                                   |                          |
| 8月4日             | 142   | 戦いの不協和音                               | 十川誠志 | 福島宏之          | 江副仁美          | 小山知洋                                                                     |                          |
| 8月11日            | 143   | アンチリンク                                 | 米村正二 | 石平信司          | いわもとやすお    | 空流辺広子                                                                   |                          |
| 8月18日            | 144   | 解き放たれた絶望                             | 志茂文彦 | 石平信司          | 布施木一喜        | 沼津雅人                                                                     |                          |
| 8月25日            | 145   | リアルナイトメア                             | 冨岡淳広 | 福島宏之          | 榎本守            | 池下博紀                                                                     |                          |
| 9月1日             | 146   | 時のスパイラル                               | 米村正二 | 斎藤徳明          | 斎藤徳明          | 芳賀亮、普津澤時ヱ門                                                         |                          |
| 9月8日             | 147   | 無限城へ!                                    | 米村正二 | 福島宏之          | 飛田剛            | 石堂伸晴                                                                     |                          |
| 9月15日            | 148   | 天使の涙                                     | 冨岡淳広 | 石平信司          | 小野田雄亮        | 藤原未来夫、山本真嗣                                                         |                          |
| 9月22日            | 149   | 友の声が聴こえる                             | 志茂文彦 | 石平信司          | 布施木一喜        | 空流辺広子                                                                   |                          |
| 9月29日            | 150   | ルーシィとミッシェル                         | 十川誠志 | 石平信司          | 和田純一          | 飯塚正則                                                                     |                          |
| 10月6日            | 151   | 剣咬の虎                                     | 十川誠志 | 石平信司 福島宏之 | 布施木一喜        | 小山知洋                                                                     |                          |
| 10月13日           | 152   | そしてオレたちは頂上を目指す                 | 十川誠志 | 福島宏之          | 池田重隆          | 牛島勇二、菊地勝則                                                           |                          |
| 10月20日           | 153   | 星々の歌                                     | 十川誠志 | 福島宏之          | 高本宣弘          | 小倉典子                                                                     |                          |
| 10月27日           | 154   | すれ違った時間の分だけ                       | 米村正二 | 斎藤徳明          | 斎藤徳明          | 山本雅章、普津澤時ヱ門                                                       |                          |
| 11月3日            | 155   | 花咲く都・クロッカス                         | 米村正二 | 榎本守            | 榎本守            | 池下博紀                                                                     |                          |
| 11月10日           | 156   | 空中迷宮                                     | 冨岡淳広 | 石平信司          | 飛田剛            | 石堂伸晴                                                                     |                          |
| 11月17日           | 157   | 新規ギルド                                   | 冨岡淳広 | 西澤晋            | 小野田雄亮        | 山本真嗣 藤原未来夫                                                          |                          |
| 11月24日           | 158   | 星降ル夜ニ                                   | 志茂文彦 | 福島宏之          | 清水一伸          | 山岸正和                                                                     |                          |
| 12月1日            | 159   | ルーシィ vs. フレア                          | 志茂文彦 | 石平信司          | 布施木一喜        | 小山知洋                                                                     |                          |
| 12月8日            | 160   | 凶瑞                                         | 冨岡淳広 | いわもとやすお    | いわもとやすお    | 空流辺広子                                                                   |                          |
| 12月15日           | 161   | 戦車                                         | 米村正二 | 福島宏之          | 池田重隆          | 牛島勇二、菊地勝則 服部憲知                                                  |                          |
| 12月22日           | 162   | エルフマン vs. バッカス                      | 十川誠志 | 石平信司          | まつもとよしひさ  | 飯塚正則                                                                     |                          |
| 2013年 1月5日      | 163   | ミラジェーン vs. ジェニー                    | 志茂文彦 | 齋藤徳明          | 齋藤徳明          | 普津澤時ヱ門、山本雅章                                                       |                          |
| 1月12日            | 164   | カグラ vs. ユキノ                            | 米村正二 | 石平信司          | 布施木一喜        | 沼津雅人                                                                     |                          |
| 1月19日            | 165   | 怨みは夜の帳に包まれて                       | 十川誠志 | 福島宏之          | 飛田剛            | 石堂伸晴                                                                     |                          |
| 1月26日            | 166   | 伏魔殿                                       | 志茂文彦 | 福島宏之          | 福島宏之          | 池下博紀                                                                     |                          |
| 2月2日             | 167   | 100対1                                       | 冨岡淳広 | 石平信司          | 清水一伸          | 山岸正和                                                                     |                          |
| 2月9日             | 168   | ラクサス vs. アレクセイ                      | 米村正二 | 福島宏之          | まつもとよしひさ  | 小山知洋                                                                     |                          |
| 2月16日            | 169   | ウェンディ vs. シェリア                      | 冨岡淳広 | 石平信司          | いわもとやすお    | 空流辺広子                                                                   |                          |
| 2月23日            | 170   | 小さな拳                                     | 十川誠志 | 福島宏之          | 水元葉月          | 東出太                                                                       |                          |
| 3月2日             | 171   | 海戦                                         | 志茂文彦 | 齋藤徳明          | 齋藤徳明          | 普津澤時ヱ門                                                                 |                          |
| 3月9日             | 172   | 君に捧げる香り                               | 米村正二 | 福島宏之          | 榎本守            | 小山知洋                                                                     |                          |
| 3月16日            | 173   | バトル・オブ・ドラゴンスレイヤー             | 志茂文彦 | 和田純一          | 和田純一          | 飯塚正則                                                                     |                          |
| 3月23日            | 174   | 四人の竜                                     | 冨岡淳広 | 石平信司          | 飛田剛            | 石堂伸晴                                                                     |                          |
| 3月30日            | 175   | ナツ vs. 双竜                                | 十川誠志 | 石平信司          | 布施木一喜        | 池下博紀                                                                     |                          |
| 第2期              |       |                                              |          |                   |                   |                                                                              |                          |
| 2014年 4月5日      | 176   | 竜の王                                       | 十川誠志 | 石平信司          | 布施木一喜        | 佐野聡彦、今岡大                                                             |                          |
| 4月12日            | 177   | エクリプス計画                               | 十川誠志 | 石平信司          | 徳本善信          | 石井ゆみこ、本田みゆき 萩原正人                                              |                          |
| 4月19日            | 178   | 妖精軍師                                     | 米村正二 | 石平信司          | 関田修            | 糸島雅彦、服部健二 柴田裕司、石川恵理 福島勇                                 |                          |
| 4月26日            | 179   | グレイ vs. ルーファス                        | 冨岡淳広 | 石平信司          | 清水一伸          | Heo Gi Dong、遠藤省二                                                        |                          |
| 5月3日             | 180   | 餓狼騎士団                                   | 志茂文彦 | 石平信司          | 加藤顕            | 佐野聡彦、實藤晴香 犬塚政彦                                                  |                          |
| 5月10日            | 181   | FT vs. 処刑人                                | 志茂文彦 | 石平信司          | 藤本義孝          | 藤崎真吾                                                                     |                          |
| 5月17日            | 182   | 燃える大地                                   | 十川誠志 | 石平信司          | 山地光人          | 森悦史、KAZZ.T.びゅうん!                                                     |                          |
| 5月24日            | 183   | オレたちのいる国                             | 米村正二 | 石平信司          | 飛田剛            | 小泉孝司、清水勝祐                                                           |                          |
| 5月31日            | 184   | 明日までの国                                 | 冨岡淳広 | 石平信司          | 伊藤史夫          | 糸島雅彦、犬塚政彦 實藤晴香                                                  |                          |
| 6月7日             | 185   | エルザ vs. カグラ                            | 十川誠志 | 石平信司          | 徳本善信          | 萩原正人、石井ゆみこ 山内亜紀、高橋みき 竹本佳子、船越麻友美                 |                          |
| 6月14日            | 186   | 絶望へ加速する未来                           | 志茂文彦 | 布施木一喜        | 木村弘            | 松尾真彦、鈴木奈都子                                                         |                          |
| 6月21日            | 187   | カエル                                       | 冨岡淳広 | 石平信司          | 清水一伸          | Heo Gi Dong、遠藤省二                                                        |                          |
| 6月28日            | 188   | 激雷!                                        | 米村正二 | 石平信司          | 関田修            | 糸島雅彦、岡部実 森悦史、高瀬健一                                            |                          |
| 7月5日             | 189   | GLORIA                                       | 志茂文彦 | 下田正美          | 藤本義孝          | 藤崎真吾                                                                     |                          |
| 7月12日            | 190   | 扉を閉めるもの                               | 冨岡淳広 | 石平信司          | 伊藤史夫          | 犬塚政彦、實藤晴香                                                           |                          |
| 7月19日            | 191   | ナツ vs. ローグ                              | 米村正二 | 石平信司          | 福岡大生          | 飯塚正則、龍青三                                                             |                          |
| 7月26日            | 192   | あたしの分まで                               | 十川誠志 | 田邉泰裕          | 加藤顕            | 福島勇、糸島雅彦                                                             |                          |
| 8月2日             | 193   | SEVEN DRAGON                                 | 志茂文彦 | 稲井仁            | 山地光人          | 森悦史、白河茉莉 佐々木勅嘉、安貴百合 櫻井拓郎、岡部実                       |                          |
| 8月9日             | 194   | ジルコニスの魔法                             | 冨岡淳広 | 石平信司          | 藤本義孝          | 藤崎真吾                                                                     |                          |
| 8月16日            | 195   | 人と人、竜と竜、人と竜                       | 米村正二 | 田邉泰裕          | 鈴木勇士          | 飯塚正則、犬塚政彦 實藤晴香                                                  |                          |
| 8月23日            | 196   | 罪と犠牲                                     | 十川誠志 | 近藤信宏          | 清水一伸          | Heo Gi Dong、遠藤省二 椎葉幹朗                                               |                          |
| 8月30日            | 197   | 命の時間                                     | 志茂文彦 | 須永司            | 関田修            | 糸島雅彦、岡部実 福島勇、安貴百合                                            |                          |
| 9月6日             | 198   | 黄金の草原                                   | 十川誠志 | 下田正美          | えんどうてつや    | 藤崎真吾                                                                     |                          |
| 9月13日            | 199   | 大舞踊演舞                                   | 米村正二 | 佐々木勅嘉        | 木村弘            | 鈴木奈都子、松尾真彦                                                         |                          |
| 9月20日            | 200   | 星霜の雫                                     | 冨岡淳広 | 石平信司          | 伊藤史夫          | 森悦史、渡辺健一 石川恵理                                                    |                          |
| 9月27日            | 201   | 贈り物                                       | 志茂文彦 | 佐々木勅嘉        | 加藤顕            | 犬塚政彦、實藤晴香 櫻井拓郎、白川茉莉                                        |                          |
| 10月4日            | 202   | おかえり、フロッシュ                         | 米村正二 | 石平信司          | 鈴木勇士          | 飯塚正則、中山初絵                                                           |                          |
| 10月11日           | 203   | ムーランルージュ                             | 冨岡淳広 | 石平信司          | 佐々木勅嘉        | 藤崎真吾                                                                     |                          |
| 10月18日           | 204   | おもてなし、命かけてます!                    | 十川誠志 | 下田正美          | 山地光人          | 石川恵理、岡部実 櫻井拓郎、白川茉莉 竹森由加                                 |                          |
| 10月25日           | 205   | 反逆の狼煙                                   | 志茂文彦 | 石平信司          | 関田修            | 實藤晴香、森悦史 犬塚政彦                                                    |                          |
| 11月1日            | 206   | パニック・オブ・ライブラリー                 | 十川誠志 | 石平信司          | 清水一伸          | Heo Gi Dong、遠藤省二 椎葉幹朗                                               |                          |
| 11月8日            | 207   | ヒスイ立つ!                                  | 米村正二 | 藤原良二          | 福岡大生          | 糸島雅彦、柳瀬譲二 渡辺健一                                                  |                          |
| 11月15日           | 208   | アストラル・スピリタス                       | 冨岡淳広 | 下田正美          | 浅見松雄          | 宮崎里美、門智昭                                                             |                          |
| 11月22日           | 209   | ウェンディ vs. アクエリアス、遊園地であそぼ! | 十川誠志 | 藤原良二          | 佐々木勅嘉        | 藤崎真吾                                                                     |                          |
| 11月29日           | 210   | ギルドデッキ vs. 星霊デッキ                  | 冨岡淳広 | 石平信司          | 鈴木勇士          | 櫻井拓郎、竹森由加 森悦史、白川茉莉                                          |                          |
| 12月6日            | 211   | グレイ vs. キャンサー、ダンスバトル!         | 米村正二 | 田邉泰裕          | 関田修            | 犬塚政彦、實藤晴香 岡部実                                                    |                          |
| 12月13日           | 212   | ジュビア vs. アリエス、砂漠の死闘!           | 志茂文彦 | 藤原良二          | 加藤顕            | 糸島雅彦、福島勇 渡辺健一                                                    |                          |
| 12月20日           | 213   | エルザ vs. サジタリウス、馬上の決戦!         | 志茂文彦 | 池端隆史          | 清水一伸          | Heo Gi Dong、遠藤省二                                                        |                          |
| 12月27日           | 214   | ナツ vs. レオ                                | 米村正二 | 藤原良二          | 秋山宏            | 柳瀬譲二、森本由布紀 柴田ユウジ                                              |                          |
| 2015年 1月10日     | 215   | 蛇遣い座のオフィウクス                       | 冨岡淳広 | 田邉泰裕          | 佐々木勅嘉        | 藤崎真吾                                                                     |                          |
| 1月17日            | 216   | 星満ちて流るる時                             | 十川誠志 | 稲井仁            | 鈴木勇士          | 櫻井拓郎、白川茉莉 森悦史、渡辺健一                                          |                          |
| 1月24日            | 217   | 星霊獣                                       | 十川誠志 | 石平信司          | 関田修            | 犬塚政彦、岡部実 實藤晴香                                                    |                          |
| 1月31日            | 218   | Believe                                      | 十川誠志 | 石平信司          | 木村ひろし        | 門智昭、高乗陽子                                                             |                          |
| 2月7日             | 219   | 真心が紡ぐもの                               | 米村正二 | 藤原良二          | 秋山宏            | 森本由布希、中山初絵 糸島雅彦、深澤謙二 竹森由加                             |                          |
| 2月14日            | 220   | 413DAYS                                      | 志茂文彦 | 近藤信宏          | 伊藤史夫          | 中山初絵、飯塚正則                                                           |                          |
| 2月21日            | 221   | 白銀の迷宮                                   | 志茂文彦 | 下田正美          | 佐々木勅嘉        | 藤崎真吾                                                                     |                          |
| 2月28日            | 222   | 変身!                                        | 米村正二 | 石平信司          | 清水一伸          | Heo Gi Dong、遠藤省二 椎葉幹朗                                               |                          |
| 3月7日             | 223   | ケモケモが来た!                              | 十川誠志 | 高本宣弘          | 木村弘            | 飯飼一幸、門智昭                                                             |                          |
| 3月14日            | 224   | 君の来た場所                                 | 十川誠志 | 近藤信宏          | 加藤顕            | 實藤晴香、岡部実 犬塚政彦                                                    |                          |
| 3月21日            | 225   | いかづちの男                                 | 冨岡淳広 | 田邉泰裕          | 鈴木勇士          | 森悦史、渡辺健一 柴田ユウジ                                                  |                          |
| 3月28日            | 226   | FAIRY TAIL of the DEAD MEEEEEEEEEN           | 冨岡淳広 | 石平信司          | 関田修            | 糸島雅彦、櫻井拓郎 白河茉莉、小林一三 羽野宏範、嘉村弘之                     |                          |
| 4月4日             | 227   | 新たな冒険の朝                               | 十川誠志 | 石平信司          | 佐々木勅嘉        | 藤崎真吾                                                                     |                          |
| 4月11日            | 228   | 魔導士 vs. ハンター                          | 米村正二 | 池端隆史          | 藤本義孝          | 渡辺奈月                                                                     |                          |
| 4月18日            | 229   | 退化ノ法                                     | 志茂文彦 | 田邉泰裕          | 秋山宏            | 中山初絵、福島勇 森本由布紀、渡部桂太                                        |                          |
| 4月25日            | 230   | 悪魔回帰                                     | 志茂文彦 | 藤原良二          | 伊藤史夫          | 岡部実、渡辺健一 實藤晴香、犬塚政彦                                          |                          |
| 5月2日             | 231   | グレイ vs. ドリアーテ                        | 冨岡淳広 | 池端隆史          | 清水一伸 辻村梅子 | 遠藤省二、HWANG IN BUM 椎葉幹朗                                              |                          |
| 5月9日             | 232   | 炎の声                                       | 米村正二 | 西森章            | 鈴木勇士          | 森悦史、柴田ユウジ 渡辺健一、竹森由加                                        |                          |
| 5月16日            | 233   | Song of the Fairies                          | 十川誠志 | 石平信司          | 藤本義孝          | 渡辺奈月、山岡峻                                                             |                          |
| 5月23日            | 234   | 冥府の門編【序章】 九鬼門                    | 十川誠志 | 石平信司          | 秋山宏            | 佐野聡彦、森本由布紀 糸島雅彦                                                |                          |
| 5月30日            | 235   | 冥府の門編【序章】 妖精 対 冥府              | 冨岡淳広 | 田邉泰裕          | 佐々木勅嘉        | 藤崎真吾                                                                     |                          |
| 6月6日             | 236   | 冥府の門編【序章】 白き遺産                  | 志茂文彦 | 下田正美          | 加藤顕            | 犬塚政彦、岡部実 實藤晴香                                                    |                          |
| 6月13日            | 237   | 冥府の門編【序章】 ナツ vs. ジャッカル       | 米村正二 | 西森章            | 清水一伸 辻村梅子 | 遠藤省二、HWANG IN BUN 椎葉幹朗                                              |                          |
| 6月20日            | 238   | 冥府の門編 背徳と罪人                        | 十川誠志 | 石平信司          | 関田修            | 中山初絵、櫻井拓郎 白河茉莉、金二星 許亨準                                   |                          |
| 6月27日            | 239   | 冥府の門編 ジェラール vs. 六魔将軍           | 志茂文彦 | 石平信司          | 鈴木勇士          | 森悦史、渡辺健一 柴田ユウジ                                                  |                          |
| 7月4日             | 240   | 冥府の門編 祈りが届く場所                    | 冨岡淳広 | 石平信司          | 伊藤史夫          | 糸島雅彦、福島勇 中山初絵、飯塚正則 板倉健                                   |                          |
| 7月11日            | 241   | 冥府の門編 悪魔転生                          | 米村正二 | 下田正美          | 佐々木勅嘉        | 藤崎真吾                                                                     |                          |
| 7月18日            | 242   | 冥府の門編 生かすか殺すか                    | 冨岡淳広 | 西森章            | 秋山宏            | 犬塚政彦、岡部実 實藤晴香                                                    |                          |
| 7月25日            | 243   | 冥府の門編 ウェンディ vs. エゼル             | 志茂文彦 | 池端隆史          | 加藤顕            | 白河茉莉、櫻井拓郎 板倉健、飯塚正則 森悦史                                   |                          |
| 8月1日             | 244   | 冥府の門編 ずっと友達で                      | 米村正二 | 石平信司          | 清水一伸 辻橋綾佳 | 遠藤省二、HWANG IN BUM 椎葉幹朗                                              |                          |
| 8月8日             | 245   | 冥府の門編 ヘルズ・コア                      | 十川誠志 | 藤本義孝          | 藤本義孝          | 渡辺奈月                                                                     |                          |
| 8月15日            | 246   | 冥府の門編 冥王                              | 十川誠志 | 石平信司          | 鈴木勇士          | 金二星、渡辺健一 柴田ユウジ                                                  |                          |
| 8月22日            | 247   | 冥府の門編 アレグリア                        | 冨岡淳広 | 西森章            | 藤本義孝          | 藤崎真吾                                                                     |                          |
| 8月29日            | 248   | 冥府の門編 星々の一撃                        | 米村正二 | 下田正美          | 関田修 鈴木勇士   | 糸島雅彦、飯塚正則 中山初絵                                                  |                          |
| 9月5日             | 249   | 冥府の門編 星霊王 vs. 冥王                   | 志茂文彦 | 石平信司          | 山地光人          | 犬塚政彦、岡部実 實藤晴香                                                    |                          |
| 9月12日            | 250   | 冥府の門編 エルザ vs. ミネルバ               | 米村正二 | 石平信司          | 加藤顕            | 森本由布紀、石川恵理 竹森由加                                                |                          |
| 9月19日            | 251   | 冥府の門編 少年の物語                        | 志茂文彦 | 石平信司          | 藤本義孝          | 藤崎真吾、渡辺奈月                                                           |                          |
| 9月26日            | 252   | 冥府の門編 グレイ vs. シルバー               | 十川誠志 | 石平信司          | 伊藤史夫          | 大野勉、糸島雅彦 櫻井拓郎、白河茉莉                                          |                          |
| 10月3日            | 253   | 冥府の門編 銀色の想い                        | 冨岡淳広 | 石平信司          | 清水一伸 辻橋綾佳 | 遠藤省二、椎葉幹朗 Kim Ki Yeob                                               |                          |
| 10月10日           | 254   | 冥府の門編 Air                               | 志茂文彦 | 下田正美          | 藤本義孝          | 五十内裕輔、渡辺奈月                                                         |                          |
| 10月17日           | 255   | 冥府の門編 鋼                                | 十川誠志 | 西森章            | 鈴木勇士          | 柴田ユウジ、渡辺健一 牛島勇二、菊地勝則                                      |                          |
| 10月24日           | 256   | 冥府の門編 最後の一騎打ち                    | 十川誠志 | 田辺泰裕          | 加藤顕            | 糸島雅彦、犬塚政彦 實藤晴香                                                  |                          |
| 10月31日           | 257   | 冥府の門編 絶望の翼                          | 冨岡淳広 | 藤本義孝          | 藤本義孝          | 藤崎真吾                                                                     |                          |
| 11月7日            | 258   | 冥府の門編 火竜の鉄拳                        | 米村正二 | 秋山宏            | 秋山宏            | 森本由布紀                                                                   |                          |
| 11月14日           | 259   | 冥府の門編 00:00                             | 冨岡淳広 | 西森章            | 鈴木勇士          | 岡部実、糸島雅彦 石川恵理、竹森由加                                          |                          |
| 11月21日           | 260   | 冥府の門編 水晶の中の少女                    | 志茂文彦 | 嶌田惣一          | 嶌田惣一          | 永川桃子                                                                     |                          |
| 11月28日           | 261   | 冥府の門編 絶対の悪魔                        | 十川誠志 | 石平信司          | 藤本義孝          | 藤崎真吾                                                                     |                          |
| 12月5日            | 262   | 冥府の門編 メメント・モリ                    | 米村正二 | 西森章            | 清水一伸 辻橋綾佳 | 遠藤省二、椎葉幹朗 Kim Ki Yeob                                               |                          |
| 12月12日           | 263   | 冥府の門編 イシュガルに舞う                  | 十川誠志 | 下田正美          | 鈴木勇士          | 柴田ユウジ、渡辺健一 櫻井拓郎、糸島雅彦                                      |                          |
| 12月19日           | 264   | 冥府の門編 炎の雫                            | 十川誠志 | 石平信司          | 伊藤史夫          | 犬塚政彦、實藤晴香 武佐友紀子                                                |                          |
| 12月26日           | 265   | 編【終章】 それが生きる力だ                  | 十川誠志 | 石平信司          | 藤本義孝          | 藤崎真吾                                                                     |                          |
| 2016年 1月9日      | 266   | FAIRY TAIL ZERØ 心の中の妖精                 | 志茂文彦 | 石平信司          | 秋山宏            | 糸島雅彦、石川恵理 竹森由加                                                  |                          |
| 1月16日            | 267   | FAIRY TAIL ZERØ 冒険の始まり                 | 米村正二 | 池端隆士          | 加藤顕            | 岡部実、櫻井拓郎 白河茉莉、權容祥                                            |                          |
| 1月23日            | 268   | FAIRY TAIL ZERØ トレジャーハント             | 十川誠志 | 下田正美          | 佐藤真人          | 宍戸久美子                                                                   |                          |
| 1月30日            | 269   | FAIRY TAIL ZERØ 刃と踊る                     | 冨岡淳広 | 藤本義孝          | 藤本義孝          | 藤崎真吾                                                                     |                          |
| 2月6日             | 270   | FAIRY TAIL ZERØ 月明かりの湖                 | 志茂文彦 | 西森章            | 清水一伸 辻橋綾佳 | 遠藤省二、椎葉幹朗 Kim Kiyeod                                                |                          |
| 2月13日            | 271   | FAIRY TAIL ZERØ 青い髑髏                     | 米村正二 | 西森章            | 伊藤史夫          | 犬塚政彦、實藤晴香 武佐友紀子                                                |                          |
| 2月20日            | 272   | FAIRY TAIL ZERØ 魔道を伝える者               | 十川誠志 | 鈴木勇士          | 鈴木勇士          | 渡辺健一、柴田ユウジ 糸島雅彦                                                |                          |
| 2月27日            | 273   | FAIRY TAIL ZERØ 宝物                         | 冨岡淳広 | 古田丈司          | 藤本義孝          | 藤崎真吾、渡辺奈月                                                           |                          |
| 3月5日             | 274   | FAIRY TAIL ZERØ ロウ                         | 冨岡淳広 | 嶌田惣一          | 嶌田惣一          | 永川桃子                                                                     |                          |
| 3月12日            | 275   | FAIRY TAIL ZERØ 永遠の冒険                   | 志茂文彦 | 秋山宏            | 秋山宏 辻橋綾佳   | 石川恵理、櫻井拓郎 森本由布紀、白川茉莉 糸島雅彦、松下清志 渡辺健一          |                          |
| 3月19日            | 276   | 挑戦者                                       | 米村正二 | 西森章            | 藤本義孝          | 藤崎真吾                                                                     |                          |
| 3月26日            | 277   | 炎のメッセージ                               | 十川誠志 | 石平信司          | 石平信司          | 竹内進二、佐野聡彦 犬塚政彦、實藤晴香                                        |                          |
| ファイナルシリーズ |       |                                              |          |                   |                   |                                                                              |                          |
| 2018年 10月7日     | 278   | 蛇姫の鱗感謝祭                               | 十川誠志 | 石平信司          | 橋本直人          | 犬塚政彦                                                                     | 佐野聡彦                 |
| 10月14日           | 279   | 愛しているから                               | 米村正二 | 鈴木勇士          | 鈴木勇士          | 飯塚正則、犬塚政彦 中山初絵                                                  | 森本由布希               |
| 10月21日           | 280   | 黒魔術教団                                   | 志茂文彦 | 辻橋綾香          | 辻橋綾香          | 渡辺健一 、石川恵理                                                          | 中山初絵                 |
| 10月28日           | 281   | 地下の激闘                                   | 冨岡淳広 | 石平信司          | 高山智也          | 藤崎真吾                                                                     | 佐野聡彦                 |
| 11月4日            | 282   | 浄化作戦                                     | 米村正二 | 清水一伸          | 清水一伸          | 岡垣優、柴田ユウジ                                                           | 福島勇                   |
| 11月11日           | 283   | イクサツナギ                                 | 志茂文彦 | 石平信司          | 清水明            | 鈴木伸一、小林ゆかり 桝井一平、Shin Hyung Sik                                | 中山初絵                 |
| 11月18日           | 284   | 回想録                                       | 十川誠志 | 石平信司          | 秋山宏            | 森本由布希                                                                   | 森本由布希               |
| 11月25日           | 285   | 七代目ギルドマスター                         | 冨岡淳広 | 石平信司          | 鈴木勇士          | 正木優太、岡部実                                                             | 佐野聡彦                 |
| 12月2日            | 286   | 空間の掟                                     | 冨岡淳広 | 伊藤史夫          | 伊藤史夫          | 大塚政彦                                                                     | 福島勇                   |
| 12月9日            | 287   | 皇帝スプリガン                               | 志茂文彦 | 石平信司          | 高山智也          | なかじまちゅうじ、藤崎真吾                                                   | 中山初絵                 |
| 12月16日           | 288   | 神に見捨てられた地へ                         | 米村正二 | 辻𣘺綾佳          | 辻𣘺綾佳          | 森悦史、八木元喜 吉田肇、渡部桂太 森本由布希                                 | 森本由布希               |
| 12月23日           | 289   | メイビスとゼレフ                             | 十川誠志 | 石平信司          | 横内一樹          | 渡辺健一、石川恵理                                                           | 佐野聡彦                 |
| 2019年 1月6日      | 290   | 妖精の心臓                                   | 十川誠志 | 石平信司          | 伊藤史夫          | 糸島雅彦、青野厚司 松下清志                                                  | 中山初絵                 |
| 1月13日            | 291   | マグノリア防衛戦                             | 冨岡淳広 | 清水一伸          | 清水一伸          | 岡垣優、柴田ユウジ                                                           | 福島勇                   |
| 1月20日            | 292   | 明星                                         | 志茂文彦 | 佐野聡彦          | 橋本直人          | 岡部実、正木優太                                                             | 佐野聡彦                 |
| 1月27日            | 293   | その香りは誰がために                         | 米村正二 | 石平信司          | 高山智也          | 藤崎真吾                                                                     | 森本由布希               |
| 2月3日             | 294   | ナツ vs. ゼレフ                              | 冨岡淳広 | 鈴木勇士          | 鈴木勇士          | 犬塚政彦                                                                     | 中山初絵                 |
| 2月10日            | 295   | 400年の時を超え                              | 米村正二 | 石平信司          | 秋山宏            | 森本由布希                                                                   | 森本由布希               |
| 2月17日            | 296   | あたしのしたい事                             | 志茂文彦 | 伊藤史夫          | 伊藤史夫          | 波風立志                                                                     | 佐野聡彦                 |
| 2月24日            | 297   | 戦いが終わるまでは                           | 十川誠志 | 石平信司          | 福元しんいち      | 菅原浩喜、相原理沙 漢人寛子                                                  | 福島勇                   |
| 3月3日             | 298   | 静かなる時の中で                             | 冨岡淳広 | 辻𣘺綾佳          | 辻𣘺綾佳          | 岡垣優、石川恵理 糸島雅彦                                                    | 中山初絵 佐野聡彦        |
| 3月10日            | 299   | 復活のナツ!!                                 | 米村正二 | 清水一伸          | 清水一伸          | 渡辺健一、飯塚正則                                                           | 森本由布希               |
| 3月17日            | 300   | 屍のヒストリア                               | 十川誠志 | 石平信司          | 清水明            | 鈴木伸一、那須野文 桝井一平、安斉佳恵 清水恵蔵、野上慎也 j-cube、HANIL YABES | 福島勇 佐野聡彦 中山初絵 |
| 3月24日            | 301   | 気魄                                         | 志茂文彦 | 石平信司          | 高山智也          | 藤崎真吾                                                                     | 佐野聡彦                 |
| 3月31日            | 302   | 第三の印                                     | 志茂文彦 | 鈴木勇士          | 鈴木勇士          | 犬塚政彦                                                                     | 中山初絵                 |
| 4月7日             | 303   | ずっと二人で                                 | 十川誠志 | 石平信司          | 秋山宏            | 森本由布希、秋山宏                                                           | 森本由布希               |
| 4月14日            | 304   | フェアリーテイル ZERO                        | 米村正二 | 石平信司          | 橋本直人          | 岡部実、柴部ユウジ                                                           | 福島勇                   |
| 4月21日            | 305   | 白きドラグニル                               | 冨岡淳広 | 高山智也          | 高山智也          | 藤崎真吾                                                                     | 佐野聡彦                 |
| 4月28日            | 306   | 冬の魔導士                                   | 冨岡淳広 | 伊藤史夫          | 伊藤史夫          | 玉木優太、森悦史 岡垣優                                                      | 中山初絵                 |
| 5月5日             | 307   | グレイとジュビア                             | 十川誠志 | 石平信司          | 牧野友映          | 大野勉、青野厚司                                                             | 森本由布希               |
| 5月12日            | 308   | ゼレフ書最強の悪魔                           | 米村正二 | 佐野聡彦          | 横内一樹          | 渡辺健一、石川恵理                                                           | 福島勇                   |
| 5月19日            | 309   | 壊れた絆を                                   | 志茂文彦 | 石平信司          | 高山智也          | 藤崎真吾                                                                     | 佐野聡彦                 |
| 5月26日            | 310   | 快楽と苦痛                                   | 冨岡淳広 | 辻𣘺綾佳          | 辻𣘺綾佳          | 犬塚政彦                                                                     | 中山初絵                 |
| 6月2日             | 311   | ナツノココロ                                 | 志茂文彦 | 清水一伸          | 清水一伸          | 糸島雅彦、飯塚正則 中村初絵                                                  | 福島勇                   |
| 6月9日             | 312   | 白影竜のスティング                           | 十川誠志 | 石平信司          | 加藤崚一          | 野口和夫                                                                     | 森本由布希               |
| 6月16日            | 313   | 竜の種                                       | 米村正二 | 石平信司          | 高山智也          | 藤崎真吾                                                                     | 佐野聡彦                 |
| 6月23日            | 314   | 極限付加術                                   | 志茂文彦 | 鈴木勇士          | 鈴木勇士          | 岡部実、岡垣優 柴田ユウジ                                                    | 中山初絵                 |
| 6月30日            | 315   | 竜か悪魔か                                   | 米村正二 | 橋本直人          | 橋本直人          | 森本由布希 正木優太 森悦史                                                   | 福島勇                   |
| 7月7日             | 316   | グレイの切り札                               | 十川誠志 | 石平信司          | 神谷望夢          | Prommee Saksit                                                               | 森本由布希               |
| 7月14日            | 317   | 黒い未来                                     | 冨岡淳広 | 高山智也          | 高山智也          | 藤崎真吾                                                                     | 佐野聡彦                 |
| 7月21日            | 318   | ぼくのなまえは…                              | 冨岡淳広 | 石平信司          | 伊藤史夫          | 犬塚政彦                                                                     | 中山初絵                 |
| 7月28日            | 319   | 情                                           | 米村正二 | 石平信司          | 橋本直人          | 服部憲知 K-PRO 金海淑                                                        | 福島勇 中山初絵          |
| 8月4日             | 320   | ネオ・エクリプス                             | 志茂文彦 | 鈴木勇士          | 鈴木勇士          | 渡辺健一、石川恵理                                                           | 森本由布希               |
| 8月11日            | 321   | 愛はもう見えない                             | 十川誠志 | 石平信司          | 高山智也          | 藤崎真吾                                                                     | 佐野聡彦                 |
| 8月18日            | 322   | 誓いの扉                                     | 米村正二 | 石平信司          | 鈴木勇士          | 波風立志                                                                     | 中山初絵                 |
| 8月25日            | 323   | 荒ぶる竜の炎                                 | 十川誠志 | 高橋優也          | 辻𣘺綾佳          | 岡垣優 飯塚正則                                                              | 福島勇                   |
| 9月1日             | 324   | 炎消える時                                   | 志茂文彦 | 石平信司          | 秋山宏            | 森本由布希                                                                   | 森本由布希               |
| 9月8日             | 325   | 世界崩壊                                     | 冨岡淳広 | 高山智也          | 高山智也          | 藤崎真吾                                                                     | 佐野聡彦                 |
| 9月15日            | 326   | 希望の魔法                                   | 十川誠志 | 石平信司          | 清水一伸          | 正木優太 森悦史 岡部実 柴田ユウジ                                            | 中山初絵                 |
| 9月22日            | 327   | 繋がる心                                     | 十川誠志 | 石平信司          | 鈴木勇士          | 大塚政彦                                                                     | 福島勇                   |
| 9月29日            | 328   | かけがえのない仲間たち                       | 十川誠志 | 石平信司          | 橋本直人          | 石川恵理 渡辺健一 飯塚正則                                                   | 佐野聡彦                 |

#### 放送局

##### 日本国内での放送
| 第1期                       | 第1期              | 第1期 | 第1期 | 第1期            | 第1期                                      |
| 放送地域                    | 放送局             | 放送期間 | 放送日時 | 放送系列         | 備考                                       |
| --------------------------- | ------------------ | --- | --- | ---------------- | ------------------------------------------ |
| 関東広域圏                  | テレビ東京         | 2009年10月12日 - 2011年3月28日 2011年4月2日 - 2013年3月30日                                                                                                 | 月曜 19:30 - 20:00 土曜 10:30 - 11:00 | テレビ東京系列   | 製作局                                     |
| 北海道                      | テレビ北海道       | 2009年10月12日 - 2011年3月28日 2011年4月2日 - 2013年3月30日                                                                                                 | 月曜 19:30 - 20:00 土曜 10:30 - 11:00 | テレビ東京系列   | 同時ネット                                 |
| 愛知県                      | テレビ愛知         | 2009年10月12日 - 2011年3月28日 2011年4月2日 - 2013年3月30日                                                                                                 | 月曜 19:30 - 20:00 土曜 10:30 - 11:00 | テレビ東京系列   | 同時ネット                                 |
| 大阪府                      | テレビ大阪         | 2009年10月12日 - 2011年3月28日 2011年4月2日 - 2013年3月30日                                                                                                 | 月曜 19:30 - 20:00 土曜 10:30 - 11:00 | テレビ東京系列   | 同時ネット                                 |
| 岡山県・香川県              | テレビせとうち     | 2009年10月12日 - 2011年3月28日 2011年4月2日 - 2013年3月30日                                                                                                 | 月曜 19:30 - 20:00 土曜 10:30 - 11:00 | テレビ東京系列   | 同時ネット                                 |
| 福岡県                      | TVQ九州放送        | 2009年10月12日 - 2011年3月28日 2011年4月2日 - 2013年3月30日                                                                                                 | 月曜 19:30 - 20:00 土曜 10:30 - 11:00 | テレビ東京系列   | 同時ネット                                 |
| 岐阜県                      | 岐阜放送           | 2009年10月12日 - 2011年3月28日 | 月曜 19:30 - 20:00 | 独立局           | 同時ネット 途中で打ち切り                  |
| 奈良県                      | 奈良テレビ         | 2009年10月19日 - 2012年4月16日 2012年4月19日 - 2013年5月2日                                                                                                 | 月曜 19:30 - 20:00 木曜 7:30 - 8:00 | 独立局           | 遅れネット                                 |
| 滋賀県                      | びわ湖放送         | 2011年7月2日 - 2012年9月29日 2012年10月7日 - 2013年7月7日 2013年7月14日 - 2014年3月30日 2014年4月7日 - 7月7日 2014年7月14日 - 1月26日 2015年2月2日 - 2月9日 | 土曜 13:30 - 14:00 日曜 1:55 - 2:25（土曜深夜） 日曜 2:25 - 2:55（土曜深夜） 月曜 2:40 - 3:10（日曜深夜） 月曜 2:30 - 3:00（日曜深夜） 月曜 2:00 - 2:30（日曜深夜） | 独立局           | 遅れネット                                 |
| 日本全域                    | AT-X               | 2009年10月23日 - 2012年9月28日 2012年10月5日 - 2013年4月12日                                                                                                | 金曜 8:30 - 9:00 金曜 21:30 - 22:00 | アニメ専門CS放送 | 遅れネット リピート放送あり                |
| 日本全域                    | キッズステーション | 2011年1月7日 - 1月21日 2011年1月24日 - 3月29日 2012年1月12日 - 4月26日 2012年5月1日 - 5月22日                                                               | 金曜 7:30 - 7:57 月曜 - 金曜 17:30 - 18:00 木曜 19:00 - 20:00 月曜 - 金曜 19:30 - 20:00                                                                             | CS放送           | 遅れネット リピート放送あり 第96話まで放送 |
| 日本全域                    | アニマックス       | 2018年3月26日 - | 月曜 - 金曜 18:00 - 19:00 7:00 - 8:00 | CS放送           | 遅れネット 毎週2話連続放送                 |
| 第2期                       |                    | | |                  |                                            |
| 放送地域                    | 放送局             | 放送期間 | 放送日時 | 放送系列         | 備考                                       |
| 関東広域圏                  | テレビ東京         | 2014年4月5日 - 2016年3月26日 | 土曜 10:30 - 11:00 | テレビ東京系列   | 製作局                                     |
| 北海道                      | テレビ北海道       | 2014年4月5日 - 2016年3月26日 | 土曜 10:30 - 11:00 | テレビ東京系列   | 同時ネット                                 |
| 愛知県                      | テレビ愛知         | 2014年4月5日 - 2016年3月26日 | 土曜 10:30 - 11:00 | テレビ東京系列   | 同時ネット                                 |
| 大阪府                      | テレビ大阪         | 2014年4月5日 - 2016年3月26日 | 土曜 10:30 - 11:00 | テレビ東京系列   | 同時ネット                                 |
| 岡山県・香川県              | テレビせとうち     | 2014年4月5日 - 2016年3月26日 | 土曜 10:30 - 11:00 | テレビ東京系列   | 同時ネット                                 |
| 福岡県                      | TVQ九州放送        | 2014年4月5日 - 2016年3月26日 | 土曜 10:30 - 11:00 | テレビ東京系列   | 同時ネット                                 |
| 和歌山県                    | テレビ和歌山       | 2014年6月5日 - 2016年5月19日 | 木曜 7:30 - 8:00 | 独立局           | 遅れネット 第1期は未放送                   |
| 滋賀県                      | びわ湖放送         | 2015年2月15日 - 10月12日 2015年10月19日 - 2016年4月25日 2016年5月9日 - 2017年5月8日 2017年5月22日 2017年5月29日                                             | 月曜 2:00 - 2:30（日曜深夜） 月曜 1:30 - 2:00（日曜深夜） 月曜 3:00 - 3:30（日曜深夜） 月曜 4:00 - 4:30（日曜深夜） 月曜 1:05 - 1:35（日曜深夜）                    | 独立局           | 遅れネット                                 |
| 日本全域                    | AT-X               | 2014年4月11日 - 2016年4月1日 | 金曜 21:30 - 22:00 | CS放送           | 遅れネット リピート放送あり                |
| ファイナルシリーズ（第3期） |                    | | |                  |                                            |
| 放送地域                    | 放送局             | 放送期間 | 放送日時 | 放送系列         | 備考                                       |
| 関東広域圏                  | テレビ東京         | 2018年10月7日 - 2019年9月29日 | 日曜 7:00 - 7:30 | テレビ東京系列   | 製作局                                     |
| 北海道                      | テレビ北海道       | 2018年10月7日 - 2019年9月29日 | 日曜 7:00 - 7:30 | テレビ東京系列   | 同時ネット                                 |
| 愛知県                      | テレビ愛知         | 2018年10月7日 - 2019年9月29日 | 日曜 7:00 - 7:30 | テレビ東京系列   | 同時ネット                                 |
| 大阪府                      | テレビ大阪         | 2018年10月7日 - 2019年9月29日 | 日曜 7:00 - 7:30 | テレビ東京系列   | 同時ネット                                 |
| 岡山県・香川県              | テレビせとうち     | 2018年10月7日 - 2019年9月29日 | 日曜 7:00 - 7:30 | テレビ東京系列   | 同時ネット                                 |
| 福岡県                      | TVQ九州放送        | 2018年10月7日 - 2019年9月29日 | 日曜 7:00 - 7:30 | テレビ東京系列   | 同時ネット                                 |
| 和歌山県                    | テレビ和歌山       | 2018年11月21日 - 2019年11月13日 | 水曜 7:30 - 8:00 | 独立局           | 遅れネット                                 |
| 日本全域                    | AT-X               | 2018年10月10日 - 2019年10月2日 | 水曜 23:00 - 23:30 | CS放送           | 遅れネット リピート放送あり                |

##### 日本国外での放送
| 国   | 放送局     | 放送期間                                                         | 放送日時                                                | 備考                                                                               |
| ---- | ---------- | ---------------------------------------------------------------- | ------------------------------------------------------- | ---------------------------------------------------------------------------------- |
| 台湾 | 台湾テレビ | 2010年4月18日 - 2013年10月6日（第1期） 2015年8月15日 - （第2期） | 日曜 18:00 - 18:30（第1期） 土曜 18:00 - 18:30（第2期） | 台湾標準時表示 番組名「魔導少年」 再放送あり 2012年8月19日よりハイビジョン放送     |
| 香港 | 無綫電視   | 2011年7月14日 -                                                  | 月曜 - 金曜 21:30 - 22:00 （香港時間）                  | 番組名「FAIRY TAIL魔導少年」 再放送あり 5時30分-6時00分再放送 （2011年7月15日 - ） |

##### 再放送
| 放送地域       | 放送局         | 放送期間                      | 放送日時         | 放送系列       |
| -------------- | -------------- | ----------------------------- | ---------------- | -------------- |
| 関東広域圏     | テレビ東京     | 2009年11月1日 - 2010年3月28日 | 日曜 9:00 - 9:30 | テレビ東京系列 |
| 北海道         | テレビ北海道   | 2009年11月1日 - 2010年3月28日 | 日曜 9:00 - 9:30 | テレビ東京系列 |
| 愛知県         | テレビ愛知     | 2009年11月1日 - 2010年3月28日 | 日曜 9:00 - 9:30 | テレビ東京系列 |
| 大阪府         | テレビ大阪     | 2009年11月1日 - 2010年3月28日 | 日曜 9:00 - 9:30 | テレビ東京系列 |
| 岡山県・香川県 | テレビせとうち | 2009年11月1日 - 2010年3月28日 | 日曜 9:00 - 9:30 | テレビ東京系列 |
| 福岡県         | TVQ九州放送    | 2009年11月1日 - 2010年3月28日 | 日曜 9:00 - 9:30 | テレビ東京系列 |

- 同枠では2009年10月より特撮番組が予定されていたが、急遽放送予定が中止となったための穴埋め措置であるため、当初は提供クレジットに表示するスポンサーが特に存在しなかった（提供テロップは「MEDIANET PICTURES」と表記）。
- 当初はAパート、Bパート冒頭と次回予告（翌週朝9時に放送する分）時に翌日放送予定のサブタイトルをテロップで表示していた。末期より翌日放送分の次回予告を放送している（明日放送の「FAIRY TAIL」は、というテロップが付いている）。
- 本放送で「ハッピーの 今日だけ言わせて! 着ボイス」を実施してからはEDをL字で放送し、翌日放送分の内容と連動したクイズ問題を出題するなどをしている。

| 放送地域       | 放送局         | 『おさらいっ!』放送期間      | 『ベスト!』放送期間          | 放送日時           | 放送系列       | 備考                                                                                                |
| -------------- | -------------- | ---------------------------- | ---------------------------- | ------------------ | -------------- | --------------------------------------------------------------------------------------------------- |
| 関東広域圏     | テレビ東京     | 2011年4月7日 - 2012年3月29日 | 2013年4月4日 - 2014年3月27日 | 木曜 17:30 - 18:00 | テレビ東京系列 | |
| 北海道         | テレビ北海道   | 2011年4月7日 - 2012年3月29日 | 2013年4月4日 - 2014年3月27日 | 木曜 17:30 - 18:00 | テレビ東京系列 | |
| 愛知県         | テレビ愛知     | 2011年4月7日 - 2012年3月29日 | 2013年4月4日 - 2014年3月27日 | 木曜 17:30 - 18:00 | テレビ東京系列 | |
| 大阪府         | テレビ大阪     | 2011年4月7日 - 2012年3月29日 | 2013年4月4日 - 2014年3月27日 | 木曜 17:30 - 18:00 | テレビ東京系列 | |
| 岡山県・香川県 | テレビせとうち | 2011年4月7日 - 2012年3月29日 | 2013年4月4日 - 2014年3月27日 | 木曜 17:30 - 18:00 | テレビ東京系列 | |
| 福岡県         | TVQ九州放送    | 2011年4月7日 - 2012年3月29日 | 2013年4月4日 - 2014年3月27日 | 木曜 17:30 - 18:00 | テレビ東京系列 | |
| 日本全域       | BSジャパン     | 未放送                       | 2014年1月9日 - 4月3日        | 木曜 17:00 - 17:30 | BSデジタル放送 | 『フェアリーテイル ベスト!』からで 本放送の第163話から放送開始。 本放送も含めて、BSジャパン初放送。 |

##### ネット配信
| 配信元             | 配信期間        | 配信日時        | 備考                                        |
| ------------------ | --------------- | --------------- | ------------------------------------------- |
| GYAO!              | 2014年4月11日 - | 金曜 0:00 更新  | 第176話期間限定無料、第177話以降は1週間無料 |
| ニコニコチャンネル | 2014年4月11日 - | 金曜 1:00 更新  | WEB最速 第176話無料、第177話以降は有料配信  |
| 楽天ショウタイム   | 2014年4月11日 - | 金曜 15:00 更新 | 第176話無料                                 |
| バンダイチャンネル | 2014年7月4日 -  | 金曜 12:00 更新 | 第176話から                                 |
| dTV                |                 | 月曜 12:00 更新 |                                             |

#### 関連商品

##### CD
| 発売日         | タイトル                            | アーティスト    |
| -------------- | ----------------------------------- | --------------- |
| 2009年11月11日 | 完璧ぐ〜のね                        | 渡り廊下走り隊  |
| 2009年12月2日  | Snow fairy                          | FUNKIST         |
| 2010年1月27日  | S.O.W. センスオブワンダー           | アイドリング!!! |
| 2010年3月3日   | 追憶メリーゴーランド                | onelifecrew     |
| 2010年4月28日  | ft./ピースボール                    | FUNKIST         |
| 2010年6月23日  | ごめんね、私。                      | 南波志帆        |
| 2010年7月21日  | 君がいるから                        | 下川みくに      |
| 2010年9月1日   | R.P.G.〜Rockin' Playing Game        | SuG             |
| 2010年11月17日 | エガオノマホウ                      | MAGIC PARTY     |
| 2010年11月23日 | HOLY SHINE                          | Daisy×Daisy     |
| 2011年1月19日  | Fiesta                              | +Plus           |
| 2011年1月26日  | Be As One                           | w-inds.         |
| 2011年4月20日  | Evidence                            | Daisy×Daisy     |
| 2011年6月8日   | ひとりさみしく                      | ShaNa           |
| 2011年7月27日  | Don't think. Feel !!!               | アイドリング!!! |
| 2011年8月3日   | The Rock City Boy                   | JAMIL           |
| 2011年10月19日 | 永久のキズナ feat. Another Infinity | Daisy×Daisy     |
| 2011年11月30日 | この手伸ばして                      | Hi-Fi CAMP      |
| 2012年1月11日  | I Wish                              | Milky Bunny     |
| 2012年3月7日   | Boys be Ambitious!!                 | Hi-Fi CAMP      |
| 2012年5月23日  | はじまりの空                        | +Plus           |

- 「ごめんね、私。」のみアルバム収録曲。（タイトル「ごめんね、私。」）

| 発売日        | タイトル                                 | アーティスト | 規格品番   |
| ------------- | ---------------------------------------- | ------------ | ---------- |
| 2010年1月6日  | FAIRY TAIL ORIGINAL SOUNDTRACK VOL.1     | 高梨康治     | PCCG-01016 |
| 2010年7月7日  | FAIRY TAIL ORIGINAL SOUNDTRACK VOL.2     | 高梨康治     | PCCG-01057 |
| 2011年7月6日  | FAIRY TAIL ORIGINAL SOUNDTRACK VOL.3     | 高梨康治     | PCCG-01175 |
| 2013年3月20日 | FAIRY TAIL ORIGINAL SOUNDTRACK VOL.4     | 高梨康治     | PCCG-01337 |
| 2015年5月13日 | 「FAIRY TAIL」 ORIGINAL SOUND COLLECTION | 高梨康治     | EYCA-10453 |
| 2015年5月13日 | 「FAIRY TAIL」 ORIGINAL SOUND COLLECTION | 高梨康治     | EYCA-10454 |

| 発売日        | タイトル                                                              | 規格品番   | キャラクターソング                                                                |
| ------------- | --------------------------------------------------------------------- | ---------- | --------------------------------------------------------------------------------- |
| 2010年2月17日 | 『FAIRY TAIL』キャラクターソングコレクションVOL.1 ナツ & グレイ       | PCCG-70063 | 「Blaze Up」歌：ナツ（声：柿原徹也）                                              |
| 2010年2月17日 | 『FAIRY TAIL』キャラクターソングコレクションVOL.1 ナツ & グレイ       | PCCG-70063 | 「Frozen Soul」歌：グレイ（声：中村悠一）                                         |
| 2010年3月3日  | 『FAIRY TAIL』キャラクターソングコレクションVOL.2 ルーシィ & ハッピー | PCCG-70064 | 「OPEN THE GATE」歌：ルーシィ（声：平野綾）                                       |
| 2010年3月3日  | 『FAIRY TAIL』キャラクターソングコレクションVOL.2 ルーシィ & ハッピー | PCCG-70064 | 「ハッピーデイ」歌：ハッピー（声：釘宮理恵）                                      |
| 2011年4月27日 | アニメ「FAIRY TAIL」キャラクターソングアルバム Eternal Fellows        | PCCG-01161 | 「Eternal Fellows」歌：ナツ（声：柿原徹也）                                       |
| 2011年4月27日 | アニメ「FAIRY TAIL」キャラクターソングアルバム Eternal Fellows        | PCCG-01161 | 「Wings of Liberty」歌：エルザ（声：大原さやか）                                  |
| 2011年4月27日 | アニメ「FAIRY TAIL」キャラクターソングアルバム Eternal Fellows        | PCCG-01161 | 「METALLIC KISS」歌：ガジル（声：羽多野渉）                                       |
| 2011年4月27日 | アニメ「FAIRY TAIL」キャラクターソングアルバム Eternal Fellows        | PCCG-01161 | 「Have a nice day!」歌：ハッピー（声：釘宮理恵）&シャルル（声：堀江由衣）         |
| 2011年4月27日 | アニメ「FAIRY TAIL」キャラクターソングアルバム Eternal Fellows        | PCCG-01161 | 「Amazing Blessings」歌：ウェンディ（声：佐藤聡美）                               |
| 2011年4月27日 | アニメ「FAIRY TAIL」キャラクターソングアルバム Eternal Fellows        | PCCG-01161 | 「TRUE PRIDE」歌：グレイ（声：中村悠一）                                          |
| 2011年4月27日 | アニメ「FAIRY TAIL」キャラクターソングアルバム Eternal Fellows        | PCCG-01161 | 「日常賛歌 ~This Place~」歌：ルーシィ（声：平野綾）                               |
| 2012年5月16日 | アニメ「FAIRY TAIL」キャラクターソングアルバム2 キズナだろー!!        | PCCG-01220 | 「キズナだろー!!」歌：ナツ（声：柿原徹也）                                        |
| 2012年5月16日 | アニメ「FAIRY TAIL」キャラクターソングアルバム2 キズナだろー!!        | PCCG-01220 | 「スカーレット」歌：エルザ（声：大原さやか）                                      |
| 2012年5月16日 | アニメ「FAIRY TAIL」キャラクターソングアルバム2 キズナだろー!!        | PCCG-01220 | 「Naked dream」歌：グレイ（声：中村悠一）                                         |
| 2012年5月16日 | アニメ「FAIRY TAIL」キャラクターソングアルバム2 キズナだろー!!        | PCCG-01220 | 「ずっと一緒」歌：ウェンディ（声：佐藤聡美<歌>）&シャルル（声：堀江由衣<セリフ>） |
| 2012年5月16日 | アニメ「FAIRY TAIL」キャラクターソングアルバム2 キズナだろー!!        | PCCG-01220 | 「俺のIRONブルース」歌：ガジル（声：羽多野渉）                                    |
| 2012年5月16日 | アニメ「FAIRY TAIL」キャラクターソングアルバム2 キズナだろー!!        | PCCG-01220 | 「Happy Holiday」歌：ルーシィ（声：平野綾）                                       |
| 2012年5月16日 | アニメ「FAIRY TAIL」キャラクターソングアルバム2 キズナだろー!!        | PCCG-01220 | 「いつも全開だ」歌：ナツ（声：柿原徹也）&ハッピー（声：釘宮理恵）                 |

- アルバムを除き、各曲インストゥルメンタル・ヴァージョンを収録。

| 発売日        | タイトル                                                                    | 規格品番   |
| ------------- | --------------------------------------------------------------------------- | ---------- |
| 2013年4月17日 | TVアニメ「FAIRY TAIL」ドラマCD1 名探偵ルーシィ 〜鏡屋敷の連続妖精失踪事件〜 | PCCG-01338 |

- キャストは「妖精の尻尾」および「FAIRY TAILの登場人物」を参照。

##### DVD
| 巻数 | 発売日         | 収録話            | 規格品番   | ポストカード                        | 初回特典                                                        |
| ---- | -------------- | ----------------- | ---------- | ----------------------------------- | --------------------------------------------------------------- |
| 1    | 2010年1月29日  | 第1話 - 第4話     | PCBG-51521 | ナツ                                | DVD「キャストバトルオブフェアリーテイル」                       |
| 2    | 2010年2月26日  | 第5話 - 第8話     | PCBP-52122 | ルーシィ                            | FAIRY TAIL ANIME GUIDE BOOK 別冊「SORCERER」                    |
| 3    | 2010年3月17日  | 第9話 - 第12話    | PCBP-52123 | グレイ                              | ドラマCD 『FAIRY TAIL』番外編「ゴーストシップでGO！」           |
| 4    | 2010年4月30日  | 第13話 - 第16話   | PCBP-52124 | エルザ                              | キャラクターポストカード（エルザ）                              |
| 5    | 2010年5月28日  | 第17話 - 第20話   | PCBP-52125 | ハッピー                            | キャラクターポストカード（ハッピー）                            |
| 6    | 2010年6月25日  | 第21話 - 第24話   | PCBP-52126 | ナツ & ガジル                       | キャラクターポストカード（ナツ & ガジル）                       |
| 7    | 2010年7月30日  | 第25話 - 第28話   | PCBP-52127 | グレイ & ジュビア                   | キャラクターポストカード（グレイ & ジュビア）                   |
| 8    | 2010年8月27日  | 第29話 - 第32話   | PCBP-52128 | ルーシィ & ロキ                     | キャラクターポストカード（ルーシィ & ロキ）                     |
| 9    | 2010年10月6日  | 第33話 - 第36話   | PCBP-52129 | ナツ & ジェラール                   | キャラクターポストカード（ナツ & ジェラール）                   |
| 10   | 2010年11月3日  | 第37話 - 第40話   | PCBP-52130 | エルザ                              | キャラクターポストカード（エルザ）                              |
| 11   | 2010年12月1日  | 第41話 - 第44話   | PCBP-52131 | ラクサス                            | キャラクターポストカード（ラクサス）                            |
| 12   | 2010年12月24日 | 第45話 - 第48話   | PCBP-52132 | ナツ                                | キャラクターポストカード（ナツ）                                |
| 13   | 2011年2月2日   | 第49話 - 第52話   | PCBP-52183 | ナツ & ハッピー                     | キャラクターポストカード（ナツ & ハッピー）                     |
| 14   | 2011年3月2日   | 第53話 - 第56話   | PCBP-52184 | ウェンディ                          | キャラクターポストカード（ウェンディ）                          |
| 15   | 2011年4月27日  | 第57話 - 第60話   | PCBP-52185 | グレイ                              | キャラクターポストカード（グレイ）                              |
| 16   | 2011年5月3日   | 第61話 - 第64話   | PCBP-52186 | ルーシィ                            | キャラクターポストカード（ルーシィ）                            |
| 17   | 2011年6月1日   | 第65話 - 第68話   | PCBP-52187 | エルザ                              | キャラクターポストカード（エルザ）                              |
| 18   | 2011年7月6日   | 第69話 - 第72話   | PCBP-52188 | ナツ & ダブネ                       | キャラクターポストカード（ナツ & ダブネ）                       |
| 19   | 2011年8月3日   | 第73話 - 第76話   | PCBP-52189 | ギルダーツ                          | キャラクターポストカード（ギルダーツ）                          |
| 20   | 2011年9月7日   | 第77話 - 第80話   | PCBP-52190 | ハッピー & シャルル                 | キャラクターポストカード（ハッピー & シャルル）                 |
| 21   | 2011年10月5日  | 第81話 - 第84話   | PCBP-52191 | ナツ & ナツ（エドラスVer.）         | キャラクターポストカード（ナツ & ナツ（エドラスVer.））         |
| 22   | 2011年11月2日  | 第85話 - 第88話   | PCBP-52192 | ルーシィ & ルーシィ（エドラスVer.） | キャラクターポストカード（ルーシィ & ルーシィ（エドラスVer.）） |
| 23   | 2011年12月7日  | 第89話 - 第92話   | PCBP-52193 | エルザ & エルザ（エドラスVer.）     | キャラクターポストカード（エルザ & エルザ（エドラスVer.））     |
| 24   | 2012年1月6日   | 第93話 - 第96話   | PCBP-52194 | ガジル & パンサーリリー             | キャラクターポストカード（ガジル & パンサーリリー）             |
| 25   | 2012年2月1日   | 第97話 - 第100話  | PCBP-52355 | ウェンディ & メスト                 | キャラクターポストカード（ウェンディ & メスト）                 |
| 26   | 2012年3月7日   | 第101話 - 第104話 | PCBP-52356 | ゼレフ                              | キャラクターポストカード（ゼレフ）                              |
| 27   | 2012年4月4日   | 第105話 - 第108話 | PCBP-52357 | ミラ & リサーナ                     | キャラクターポストカード（ミラ & リサーナ）                     |
| 28   | 2012年5月2日   | 第109話 - 第112話 | PCBP-52358 | ジュビア                            | キャラクターポストカード（ジュビア）                            |
| 29   | 2012年6月6日   | 第113話 - 第116話 | PCBP-52359 | グレイ & ウルティア                 | キャラクターポストカード（グレイ & ウルティア）                 |
| 30   | 2012年7月4日   | 第117話 - 第120話 | PCBP-52360 | ナツ                                | キャラクターポストカード（ナツ）                                |
| 31   | 2012年8月1日   | 第121話 - 第124話 | PCBP-52361 | カナ & ギルダーツ                   | キャラクターポストカード（カナ & ギルダーツ）                   |
| 32   | 2012年9月5日   | 第125話 - 第128話 | PCBP-52362 | ナツ & ハッピー                     | キャラクターポストカード（ナツ & ハッピー）                     |
| 33   | 2012年10月3日  | 第129話 - 第132話 | PCBP-52363 | ルーシィ & ミッシェル               | キャラクターポストカード（ルーシィ & ミッシェル）               |
| 34   | 2012年11月7日  | 第133話 - 第136話 | PCBP-52364 | グレイ                              | キャラクターポストカード（グレイ）                              |
| 35   | 2012年12月5日  | 第137話 - 第140話 | PCBP-52365 | エルザ                              | キャラクターポストカード（エルザ）                              |
| 36   | 2013年1月9日   | 第141話 - 第144話 | PCBP-52366 | ウェンディ & シャルル               | キャラクターポストカード（ウェンディ & シャルル）               |
| 37   | 2013年2月6日   | 第145話 - 第148話 | PCBP-52367 | ナツ & ブレイン二世                 | キャラクターポストカード（ナツ & ブレイン二世）                 |
| 38   | 2013年3月6日   | 第149話 - 第152話 | PCBP-52368 | スティング & ローグ                 | キャラクターポストカード（スティング & ローグ）                 |
| 39   | 2013年4月3日   | 第153話 - 第156話 | PCBP-52769 | エルザ & ジェラール                 | キャラクターポストカード（エルザ & ジェラール）                 |
| 40   | 2013年5月1日   | 第157話 - 第161話 | PCBP-52770 | ルーシィ                            | キャラクターポストカード（ルーシィ）                            |
| 41   | 2013年6月5日   | 第162話 - 第166話 | PCBP-52711 | ラクサス                            | キャラクターポストカード（ラクサス）                            |
| 42   | 2013年7月3日   | 第167話 - 第169話 | PCBP-52712 | シェリア & ウェンディ               | キャラクターポストカード（シェリア & ウェンディ）               |
| 43   | 2013年8月7日   | 第170話 - 第172話 | PCBP-52713 | リオン & グレイ                     | キャラクターポストカード（リオン & グレイ）                     |
| 44   | 2013年9月4日   | 第173話 - 第175話 | PCBP-52714 | ナツ & ルーシィ                     | キャラクターポストカード（ナツ & ルーシィ）                     |

| 巻数 | 発売日         | 収録話            | ジャケット                                  | 特典映像                                                        |
| ---- | -------------- | ----------------- | ------------------------------------------- | --------------------------------------------------------------- |
| 1    | 2014年7月17日  | 第176話 - 第179話 | ナツ & ハッピー                             | 大魔闘演武・総集編（175話まで）                                 |
| 2    | 2014年8月16日  | 第180話 - 第183話 | ルーシィ                                    | トーク de ギルド!（第1回ゲスト：柿原徹也）                      |
| 3    | 2014年9月17日  | 第184話 - 第187話 | グレイ                                      | トーク de ギルド!（第2回ゲスト：釘宮理恵）                      |
| 4    | 2014年10月17日 | 第188話 - 第191話 | エルザ                                      | トーク de ギルド!（第3回ゲスト：大原さやか）                    |
| 5    | 2014年11月17日 | 第192話 - 第195話 | ウェンディ & シャルル                       | トーク de ギルド!（第4回ゲスト：中原麻衣）                      |
| 6    | 2014年12月17日 | 第196話 - 第199話 | ガジル & パンサーリリー                     | トーク de ギルド!（第5回ゲスト：中村悠一）                      |
| 7    | 2015年1月16日  | 第200話 - 第203話 | ラクサス                                    | トーク de ギルド!（第6回ゲスト：平野綾）                        |
| 8    | 2015年2月17日  | 第204話 - 第207話 | ジュビア                                    | トーク de ギルド!（第7回ゲスト：三森すずこ）                    |
| 9    | 2015年3月17日  | 第208話 - 第211話 | ジェラール                                  | トーク de ギルド!（第8回ゲスト：後藤沙緒里）                    |
| 10   | 2015年4月17日  | 第212話 - 第215話 | ミラジェーン                                | トーク de ギルド!（第9回ゲスト：黒田崇矢）                      |
| 11   | 2015年5月15日  | 第216話 - 第219話 | スティング & ローグ & レクター & フロッシュ | トーク de ギルド!（第10回ゲスト：辻親八、真山亜子、後藤ヒロキ） |
| 12   | 2015年6月17日  | 第220話 - 第223話 | メイビス                                    | トーク de ギルド!（第11回ゲスト：羽多野渉）                     |
| 13   | 2015年7月17日  | 第224話 - 第226話 | ナツ & ルーシィ & ハッピー                  | トーク de ギルド!（第12回ゲスト：浪川大輔）                     |

DVDは『月刊 FAIRY TAIL マガジン』に内包されている。
| テレビ東京系列 月曜 19:30 - 20:00                                                                                                   | テレビ東京系列 月曜 19:30 - 20:00                                                          | テレビ東京系列 月曜 19:30 - 20:00                                                                     |
| 前番組 | 番組名                                                                                     | 次番組                                                                                                |
| --- | ------------------------------------------------------------------------------------------ | --- |
| ヒカルの碁（再放送） （2009年4月20日 - 9月7日） ※19:28 - 19:54商品降臨 - ※19:54 - 20:00 - ※60分繰り下げの上継続                     | FAIRY TAIL（第1話 - 第72話） （2009年10月12日 - 2011年3月28日）                            | 遊☆戯☆王ZEXAL（第1話 - 第73話） （2011年4月11日 - 2012年9月24日） - ※19:30 - 20:00                    |
| テレビ東京系列 土曜 10:30 - 11:00                                                                                                   |                                                                                            | |
| 爆丸バトルブローラーズ ニューヴェストロイア （第31話 - 第52話） （2010年10月2日 - 2011年3月26日）                                   | FAIRY TAIL（第73話 - 第175話） （2011年4月2日 - 2013年3月30日）                            | 探検ドリランド -1000年の真宝- （2013年4月6日 - 2014年3月29日） - ※土曜 23:30 - 翌0:00から移動して継続 |
| 探検ドリランド -1000年の真宝- （2013年4月6日 - 2014年3月29日）                                                                      | FAIRY TAIL（第176話 - 第277話） （2014年4月5日 - 2016年3月26日） - ※本番組までテレビアニメ | ゴルフの真髄 - ※30分繰り上げの上継続                                                                  |
| テレビ東京系列 日曜 7:00 - 7:30 |                                                                                            | |
| こねこのチー ポンポンらー大旅行 （2018年4月8日 - 9月30日） ※7:00 - 7:14若おかみは小学生！ （2018年4月8日 - 9月23日） - ※7:14 - 7:30 | FAIRY TAIL（第278話 - 第328話） （2018年10月7日 - 2019年9月29日）                          | パウ・パトロール ベストセレクション （2019年10月6日 - 12月29日）                                      |

### スピンオフアニメ
2021年9月には『100 YEARS QUEST』のアニメ化が発表された。『FAIRY TAIL 100年クエスト』のタイトルで、2024年7月より2025年1月までテレビ東京系列ほかにて放送された。

#### スタッフ（100年クエスト）
- 原作 - 真島ヒロ[151]、上田敦夫[151]
- 総監督 - 石平信司[151]
- 監督 - 渡部穏寛[151]
- シリーズ構成 - 冨岡淳広[151]
- アニメーションキャラクターデザイン・総作画監督 - 迫由里香[151]
- 美術監督 - 魏斯曼
- 美術設定 - 海津利子
- 色彩設計 - 伊藤由紀子
- 撮影監督 - 廣瀬唯希
- 3DCGディレクター - 横川舞悠
- 編集 - 後藤正浩
- 音響監督 - はたしょう二[151]
- 音楽 - 高梨康治[151]
- 音楽制作 - エイベックス・ピクチャーズ、gloria
- 音楽協力 - テレビ東京ミュージック
- チーフプロデューサー - 塩谷佳之
- プロデューサー - 寺尾友里、斎藤譲、遠藤哲哉、大野亮介
- アニメーション制作統括 - 松倉友二
- アニメーション制作プロデューサー - 鈴木薫
- アニメーション制作 - J.C.STAFF[151]
- 製作 - FT100YQ製作委員会、テレ東

#### 主題歌（100年クエスト）
「Story」
Da-iCEによる第1クールオープニングテーマ。作詞・作曲は和田颯と明神ナオ、編曲は馬瀬みさきと小林ファンキ風格。
「Endless Happy-Ending」
THE RAMPAGEによる第2クールオープニングテーマ。作詞・作曲は草野華余子、編曲はBLACK ALBATROSS。
「友よ ここでサヨナラだ」
僕が見たかった青空による第1クールエンディングテーマ。作詞は秋元康、作曲・編曲は松尾一真。
「ties」
野田愛実による第2クールエンディングテーマ。作詞・作曲は野田愛実、編曲はTeppei Kakuda。
「Beyond the Quest」
高梨康治 featuring Noora Louhimo(BATTLE BEAST)による挿入歌。作詞は若井望、作曲は高梨康治。

#### 各話リスト（100年クエスト）
| 話数 | サブタイトル                   | 脚本              | 絵コンテ          | 演出                | 作画監督                                                                   | 初放送日      |
| ---- | ------------------------------ | ----------------- | ----------------- | ------------------- | -------------------------------------------------------------------------- | ------------- |
| #01  | “最初”のギルドと“最強”のギルド | 冨岡淳広          | 石平信司          | 渡部穏寛            | 長塚幸恵 福世孝明 橋本久美 齋藤和広 今井恵 横山悦子                        | 2024年 7月7日 |
| #02  | 竜の海                         | 十川誠志          | 渡部穏寛          | 新子太一 悲田院みお | 松本文男 福世孝明 橋本久美 齋藤和広 今井恵 横山悦子 Shin Nala Kim Jeongsun | 7月14日       |
| #03  | 刃、鎧、灰                     | 十川誠志          | 渡部穏寛          | 渡部穏寛            | 前村美幸 工藤公聖 北原里美 河野眞也 長塚幸恵                               | 7月21日       |
| #04  | 白く染まる                     | 冨岡淳広          | 渡部穏寛          | 竹澤清貴 悲田院みお | 松本文男 福世孝明 橋本久美 齋藤和広 今井恵 横山悦子 Shin Nala Kim Jeongsun | 7月28日       |
| #05  | 苦渋の決断                     | 十川誠志          | 大畑清隆          | 野上良之 清水桃     | 上田みね子 河野眞也 長塚幸恵                                               | 8月4日        |
| #06  | 炎の系譜                       | 冨岡淳広          | 渡部穏寛          | 渡部穏寛            | 前村美幸 河野眞也 工藤公聖 上田みね子 長塚幸恵 迫由里香                    | 8月11日       |
| #07  | 結果オーライ                   | 十川誠志          | 悲田院みお        | 新子太一            | 松本文男 福世孝明 橋本久美 齋藤和広 今井恵                                 | 8月18日       |
| #08  | 木神竜アルドロン               | 冨岡淳広          | 大畑清隆          | 前田薫平            | 中野友貴 篠田美咲                                                          | 8月25日       |
| #09  | 白滅                           | 十川誠志          | 髙木啓明          | 髙木啓明            | 松本文男 福世孝明 橋本久美 齋藤和広 今井恵 Kim Jeongsun Shin Nala          | 9月1日        |
| #10  | 新たなる刺客たち               | 十川誠志          | 石平信司          | 森義博              | 長塚幸恵 山内則康 上田みね子 西村彩                                        | 9月8日        |
| #11  | 霊竜のレイス                   | 冨岡淳広          | 石平信司          | 新子太一            | 齋藤和広 福世孝明 橋本久美 今井恵 松本文男 Shin Nala Kim Jeongsun          | 9月15日       |
| #12  | 反撃の切り札                   | 十川誠志          | 石平信司          | 野上良之            | 上田みね子 河野眞也 西村彩 長塚幸恵 前村美幸                               | 9月22日       |
| #13  | 紅の激闘                       | 冨岡淳広          | 渡部穏寛          | 竹澤清貴            | 齋藤和広 福世孝明 橋本久美 今井恵 松本文男 Shin Nala Kim Jeongsun          | 9月29日       |
| #14  | 暴虐の粘竜                     | 冨岡淳広          | 髙木啓明          | 髙木啓明            | 齋藤和広 福世孝明 橋本久美 今井恵 松本文男 Shin Nala Kim Jeongsun          | 10月13日      |
| #15  | 轟く大地                       | 十川誠志          | 渡部穏寛          | 野上良之            | 長塚幸恵 前村美幸 上田みね子 西村彩 武志鵬 津久井快                        | 10月20日      |
| #16  | ゴッドシード                   | 十川誠志          | 石平信司 渡部穏寛 | 冨永恒雄            | 齋藤和広 福世孝明 橋本久美 今井恵 松本文男 Shin Nala Kim Jeongsun          | 10月27日      |
| #17  | 生きる力                       | 冨岡淳広          | 渡部穏寛          | 渡部穏寛            | 長塚幸恵 西村彩 河野眞也 北原里美 上田みね子                               | 11月3日       |
| #18  | 燃ゆる意志                     | 冨岡淳広          | 渡部穏寛          | 渡部穏寛            | 齋藤和広 福世孝明 橋本久美 今井恵 松本文男 Shin Nala Kim Jeongsun          | 11月10日      |
| #19  | 水の翼                         | 十川誠志          | 石平信司          | 野上良之            | 長塚幸恵 前村美幸 上田みね子 河野眞也                                      | 11月17日      |
| #20  | 月神竜セレーネ                 | 十川誠志          | 石平信司          | 冨永恒雄            | 齋藤和広 福世孝明 橋本久美 今井恵 松本文男 Shin Nala Kim Jeongsun          | 11月24日      |
| #21  | 月下美神                       | 冨岡淳広 十川誠志 | 石平信司          | 小野田雄亮          | 長塚幸恵 さのえり 上田みね子 河野眞也 北原里美 武志鵬 西村彩               | 12月1日       |
| #22  | 百鬼夜行                       | 冨岡淳広          | 野上良之          | 野上良之            | 長塚幸恵 前村美幸 上田みね子 河野眞也 北原里美                             | 12月8日       |
| #23  | 剣聖                           | 十川誠志          | 渡部穏寛          | 渡部穏寛            | 長塚幸恵 前村美幸 上田みね子 河野眞也 北原里美 西村彩                      | 12月15日      |
| #24  | 醜き世界                       | 十川誠志          | 石平信司          | 渡部穏寛 野上良之   | 長塚幸恵 河野眞也 上田みね子 西村彩 北原里美                               | 12月22日      |
| #25  | 帰還                           | 冨岡淳広          | 石平信司          | 渡部穏寛            | 長塚幸恵 河野眞也 上田みね子 西村彩 北原里美 武志鵬                        | 2025年 1月5日 |

#### 放送局（100年クエスト）
| 放送期間                     | 放送時間           | 放送局                                       | 対象地域・備考                                              |
| ---------------------------- | ------------------ | -------------------------------------------- | ----------------------------------------------------------- |
| 2024年7月7日 - 2025年1月5日  | 日曜 17:30 - 18:00 | テレビ東京（製作局）ほか テレビ東京系列全6局 | 北海道・関東広域圏・愛知県・ 大阪府・岡山県・香川県・福岡県 |
| 2024年7月10日 - 2025年1月8日 | 水曜 20:00 - 20:30 | AT-X                                         | CS放送 / 字幕放送 / リピート放送あり                        |

| 配信開始日    | 配信時間                | 配信サイト | 備考                       |
| ------------- | ----------------------- | --- | -------------------------- |
| 2024年7月7日  | 日曜 18:00 更新         | Lemino アニメタイムズ |                            |
| 2024年7月10日 | 水曜 18:00 以降順次更新 | U-NEXT アニメ放題 ABEMA dアニメストア FOD DMM TV Hulu TVer ネットもテレ東 バンダイチャンネル Netflix J:COM STREAM TELASA milplus Prime Video Rakuten TV クランクイン!ビデオ MOVIE FULL+ HAPPY!動画 |                            |
| -             | -                       | カンテレドーガ music.jp ビデオマーケット | 放送終了後順次全話一挙配信 |

#### BD（100年クエスト）
| 巻 | 発売日         | 収録話          | 規格品番     |
| -- | -------------- | --------------- | ------------ |
| 1  | 2024年11月27日 | 第1話 - 第13話  | EYXA-14528/9 |
| 2  | 2025年2月26日  | 第14話 - 第25話 | EYXA-14530/1 |

| テレビ東京系列 日曜 17:30 - 18:00                                        | テレビ東京系列 日曜 17:30 - 18:00                        | テレビ東京系列 日曜 17:30 - 18:00            |
| 前番組                                                                   | 番組名                                                   | 次番組                                       |
| ------------------------------------------------------------------------ | -------------------------------------------------------- | -------------------------------------------- |
| キャプテン翼シーズン2 ジュニアユース編 （2023年10月1日 - 2024年6月30日） | FAIRY TAIL 100年クエスト （2024年7月7日 - 2025年1月5日） | 魔神創造伝ワタル （2025年1月12日 - 6月22日） |

## OAD
単行本26・27・31・35・38・39巻の特装版に挿入されるオリジナルアニメーションDVD。マガジンSPECIALなどに掲載された番外編を原作に、発売時点までのテレビアニメの設定が追加されており、テレビでは控え目だったお色気描写が盛り込まれている。第3話では原作者真島ヒロがアニメの絵コンテを初挑戦したオリジナルエピソード。第4話はテレビアニメ第152話をより詳細にしたもので、大魔闘演舞3か月前の海合宿の内容を描いたものである。また、アニメ化の要望が多かった番外編「ようこそナツの家!!」も盛り込まれている。第5話では大魔闘演武3日目夜の番外編をアニメ化、小冊子「FAIRY TAIL　ドキドキ・リュウゼツランド BONUS BOOK」も同梱。第6話では『FAIRY TAIL × RAVE』コラボ漫画をベースにアニメ化（その時の『RAVE』の状況はジェガンを倒した直後の話の模様）。
2012年8月31日には、このOAD3作品が劇場版の冒頭10分とあわせてニコニコ生放送で配信された。
単行本55・58・59巻より第2期のOADシリーズが発売。第1話は大魔闘演武後日談となる番外編、第2話はメイビスをもてなすエピソード、第3話はクリスマスエピソード。当初、第2話は第56巻特装版、第3話は第58巻特装版に同梱予定であったが都合により変更している。

### スタッフ（OAD）
- 原作 - 真島ヒロ
- 監督 - 石平信司（第1期）→アミノテツロ（第2期）
- キャラクターデザイン - 山本碧→竹内進二（第2期）、佐野聡彦（第2期）
- コンセプトデザイン（第1期） - 大河広行、岩永悦宜、大端幸子（第4-6話）
- デザインワークス（第2期） - 大河広行、岩永悦宜
- 美術監督 - 清水順子、永吉幸樹（第2、3話）、杉本智美（第4-6話）→石田晶子（第2期）、椎野隆介（第2期）
- 美術設定デザイン - 佐藤正浩、児玉陽平（第3-6話）
- カラーデザイン - 甲斐けいこ(第1-3話)、小野寺笑子
- 制服デザイン - 吉河美希 (第2話)
- 撮影監督 - 岩崎敦、佐藤陽一郎（第3-6話）→黒岩悟（第2期）
- 編集 - 岡祐司→逸見俊夫（第2期）
- 音響監督 - はたしょう二
- 音楽 - 高梨康治
- 音楽制作 - ポニーキャニオン→エイベックス ピクチャーズ（第2期）
- 音楽プロデューサー - 高取昌史（第1-3話）、伊達尚（第4-6話）→飯泉朝一（第2期）、吉田雄哉（第2期）
- アニメーション制作 - A-1 Pictures、サテライト（第1期）
- 製作 - 講談社

### 主題歌（OAD）
オープニングテーマ
| 曲名            | 話数     | 作詞     | 作曲     | 編曲     | 歌手                                        |
| --------------- | -------- | -------- | -------- | -------- | ------------------------------------------- |
| Eternal Fellows | 1 - 3    | 松井五郎 | 藤澤健至 | 藤澤健至 | ナツ（声：柿原徹也）                        |
| BLOW AWAY       | 4 - 6    | Funta3   | 隠田遼平 | 藤澤健至 | ナツ（声：柿原徹也） グレイ（声：中村悠一） |
| Give me five!   | 第2期OAD | 米倉千尋 | 米倉千尋 | 宮崎京一 | 米倉千尋                                    |

エンディングテーマ
| 曲名                    | 話数     | 作詞     | 作曲     | 編曲     | 歌手                                                                       |
| ----------------------- | -------- | -------- | -------- | -------- | -------------------------------------------------------------------------- |
| 日常賛歌 〜This Place〜 | 1 - 3    | Funta7   | Funta3   | Funta3   | ルーシィ（声：平野綾）                                                     |
| Happy Tale              | 4 - 6    | Funta3   | Funta7   | Funta7   | ルーシィ（声：平野綾） エルザ（声：大原さやか） ウェンディ（声：佐藤聡美） |
| 5文字の恋の行方         | 第2期OAD | 米倉千尋 | 米倉千尋 | 高山和芽 | 米倉千尋                                                                   |

挿入歌
| 曲名             | 話数 | 作詞     | 作曲         | 編曲         | 歌手                     |
| ---------------- | ---- | -------- | ------------ | ------------ | ------------------------ |
| Wings of Liberty | 2    | 斉藤恵   | 草野よしひろ | 草野よしひろ | エルザ（声：大原さやか） |
| Butterfly Kiss   | 6    | 米倉千尋 | 鵜島仁文     | aqua.t       | 米倉千尋                 |

### 各話リスト（OAD）
| 話数  | サブタイトル                                                      | シナリオ          | 絵コンテ          | 演出              | 作画監督                     | 収録単行本 | 発売日         |
| 第1期 | 第1期                                                             | 第1期             | 第1期             | 第1期             | 第1期                        | 第1期      | 第1期          |
| ----- | ----------------------------------------------------------------- | ----------------- | ----------------- | ----------------- | ---------------------------- | ---------- | -------------- |
| 1     | ようこそ フェアリーヒルズ!!                                       | 十川誠志          | 石平信司          | 水本葉月          | 内田孝                       | 第26巻     | 2011年 4月15日 |
| 2     | 妖精学園 ヤンキー君とヤンキーちゃん                               | 十川誠志          | 石平信司          | 辻泰永            | 岸本誠司                     | 第27巻     | 6月27日        |
| 3     | メモリーデイズ                                                    | -                 | 真島ヒロ          | 室谷靖            | 岸本誠司                     | 第31巻     | 2012年 2月17日 |
| 4     | 妖精たちの合宿                                                    | 冨岡淳広          | 安田賢司          | いわもとやすお    | 高橋優也                     | 第35巻     | 11月16日       |
|       | 劇場版FAIRY TAIL 鳳凰の巫女 劇場版FAIRY TAIL 序章「はじまりの朝」 | #劇場版アニメ参照 | #劇場版アニメ参照 | #劇場版アニメ参照 | #劇場版アニメ参照            | 第36巻     | 2013年 2月16日 |
| 5     | ドキドキ・リュウゼツランド                                        | 十川誠志          | 石平信司          | いわもとやすお    | 高橋優也                     | 第38巻     | 6月17日        |
| 6     | FAIRY TAIL×RAVE                                                   | 十川誠志 真島ヒロ | 石平信司          | いわもとやすお    | 高橋優也                     | 第39巻     | 8月16日        |
| 第2期 |                                                                   |                   |                   |                   |                              |            |                |
| 1     | 妖精たちの罰ゲーム                                                | 十川誠志          | アミノテツロ      | 北村淳一          | 林渡延 空流辺広子            | 第55巻     | 2016年 5月17日 |
| 2     | ナツvs.メイビス                                                   | 十川誠志          | アミノテツロ      | 所俊克            | IM DO YEON 佐藤勝行 佐藤綾子 | 第58巻     | 11月17日       |
| 3     | 妖精たちのクリスマス                                              | 十川誠志          | アミノテツロ      | 曽根利幸          | 佐藤綾子                     | 第59巻     | 12月16日       |

## ゲーム

### コンシューマーゲーム
FAIRY TAIL PORTABLE GUILD（フェアリーテイル ポータブルギルド）
2010年6月3日にコナミよりPlayStation Portable用ソフトとして発売。
TVアニメ FAIRY TAIL 激闘!魔導士決戦
2010年7月22日にハドソンよりニンテンドーDS用ソフトとして発売。
FAIRY TAIL PORTABLE GUILD 2（フェアリーテイル ポータブルギルド2）
2011年3月10日にコナミよりPlayStation Portable用ソフトとして発売。
Original story from FAIRY TAIL 激突!カルディア大聖堂
2011年4月21日にハドソンよりニンテンドーDS用ソフトとして発売。ハドソンよりリリースされた最後のDS用タイトル 。
FAIRY TAIL ゼレフ覚醒
2012年3月22日にコナミよりPlayStation Portable用ソフトとして発売。
FAIRY TAIL
2020年7月30日にコーエーテクモゲームスよりPlayStation 4/Nintendo Switch用ソフトとして発売。コンシューマ向けとしては『ゼレフ覚醒』以来の完全新作となる。

### モバイルゲーム
FAIRY TAIL
タイトーから2010年10月11日より携帯電話用ソーシャルゲームとしてMobageで運用開始。2013年9月30日にサービス終了。
原作者の描き下ろしイラスト、が採用されている。
サービス開始2周年にあたる2012年10月11日から1週間、女性キャラ限定の人気投票「ミスフェアリーテイルコンテスト2012」が開催された。投票対象キャラはアニメ版に準拠、上位3名には原作者の描き下ろしカードとなる。
また、同月よりTVアニメの声優陣のキャラクターボイスを収録したカードがサービスに採用されている。
FAIRY TAIL 〜BRAVE GUILD〜（フェアリーテイル ブレイブギルド）
タイトーから2013年12月11日より携帯電話用ソーシャルゲームとしてGREEで運用開始、2017年2月15日よりMobageで運用開始。いずれも2019年12月17日にサービス終了。
FAIRY TAIL 〜BRAVE SAGA〜（フェアリーテイル ブレイブサーガ）
タイトーから2014年9月30日よりAndroid用アプリ、2014年10月14日よりiOS用アプリとして配信開始。2016年8月31日にサービス終了。
FAIRY TAIL 極・魔法乱舞（フェアリーテイル ごくまほうらんぶ）
コプロから2015年12月15日よりiOS用アプリ、2015年12月4日よりAndroid用アプリとして配信開始。2022年4月28日にサービス終了。
FAIRY TAIL Dice Magic（フェアリーテイル ダイスマジック）
フジゲームスから2019年1月18日よりiOS用/Android用アプリとして配信開始。2019年12月24日にサービス終了。
FAIRY TAIL ギルドマスターズ
NOA.TECから2021年4月27日よりiOS用/Android用アプリとして配信開始。

### 体感型ゲーム
FAIRY TAIL 謎ときクエスト 〜妖精の尻尾へようこそ！〜
2015年4月25日〜5月31日に東京と大阪で、2015年12月12日〜2016年1月17日に北海道でタイトーが催したリアル謎解きゲーム。

### 他作品でのコラボレーション
- ハンゲームコラボ[165]
  - 大富豪（2009年[166]）
  - ばばぬき（2009年[167]）
  - 7ならべ（2009年[168]）
  - 集まれ!コスモトレーナー（2009年[169]）
  - チョコットランド（2010年[170]）
  - ハッピージグソー（2010年[171]）
  - コレクションキングDX（2010年[172]）
  - わくわくフィッシング（2010年[173]）
  - 森のいきもの図鑑（2010年[174]）
  - 神経衰弱モンスターズ（2010年[175]）
  - ファンタジーウォーカー (2010年[176])
  - 新二人で花札（2010年[177]）
  - ELSWORD (2010年[178])
- ヴァイスシュヴァルツ
  - トライアルデッキ (2010年)
  - ブースターパック 幽鬼の支配者編 (2010年)
  - エクストラブースター 楽園の塔編 (2011年)
  - エクストラブースター 六魔将軍編(2011年)
- ネクソン4タイトルコラボ[179]
  - テイルズウィーバー（2012年[179]）
  - アスガルド（2012年[179]）
  - アラド戦記（2012年[179]）
  - ドラゴナ（2012年[179]）
- 嫁コレ（2012年・2013年）
- イクシオン サーガ（2013年[180]）
- ディバインゲート(2013年[181]・2014年[182]・2015年[183]・2016年[184]）
- チョコボのチョコッと農園（2014年[185]）
- ドラゴンコレクション（2014年[186]）
- マビノギ英雄伝（2014年[187]）
- テイルズ オブ カード エボルブ（2014年[188]）
- ロードオブナイツ（2014年[189]）
- 戦国大戦 - 1600 関ヶ原 序の布石、葵打つ-（2014年）
- RED STONE（2014年[190]）
- Soul Slash SAGA（2015年[191]）
- ポコロンダンジョンズ（2015年[192][193]・2017年[194]・2018年[195]）
- 対戦パズル バトルブレイブ（2015年[196]）
- フルボッコヒーローズX（2015年[197][198]）
- ファンタシースターオンライン2（2015年[199]）
- モンスターハンタークロス（2015年[200]）
- はじめの一歩 THE CHAMPIONS!（2016年[201]）
- ケリ姫スイーツ（2016年[202]・2017年[203]）
- 戦乱のサムライキングダム（2016年[204]）
- 消滅都市（2016年[205]）
- デッド オア アライブ5 ラストラウンド（2016年[206]）
- ELCHRONICA（2016年[207][208]）
- アヴァベルオンライン（2016年[209]・2018年[210]）
- エレメンタルストーリー（2016年[211]・2017年[212]）
- アヴァロンの騎士（2017年[213]）
- サモンズボード（2017年[214][215]）
- モンスターハンターダブルクロス（2017年[216]）
- パズル&ドラゴンズ マガジンオールスターズ（2017年[217]・2018年[218]・2019年[219]）
- ぼくとドラゴン（2017年[220]・2021年[221]）
- キャットバスターズ（2017年[222]）
- 12オーディンズ（2017年[223]）
- 白猫プロジェクト（2017年[224]・2019年[225]）
- 三国ブレイズ（2017年[226]）
- アルテイルクロニクル（2017年[227]・2018年[228]）
- ドラゴンエッグ（2017年[229][230]）
- ファンタジーアース ゼロ（2017年[231]）
- ユニゾンリーグ（2018年[232]）
- ソウルリバースゼロ（2018年[233]）
- モンスターハンター エクスプロア（2018年[234]）
- 三国志大戦（2018年）
- 共闘ことばRPG コトダマン（2018年[235]・2019年[236]・2020年[237]）
- 神式一閃 カムライトライブ（2018年[238]）
- Master of Epic（2019年[239]）
- ナイツクロニクル（2019年[240]）
- ゴエティアクロス（2019年[241]）
- バクレツモンスター（2019年[242]）
- 荒野行動（2019年[243]・2021年[244]）
- エレメンタルナイツオンラインR（2019年[245][246]）
- ヴァルキリーコネクト（2019年[247]・2021年[248]）
- モンスターストライク（2020年[249]）
- 侍魂オンライン -朧月伝-（2020年[250]）
- 放置少女〜百花繚乱の萌姫たち〜（2020年[251]）
- メルヘン・オブ・ライト〜モロガミ放置RPG〜（2020年[252]）
- Ash Tale-風の大陸-（2021年[253]）
- 彼女、お借りします ヒロインオールスターズ（2021年[254]）
- LINE レンジャー（2021年[255]）
- Gate of Nightmares（2021年[256][257]）
- 天姫契約〜ファイナルプリンセス〜（2021年[258][259]）
- 大熱闘ドラゴンスマッシュ（2021年[260]）
- グランドサマナーズ（2022年[261]）

## パチンコ・パチスロ

### パチンコ
- CR FAIRY TAIL（2018年3月、藤商事）
- PA FAIRY TAIL 設定付（2018年10月、藤商事）
- P FAIRY TAIL2（2021年2月、JFJ）
- PA FAIRY TAIL2 JWA[262]（2021年9月、JFJ）
- P FAIRY TAIL これが七炎竜の力だ（2024年4月、藤商事）

### パチスロ
- パチスロFAIRY TAIL（2018年5月、藤商事）
- パチスロFAIRY TAIL2（2022年8月、藤商事）[263][264]

## WEBラジオ

### 第1期
2011年2月11日から2013年4月19日まで、HiBiKi Radio Stationにて、「FAIRY TAIL Webラジオ『魔導士ギルド放送局 やりすぎソーサラー!』」が隔週金曜日に配信されていた。
パーソナリティ
- 柿原徹也（ナツ役）
- 中原麻衣（ジュビア役、第6回〜）

ゲスト
- 第1回・第2回（2011年2月11日/2月25日配信）- 大原さやか（エルザ役）、中原麻衣（ジュビア役）
- 第3回・第4回（2011年3月11日/3月25日配信) - 平野綾（ルーシィ役）、石平信司（監督）
- 第5回（2011年5月6日配信）- 辻親八（マカロフ役）、石平信司、はたしょう二（音響監督）
- 第7回（2011年6月3日配信）- 小野涼子（ミラジェーン役）
- 第8回（2011年6月17日配信）- 下山吉光（シュガーボーイ、キャンサー役、他）
- 第9回（2011年7月1日配信）- 櫻井浩美（リサーナ役）
- 第10回（2011年7月15日配信）- 伊瀬茉莉也（レビィ役）
- 第12回（2011年8月12日配信）- 喜多村英梨（カナ役）
- 第14回（2011年9月9日配信）- 大原さやか（エルザ役、第2回登場）
- 第15回（2011年9月23日配信）- 羽多野渉（ガジル役）
- 第17回（2011年10月21日配信）- 中村悠一（グレイ役）
- 第19回（2011年11月19日配信）- 佐藤聡美（ウェンディ役）
- 第21回（2011年12月16日配信）- 後藤沙緒里（メルディ、プルー役）
- 第23回（2012年1月13日配信）- 黒田崇矢（カプリコ役）
- 第25回（2012年2月10日配信） - 安元洋貴（エルフマン役）
- 第27回（2012年3月9日配信） - 世戸さおり（エバーグリーン役）
- 第29回（2012年4月6日配信） - 井上和彦（ギルダーツ役）
- 第31回（2012年5月4日配信） - 小西克幸（ラクサス役）
- 第32回・第33回（2012年5月18日、6月1日配信）- 平野綾、釘宮理恵（ハッピー役）、真島ヒロ（原作者）※5月6日に開催された公開収録のダイジェスト
- 第35回（2012年6月29日配信）- ゆかな （ミッシェル役）
- 第38回（2012年8月10日配信）- 遠藤綾 （エクレア役）、藤森雅也 （劇場版監督）
- 第39回（2012年8月24日配信）- 松木則明 （講談社「週刊少年マガジン」の編集者）
- 第41回（2012年9月21日配信）- 井澤詩織 （マリーヒューズ役）
- 第43回（2012年10月19日配信）- 村川梨衣 （ココ役）
- 第46回（2012年11月30日配信）- 東地宏樹 （パンサーリリー役）
- 第49回（2013年1月11日配信）- こおろぎさとみ （フロッシュ役）
- 第52回（2013年2月22日配信）- 大原さやか（エルザ役）
- 第53回（2013年3月8日配信）- 中村悠一（グレイ役）
- 第54回（2013年3月22日配信）- 釘宮理恵（ハッピー役）
- 第55回（2013年4月5日配信）- 平野綾（ルーシィ役）
- 第56回（2013年4月19日配信、最終回）- 松木則明 （講談社「週刊少年マガジン」の編集者）

### 第2期
2015年3月25日から8月5日までインターネットラジオステーション〈音泉〉、HiBiKi Radio Stationにて「FAIRY TAIL ギルド de ラジオ」が隔週水曜日に配信された。
パーソナリティ
- 第1回（2015年3月25日配信） - 柿原徹也（ナツ役）、平野綾（ルーシィ役）
- 第2回（2015年4月8日配信） - 大原さやか（エルザ役）、小野涼子（ミラジェーン役）
- 第3回（2015年4月22日配信） - 佐藤聡美（ウェンディ役）、中原麻衣（ジュビア役）
- 第4回（2015年5月6日配信） - 佐藤聡美（ウェンディ役）、堀江由衣（シャルル役）
- 第5回（2015年5月20日配信） - 平野綾（ルーシィ役）、釘宮理恵（ハッピー役）
- 第6回（2015年6月3日配信） - 中村悠一（グレイ役）、羽多野渉（ガジル役）
- 第7回（2015年6月17日配信） - 豊崎愛生（セイラ役）、津田健次郎（シルバー役）
- 第8回（2015年7月1日配信） - 間島淳司（レーサー役）、後藤沙緒里（メルディ役）、大浦冬華（エンジェル役）
- 第9回（2015年7月15日配信） - 大原さやか（エルザ役）、茅野愛衣（キョウカ役）、はたしょうニ（音響監督）
- 第10回（2015年8月5日配信） - 柿原徹也（ナツ役）、平野綾（ルーシィ役）

ゲスト
- 第4回 - 石平信司（監督）

## 劇場アニメ

### 劇場版 FAIRY TAIL 鳳凰の巫女
2012年8月18日に『劇場版 FAIRY TAIL 鳳凰の巫女』（げきじょうばんフェアリーテイル ほうおうのみこ）が公開。原作者の真島ヒロが制作段階から全面参加し、ストーリー原案からビジュアルデザイン、ゲストキャラクター原案、イメージコンセプトを担当している。前売券には劇場版序章となるエピソード「はじまりの朝」を収録したブックレット『FAIRY TAIL +』が数量限定特典として付いている。2012年10月には台湾で公開のほか、アメリカやフランス、スペイン、アジア各国でのオファーも来ている。2013年2月15日発売コミックス第36巻特装版DVDに劇場版を収録、また映像特典として『はじまりの朝』も収録。またBlu-rayは2013年5月24日に発売された。なお、単行本付属のDVDにはファンからの要望により、日本語字幕が収録されている。ゲスト声優としてますだおかだと吉木りさが出演した。
キャッチコピーは「守りぬく!! 出会えた奇跡を!! 仲間の笑顔を!!」「オレたちは、永遠に仲間だ!!」。
全国73館という小規模公開ながら、2012年8月18、19日の初日2日間で興収6028万3700円、動員5万2795人になり映画観客動員ランキング（興行通信社調べ）で初登場第9位となった。

#### キャスト（劇場版第1作）
- ナツ・ドラグニル - 柿原徹也
- ルーシィ・ハートフィリア - 平野綾
- ハッピー - 釘宮理恵
- グレイ・フルバスター - 中村悠一
- エルザ・スカーレット - 大原さやか
- ウェンディ・マーベル - 佐藤聡美
- シャルル - 堀江由衣
- ガジル・レッドフォックス - 羽多野渉
- エクレア - 遠藤綾
- モモン - かないみか
- ダスマ - 増田英彦（ますだおかだ）
- ギース - 岡田圭右（ますだおかだ）
- リサ - 吉木りさ

#### スタッフ（劇場版第1作）
- 原作 - 真島ヒロ
- ストーリー原案・ゲストキャラクター原案・ビジュアルデザイン・イメージコンセプト - 真島ヒロ
- 監督 - 藤森雅也
- 脚本 - 十川誠志
- 演出 - 根岸宏樹、西本由紀夫
- キャラクターデザイン・総作画監督 - 西岡夕樹
- サブキャラクターデザイン - 柳田義明、関根昌之
- プロップデザイン - 関根昌之
- 作画監督 - 柳田義明、関根昌之、堀剛史、坂忠
- 美術監督 - 中村隆
- 色彩設計 - 村田恵里子
- 撮影監督 - 元木洋介
- 3D監督 - 真田竹志
- 編集 - 三嶋章紀
- 音楽 - 高梨康治
- 音楽プロデューサー - 磯山敦、伊達尚
- 音響監督 - はたしょう二
- プロデューサー - 五味秀晴、石原良一、今井陽介、堤寛、野村信介、田坂秀将
- アニメーションプロデューサー - 岩田幹宏
- 制作 - A-1 Pictures
- 製作 - 劇場版フェアリーテイル製作ギルド（講談社、ポニーキャニオン、電通、テレビ東京、A-1 Pictures、松竹）
- 配給 - 松竹

#### 主題歌（劇場版第1作）
オープニングテーマ「200 miles」
作詞 - Choi Chul Ho・Seo Hyun il・Kanata Okajima / 作曲 - Choi Chul Ho・Seo Hyun il / 編曲 - Seo Hyun il / 歌 - チャン・グンソク
エンディングテーマ「ずっと きっと」
作詞 - 松井五郎 / 作曲 - 植松伸夫 / 編曲 - ACE（工藤ともり・CHiCo）/ 歌 - ルーシィ・ハートフィリア（平野綾）

#### 映像特典・序章（劇場版第1作）
『劇場版FAIRY TAIL 序章「はじまりの朝」』（げきじょうばんフェアリーテイル じょしょう「はじまりのあさ」）は、2013年2月15日発売コミックス第36巻特装版DVDに収録の映像特典。劇場版本編の前日譚であり、モモンとエクレアの出会いのエピソード。
- 監督・絵コンテ・演出 - 西本由紀夫
- 作画監督 - 石堂伸晴
- 監修 - 藤森雅也

#### 映像ソフト化（劇場版第1作）
2013年5月24日にBlu-ray版発売。初回版と通常版の2種が存在し、両方に映像特典として序章「はじまりの朝」と宣伝映像集が、初回盤は原作者書き下ろし三方背BOX使用で、封入特典としてビジュアルコメンタリーブック、原作者書き下ろしミニ色紙、縮小版激情スタンディ、音声特典としてキャスト・スタッフのオーディオコメンタリーが付属している。

### 劇場版 FAIRY TAIL -DRAGON CRY-
2015年5月16日、劇場版アニメの新作の制作決定が発表された。後にタイトルは『劇場版 FAIRY TAIL -DRAGON CRY-』（げきじょうばんフェアリーテイル -ドラゴンクライ-）と発表され、真島ヒロが総合プロデュースを手がける完全オリジナルストーリーとなっている。
2017年2月22日に公開日が5月6日と発表され、配給元を松竹からGAGAに変更した。
2017年5月にアメリカ、イギリス、アイルランド、オーストラリア、ニュージーランド、中南米9ヶ国、タイ、フランスの全世界16ヶ国での同時公開が決まっている。
時系列としては、「黒魔術教団」編とアルバレス帝国編の間に位置する（原作の51巻と52巻の間）。
キャッチコピーは「その力は、希望か破壊か-」「妖精たちの最終章　始動」。

#### スタッフ（劇場版第2作）
- 原作 - 真島ヒロ『FAIRY TAIL』（講談社「週刊少年マガジン」連載）
- 監督 - 南川達馬
- 脚本 - 米村正二
- キャラクターデザイン・総作画監督 - 山田裕子
- エフェクト作画監督 - 酒井智史
- 美術監督 - 東潤一
- 美術設定 - 藤井祐太
- 色彩設計 - 合田沙織
- 撮影監督 - 戸澤雄一朗
- 3D監督 - 長澤洋二
- 編集 - 木村祥明
- 音楽 - 高梨康治
- 音響監督 - はたしょう二
- 音響効果 - 出雲範子
- 制作 - A-1 Pictures
- 配給 - ギャガ
- 製作 - 劇場版フェアリーテイルDC製作委員会（講談社、アクセスブライト、A-1　Pictures、エイベックス・ピクチャーズ、ギャガ、テレビ東京、電通）

#### 主題歌（劇場版第2作）
「WHAT YOU ARE」
歌 - POLKA DOTS

## 舞台
『ライブ・ファンタジー「FAIRY TAIL」』のタイトルで舞台作品が、2016年4月30日から5月9日にかけてサンシャイン劇場で、7月1日から3日にかけて上海 藝海劇院で上演された。脚本・演出は児玉明子、主演は宮崎秋人。ストーリーは「ニルヴァーナ編」をベースとしている。

### キャスト（舞台版）
- ナツ・ドラグニル - 宮崎秋人（D-BOYS）
- ルーシィ・ハートフィリア - 愛加あゆ
- ハッピー - 釘宮理恵（声の主演）
- グレイ・フルバスター - 白又敦（D-BOYS）（東京公演） / 塩顕治（上海公演）
- エルザ・スカーレット - 佃井皆美
- ウェンディ・マーベル、アリエス - 桃瀬美咲
- シャルル - 堀江由衣（声の主演）
- 一夜＝ヴァンダレイ＝寿 - 富岡晃一郎
- ヒビキ・レイティス - 小野健斗
- リオン・バスティア、ロキ - 小澤廉
- ジュラ・ネェキス - 熊野利哉
- ミッドナイト - 古谷大和
- コブラ - 山本一慶
- エンジェル - 伊波杏樹（東京公演） / 亀田梨紗（上海公演）
- レーサー - 伊藤千秋
- ホットアイ - クリス・マッコームス
- ブレイン / ゼロ - 郷本直也
- ジェラール・フェルナンデス - 荒木宏文（D-BOYS）